# 6.25 전쟁
6.25 전쟁(六二五戰爭) 또는 한국 전쟁(韓國戰爭, 문화어: 조선 전쟁, 영어: Korean War, 중국어 정체: 韓戰/朝鮮戰爭,  중국어 간체: 韩战/朝鲜战争, 러시아어: Корейская война)은 1950년 6월 25일에 북한군이 '폭풍 작전' 계획에 따라 삼팔선 전역에 걸쳐 기습적으로 대한민국을 침공하면서(남침) 발발한 전쟁이다. 유엔군과 중국인민지원군 등이 참전하여 세계적인 대규모 전쟁으로 비화될 뻔 하였으나, 1953년 7월 27일 22시에 체결된 한국 군사 정전에 관한 협정에 따라 일단락되었다. 휴전 이후로도 현재까지 양측의 유무형적 갈등은 지속되고 있다. 제2차 세계 대전 이로 대립하게 된 세계의 냉전적 갈등이 전쟁으로 비화한 대표적 사례로, 냉전(冷戰)인 동시에 실전(實戰)이었으며, 국부전(局部戰)인 동시에 전면전(全面戰)이라는 복잡한 성격을 가졌다. 이는 유엔군을 비롯해 중화인민공화국과 소비에트 연방까지 관여한 제2차 세계 대전 이후  최대 규모의 전쟁이다.
전쟁 이전 미리 중화인민공화국의 마오쩌둥과 소련의 이오시프 스탈린의 협조와 지지를 얻은 북한의 김일성은 1950년 6월 25일 새벽 4시경 38도선과 동해안 연선(沿線) 등 11개소에서 경계를 넘어 삼팔선 이남으로 선전포고도 없이 대한민국을 침공하였다. 압도적인 군사력을 가진 북한군은 3일 만에 서울에 도달했고 6월 28일에 서울을 함락했다. 북한군의 무력 공격에 대해 유엔 안전보장이사회는 유엔 안보리 결의 제82호와 제83호를 의결하였다. 1950년 6월 27일에 의결한 유엔 안보리 결의안 제83호에서 유엔 안전보장이사회는 북한의 무력 공격을 격퇴하고 해당 지역의 국제 평화와 안보를 회복하기 위하여 필요한 지원을 유엔 회원국들이 대한민국에 제공할 것을 권고하였다. 1950년 7월 7일에 의결한 유엔 안보리 결의안 제84호에서 유엔 안전보장이사회는 유엔 회원국들이 대한민국에 제공하는 군대와 기타 지원을 미국의 지휘 아래 통합된 지휘를 받게 할 것을 권고하였다.그리하여 7월 7일 더글러스 맥아더 원수를 총사령관으로 하는 유엔군이 조직되었다. 인민군은 무방비 상태였던 중부지방과 호남지방을 삽시간에 휩쓸었다. 연합군은 낙동강 방어선에서 배수진의 결전을 전개하였다.
연합군은 더글러스 맥아더의 9월 15일 인천 상륙 작전을 시작으로 대대적인 반격을 개시하여 10월 10일 평양에 이어 압록강 부근까지 이르렀으며 내만주에 핵폭탄을 공격해야 한다고 했으나 하지못했다. 11월 중순 중국인민지원군이 개입하여 전세가 다시 뒤집히게 되었으며, 이로 인해 혜산진까지 진격하던 국군은 1951년 1월 4일 다시 서울을 빼앗기고 말았다. 이를 1·4 후퇴라고 한다. 그러나 전열을 가다듬은 국군과 유엔군은 우세한 화력을 앞세워 다시 인민군을 몰아붙여 3월 15일에 서울을 되찾았다.
1951년 6월 23일 첫 휴전 협상이 시작되었지만, 전쟁포로 송환 등 여러가지 갈등이 많아 전쟁이 계속 이어지는 결과를 낳게 되었다. 1953년 7월 27일 22시에 체결된 한국 군사 정전에 관한 협정으로 인하여 설정된 한반도 군사 분계선을 사이에 두고 휴전하였다.

## 다양한 명칭
- 대한민국 정부와 대다수의 언론은 공식적으로 6·25 사변 혹은 6·25 전쟁[42]이라는 명칭을 사용하고 있다.
- 내전적 의미를 강조하는 경우 "6·25 동란"이라 불린다.
- 약칭으로 부르는 경우 "6·25"라고 한다.
- 육십갑자를 적용하여 "경인동란" 또는 "경인난"이라 부르는 경우도 있다.
- 서구권은 이 전쟁을 "한국 전쟁"(Korean War)라 부른다. 미국 쪽 용어가 번역되어 우리나라에서도 한국 전쟁이라 부르는 저서 및 자료가 많다.[43]
- 조선전쟁은 조선민주주의인민공화국과 일본에서 쓰이는 용어로 중화인민공화국도 가끔 쓴다.[44]
- 중화인민공화국에서는 "항미원조전쟁"(抗米援朝/抗美援朝) 이라고 부른다.
- 미국과 캐나다 등 서구 국가들은 제2차 세계 대전과 베트남 전쟁 사이에 벌어져 젊은 세대들이 잘 알지 못한다는 이유로 "잊혀진 전쟁(The Forgotten War)"[45] 혹은 "알려지지 않은 전쟁(The Unknown War)"이라는 별칭으로 부르기도 한다.

## 배경
1945년, 전쟁이 발발하기 5년 전, 일본 제국으로부터 해방을 맞은 한반도는 해방 직후 미국과 소련에 의해 삼팔선을 기준으로 남과 북으로 분단되었다. 미군과 소련군의 점령이 끝나고 한반도에는 대한민국과 조선민주주의인민공화국 정부가 수립되었다. 북한은 해방직후부터 소련과 중국을 설득하여 한반도를 적화통일하려는 계획을 수립했고 준비를 해 나갔다. 소련은 소련군이 한반도 38선 이북에 진주한 이래, 아시아 공산화를 목적으로 북한에 소련을 대리할 수 있는 공산 정권을 세우고, 한반도의 통일을 방해하면서 남침의 기회를 엿보아 왔다.중국 공산당은 1949년 10월 1일 중국 국민당을 대륙에서 몰아내고 중화인민공화국을 수립하였다. 반면에, 미국은 주한미군이 철수를 완료(1949년 6월) 하고, 미국의 극동방위선이 타이완의 동쪽 즉, 일본 오키나와와 필리핀을 연결하는 선이라고 선언(애치슨 선언, 1950년 1월)을 하는 등 대한민국에 대한 군사 원조를 최소화해 나갔다. 이는 제2차 세계 대전이 끝난지 얼마되지 않은 시기였기에, 미국은 소련 공산권과의 직접적인 군사 충돌이 제3차 세계대전을 야기할 수도 있다는 국제적인 정세를 고려하였으며, 소련 역시 그러한 이유로 북한에 대한 공개적인 지원을 중단하였다.

### 한반도 분단과 군정 실시
제2차 세계 대전 당시에 일본 제국이 연합국에게 항복을 거절하자 미국은 일본 영토에 원자폭탄을 떨어뜨렸고, 소련군은 한반도 북부 지역까지 진격했다. 이로써 한반도는 1945년 8월 15일에 일본 제국의 식민지에서 벗어나 독립, 광복을 맞이하였으나, 38선을 기점으로 하여 일본군 무장해제를 명분으로 진주한 소련군과 미국군에 의해 남과 북으로 갈라져, 북쪽에 공산주의 국가인 소련의 군정, 남쪽에 자본주의 국가인 미국의 군정이 시작되었다. 이와 같이 소비에트 연방과 미국이 한반도를 분할 점령하여 이념 대결을 벌임으로써 6.25 전쟁이 발발했다는 시각, 즉, 6.25 전쟁을 미국과 소련의 대리 전쟁으로 이해하는 시각이 있다.
그리고 남북 분단 후 미소공동위원회와 모스크바 삼상회의에서 1950년까지 영국, 중화민국, 미국, 소련이 신탁 통치를 하는 내용도 있는데 즉, 38선을 경계로 남쪽엔 영국과 미국이, 북쪽엔 중화민국과 소련이 점령하기로 했는데 더 쉽게 말하면 옛날 백제의 수도가 부여였을 때에 백제의 영토를 영국이 점령하고, 나머지 38선 이남은 미국이 점령하기로 했다. 38선 북쪽으로선 개마고원을 경계로 평양, 개성, 남포, 신의주, 해주을 포함한 서부 지역은 중화민국이 동부 지역 원산, 금강산, 함흥, 흥남, 장진, 혜산진, 청진, 나진을 포함한 곳은 소련이 점령해서 5년 간 신탁 통치를 하기로 한 것이다. 1949년 10월 1일에 국공 내전에서 국민당이 공산당에게 패배하고 38선 북쪽의 서부지역이 공산당으로 넘어가 서부 지역도 공산국가가 되므로 38선 북쪽 전체가 공산국가가 되는 상황이었다. 하지만 1950년대가 되면 4개국이 손떼야 되는 상황이었는데 미국은 이와 반대로 즉시 독립을 주장하여 서로 엇갈린 대화 때문에 전혀 실행되지 못했다.

### 조선민주주의인민공화국의 상황
조선민주주의인민공화국 내에서는 김책, 김무정도 적극적으로 찬성하였다. 리승엽 등 남로당 계열의 인사들도 찬성하였고, 군사지도자들인 강건, 김웅, 김광협, 방호산, 리권무, 김창덕, 유경수 등은 남쪽과의 일전을 고대하였고 승리를 확신하였다. 이에 비해 최용건은 적극적으로 반대하였고, 김두봉, 홍명희, 장시우 등은 반대 또는 소극적 찬성을 하였다. 김일성은 48번 소련의 서기장인 스탈린에 무기 지원과 남침을 허락했으며 허락을 받고 나서 중화인민공화국의 통치자인 마오쩌둥을 만나 남침 허락과 병력 지원을 요청하였다. 공개된 구 소련의 문서에 의하면 애초에 스탈린은 조선 인민군이 절대적 우위를 확보하지 못하는 한 공격해서는 안 된다고 했다. 조선민주주의인민공화국의 군사력이 대한민국을 상대로 단독으로 전쟁을 치를 만한 실력이 아니라고 생각했을 뿐만 아니라, 38선이남에는 미군이 있었으며 핵무기를 갖고 있는 미국과의 직접적 마찰을 두려워하여 무기지원을 거절하였으며 소련은 핵무기가 아직 없었다. 그럼에도 김일성은 계속해서 스탈린을 설득하고 있었다. 일부 역사 연구자들이 옛 소련의 문서들을 근거로 주장하는 이론에 의하면, 스탈린은 미국을 시험하고 미국의 관심을 유럽에서 아시아로 돌리기 위해 중화인민공화국이 전쟁에 대한 원조를 조선민주주의인민공화국에 하는 조건으로 김일성의 남침을 승낙하였으며 이리하여 스탈린은 강력한 군사적 원조로서, 소련의 최신무기들을 대량으로 제공하였다.

#### 조선민주주의인민공화국의 지배력 강화와 전쟁준비 교섭
김일성은 조선로동당의 일당독재를 기반으로 반대파(민족주의자, 종교인 특히 북한 수립 이전 융성하던 개신교, 지주, 마름, 기업가, 기술자 등을 포함한 상당수의 조선민주주의인민공화국 인민)에 대한 철저한 숙청을 통하여 자국 내 정치적 입지를 강하게 다지고 있었다. 또한, 조선민주주의인민공화국은 최고인민회의 간부회의를 통하여 통일을 위하여 점령군의 즉각적인 철수를 요구하여, 조선민주주의인민공화국 주둔 소련군은 1948년 12월 시베리아로 철수하였다. 그러나, 한편으로 소련 정부는 모스크바에서 비밀리에 군수뇌회담을 개최하여 철군 이후의 구체적인 계획을 수립하고 '특별군사사절단'을 통해서 집행하기로 하였다. 이 회의에는 김일성 등 조선민주주의인민공화국과 중화인민공화국의 고위 군부 대표도 참석하였다. 모스크바 계획이라고 불리는 전쟁준비 계획은 만주에 있던 조선인 의용군 부대를 조선민주주의인민공화국으로 귀국시켜 5개 사단을 갖게 하고 이외에 8개의 전방사단과 우수한 장비를 보유한 8개의 예비사단, 그리고 500대의 탱크를 보유하는 2개의 기갑사단을 갖게 하는 것이었다.
1949년 2월 스탈린은 조선민주주의인민공화국 수립 후 처음으로 김일성과 박헌영을 모스크바로 불러 소련군의 철수로 인한 군사력 공백과 한반도 정세를 논의하였다. 조선민주주의인민공화국의 수뇌부는 방문 기간인 3월 17일에 유럽에서 일반적으로 체결하던 '우호 방위조약'이 아닌 '조·소 경제·문화협정'을 체결하였다. 이는 앞선 미군 철수 발표에 대한 소련의 대응으로 앞으로 있을 한국전쟁의 책임을 모면하기 위한 계획이라고 보는 견해도 있다. 이러한 이유로 6.25 전쟁 당시 소련은 직접적으로 참전하지 않는다고 하고 중화인민공화국을 통해 전쟁 물자 공급을 지속했지만 소련군은 중국인민지원군으로 참전하였다.
1949년 8월 12일, 김일성과 박헌영은 남조선이 조국통일민주주의전선의 평화적 통일안을 거부하고 있으므로 조선민주주의인민공화국은 남조선 공격을 준비할 수밖에 없으며 그렇게 되면 남조선에서는 리승만에 대한 대규모 민중봉기가 분명히 뒤따를 것이라고 언급했다. 김일성과 박헌영은 만약 대남공격을 하지 않는다면 인민들은 이를 이해하지 못할 것이라고 강조했다. 그들은, 이승만 대통령이 많은 친북 ‘민족인사’들을 투옥시켰지만 북한은 아직도 대한민국에서의 봉기를 조직할 능력을 갖추고 있다고 생각했다. 이는 1949년 남조선로동당 등의 대한민국 내부의 공산주의자들이 반공정권이었던 이승만 정권의 공산주의 탄압에 의해 대대적으로 검거되었다는 것을 대한민국에서 온 공산주의자들의 허위보고로 생각한 까닭이었다. 1949년 8월 27일, 북한 주재 소련 대사 스티코프는 8월 12~14일의 김일성과의 면담내용을 스탈린에게 보고하고 다음과 같은 이유로 북한의 대남공격이 불가하다고 결론을 내렸다. 1. 현재 한반도에는 두 나라가 존재하며 그중 대한민국은 미국 및 기타 국가에 의해 승인됨. 조선민주주의인민공화국의 공격시 미국은 대한민국을 무기탄약 공급뿐 아니라 일본군의 파견을 통해 지원할 가능성이 있음. 2. 조선민주주의인민공화국의 대남공격은 미국이 대소련 모함∙선전에 이용할 수 있음. 3. 정치적 측면에서 북의 공격은 남북한 인민 대다수의 지지를 얻을 수 있으나 군사적 측면에서 조선민주주의인민공화국은 아직 대한민국에 대해 압도적 군사력을 갖추지 못하고 있음. 4. 대한민국은 이미 상당수 강한 군대와 경찰력을 창설하였음에도 소련의 지원하에 있는 조선인민군에 비하여 약세에 있었다.(스티코프는 김일성이 제의한 강원도 지역의 '해방구역' 창설계획에는 찬성하고 또한 인민군에 의한 옹진점령계획도 군사적으로 타당하다고 보고했으나 남한의 반격시 이 작전이 지구전이 돼버릴 수 있다고 언급)  8월 29일 소련도 핵무기를 갖기 시작해서 미국을 두려워하지 않기 시작 했다. 스탈린에게 제출한 9월 15일자 보고서에서, 스티코프는 “김일성과 박헌영은 현 정세하에서는 평화통일이 불가능하다고 생각하고 있으며 북이 남한 정부를 무력공격하면 남북양쪽의 인민들이 이를 지지할 것이라고 믿고 있다. 그리고 지금 무력통일을 안하면 통일이 연기될 뿐이고 그동안 남한 정권은 좌익세력을 탄압하면서 북진할 수 있는 강력한 군대를 만들어 통일은 물거품이 될 것이라고 생각하고 있다. 김일성은 남진을 시작할 때 소련과 중공이 원조해줄 것을 기대하는 듯하다.”고 썼다. 그의 견해는 남북의 내전은 북에 유리하나 북한군이 남한 공격을 개시하면 소련이 국제적 비난을 받게 되며 미국이 끼어들 것은 물론 남한을 적극 지원할 가능성을 배제할 수 없다는 것이었다. 그는 “또, 물론 북한이 남한에서 빨치산 활동을 강화하는 것은 좋다. 옹진작전은 유리한 상황하에서는 실시 가능하고, 이를 위해 38선 지역에서 남쪽의 도발을 이용할 수 있다.”고 했다. 그러나 이에 대해서 소련 공산당 정치국 중앙위는 조선민주주의인민공화국의 남침이 시기적으로 적절하지 못하다는 지시문을 스티코프를 경유하여, 김일성에게 전달하였다.(1949년 9월 24일)

#### 소련과 중화인민공화국의 전쟁 지원 약속
1950년 1월 17일 박헌영의 관저에서 열린 만찬에서 김일성은 북한 주재 소련 대사 스티코프에게 남침 문제를 다시 제기하고 이를 논의하기 위하여 스탈린과의 면담을 희망한다는 의사를 피력했다. 이 대화에서 김일성은 중국 공산당이 중국국민당을 몰아내고 1949년 10월 1일 중화인민공화국을 성립한 것을 계기로 고무되어 대한민국이 차지한 38선 이남을 점령해서 통일 할것이라고 강조하고, 조선민주주의인민공화국은 기강이 세워진 우수한 군대를 보유하고 있다고 주장했다. 또 김일성은 이전에도 그러했던 것처럼 남한의 선제공격에 대한 반격만을 승인한 1949년 3월의 스탈린의 결정에 불만을 토로했다. 1월 30일, 스탈린이 서명한 전보를 평양으로 타전했다. 전문에서 스탈린은 김일성의 불만은 이해가 되나 '큰일'에 관해 치밀한 준비를 해야 하며 이를 실현하기 위해 지나친 모험을 해서는 안 된다는 점을 이해해야 한다고 언급했다. 스탈린은 김일성을 접견해 이 문제를 논의할 준비가 돼 있으며 그를 지원할 용의가 있다고 밝혔다. 3월 20일, 김일성은 스티코프와의 면담에서 4월 초에 자신과 박헌영이 스탈린과 만나고자 한다는 것을 전해달라고 요청하였다. 김일성은 이번 방문을 1946년의 방문처럼 비공식(비밀)으로 할 것을 제의하였다. 김일성은 남북한 통일의 방법, 경제개발의 전망, 기타 공산당내 문제에 관해 스탈린과 협의하기를 원하였다. 4월, 모스크바에서 열린 스탈린과 김일성 간의 회담에서 스탈린은 국제환경이 유리하게 변하고 있음을 언급하고 김일성이 통일과업을 개시하는 데 동의하였다. 다만, 이 문제의 최종결정은 중화인민공화국과 조선민주주의인민공화국이 공동으로 이루어져야 하며 만일 중국 공산당의 의견이 부정적이면 새로운 협의가 이루어질 때까지 결정을 연기하기로 합의하였다.
5월 12일, 스티코프가 김일성 및 박헌영과 면담한 자리에서 김일성은 마오쩌둥과의 면담계획을 밝혔다. “소련에서 돌아온 후 이두연 주베이징대사로부터 마오쩌둥과의 면담 결과를 보고받았다. 마오쩌둥은 ‘조선통일은 무력에 의해서만 가능하며 미국이 남조선 같은 작은 나라 때문에 3차대전을 시작하지는 않을 것이므로 미국의 개입을 두려워할 필요가 없다’고 말했다. 마오와 면담하기 위해 5월 13일 베이징으로 출발할 것이다. 마오는 내가 대남 군사행동을 곧 시작할 생각이라면 비공식으로 만나겠다고 한다. 마오에게 조선민주주의인민공화국으로 이양되는 중공군 소속의 조선인 사단을 위해 중국이 노획한 일본 및 미국무기를 제공해줄 것을 요청할 계획이다. 50년 6월께로 예정하고 있는 남침계획을 구체적으로 수립하라는 지시를 조선 인민군 총참모장에게 시달했다. 작전이 6월에 개시될 것이나 그때까지 준비가 완료될지 자신이 없다.” 5월 13일, 김일성과 박헌영이 베이징에 도착하여 마오쩌둥과 면담하고 스탈린이 모스크바 회담 때 ‘현 국제환경은 과거와는 다르므로 북한이 행동을 개시할 수 있으나 최종결정은 마오쩌둥과의 협의를 통해 이뤄야한다’고 했음을 설명했다. 5월 14일 스탈린은 마오쩌둥에게 보낸 특별전문에서 “국제정세의 변화에 따라 통일에 착수하자는 조선사람들의 제청에 동의한다. 그러나 이는 중국과 조선이 공동으로 결정해야 할 문제이고 중국동지가 동의하지 않을 경우에는 다시 검토할 때까지 연기되어야 한다.”고 했다. 5월 15일, 모스크바의 메시지를 받은 뒤 마오는 김일성 · 박헌영과 구체적으로 의견을 교환하였다. 김일성은 북한이 ‘군사력 증강-평화통일 대남제의-대 한민국쪽의 평화통일 제의 거부 뒤 전투행위 개시’의 3단계 계획을 세웠다고 언급했다. 마오가 이 계획에 찬성을 표명하고 일본군의 개입 가능성을 물은 데 대해 김일성은 일본군이 참전할 가능성은 별로 없는 것으로 보나 미국이 2만~3만명의 일본군을 파견할 가능성을 전혀 배제할 수는 없다고 답변했다. 그러나 일본군의 참전이 상황을 결정적으로 변화시키지는 못할 것이라고 말했다. 마오는 김일성에게 만일 미군이 참전한다면 중국은 병력을 파견해 돕겠다고 했다. 소련은 미국 쪽과 38선 분할에 관한 합의가 있기 때문에 전투행위에 참가하기가 불편하지만 중국은 이런 의무가 없으므로 조선 인민군을 도와줄 수 있다고 했다. 조선민주주의인민공화국이 작전 개시를 결정함으로써 이 작전이 양국간 공동의 과제가 되었으므로 이에 동의하고 필요한 협력을 제공하겠다고 했다. 5월 29일, 김일성은 스티코프에게 4월 모스크바 회담시 합의된 무기와 기술이 이미 대부분 북한에 도착했음을 통보하였다. 이 통보에서, 또한, 김일성은 새로 창설된 사단들이 6월말까지 준비 완료될 것이라고 말했다. 김일성의 지시에 따라 북한군 참모장이 바실리예프 장군과 함께 마련한 남침공격 계획을 김일성이 승인하였고, 군조직 문제는 6월 1일까지 끝내기로 했다. 조선 인민군은 6월까지 완전한 전투준비 태세를 갖추게 된다는 것이었다. 김일성은 6월말 이후는 조선 인민군의 전투준비에 관한 정보가 남쪽에 입수될 수 있으며 7월에는 장마가 시작된다는 점을 지적했다. 6월 8~10일께 38선으로의 병력이동을 시작할 것이라고 보고되었으며, 김일성과 면담 뒤 스티코프는 바실리예프 장군 및 포스트니코프 장군과 의견을 교환했다. 그들은 7월에 공격을 시작하는 것이 가장 시의적절하나 일기관계로 6월로 변경할 수밖에 없다고 말했다. 6월 11일, 대한민국은 통일민주조국전선이 제의한 평화통일안을 거부했다.

#### 조선민주주의인민공화국의 전쟁 준비
한국전쟁을 준비함에 앞서 대한민국의 정보를 상당부분 알고 있었다. 특히 평양에서 발견된 조선인민군 정보문건에 의하면 대한민국 각 행정 소재지의 군(郡) 단위까지 1950년도의 쌀, 보리 등의 모든 농작물 예상 수확량이 세밀하게 기록돼 있었다. 조선인민군은 이 정보를 바탕으로 대한민국에서 한 해 동안 확보할 수 있는 식량의 규모, 즉 공출량을 계산한 상태였다. 특히 모든 종류의 주식은 물론이며 주식이 아닌 깨까지 군 단위별로 예상 수확량과 공출량을 매겨 놓았다. 그리고 당시 대한민국 영토인 청단지역에서는 해방전부터 농업용수로 사용한 구암저수지의 수로를 북한이 일방적으로 끊음으로써 청단평야의 영농을 못하도록 하는데 서슴지 않았다. 그리고, 전쟁 보름 전(6월 10일), 조선민주주의인민공화국에서는 전형적인 화전양면기만술의 일환으로 대한민국이 체포한 김삼룡 및 이주하를 조선민주주의인민공화국에 억류 중이던 조만식과 38선에서 교환하자며, 6월 23일을 협상기일로 제안하기도 했다. 이는 조선민주주의인민공화국 부수상 겸 외무상인 박헌영의 강력한 요구에 따른 것이었다. 1950년 6월 16일 이승만은 북에서 먼저 보내라는 요구를 했고, 6월 18일 조선민주주의인민공화국은 동시교환을 주장했다. 한동안 “먼저 보내라,” “아니다. 동시에 교환하자”라는 공방을 되풀이하였다. 또한, 6월 16일에는 조선민주주의인민공화국 최고인민회의가 대한민국 국회에 평화통일 방안을 제의하기도 했다.
그러나, 조선인민군은 그 이면에서 전쟁 준비를 마무리해 갔다. 즉, 6월 12일부터 인민군은 38선 이북 10~15km 지역으로 재배치되기 시작했고, 6월 16일에는 소련대사 스티코프는 북한군 총참모부가 작성한 침공작전 계획을 모스크바에 보고했다. 이 계획은 1개월 기간으로 3단계로 구성되어 있다. 6월 20일, 스티코프는 모스크바에 조선인민군의 수륙양용 작전용 선박공급과 소련군 수병을 함께 제공할 수 있는지 여부를 문의했다. 모스크바 시간으로 오후 10시 스티코프는 모스크바로 전화를 걸어 모스크바 시간으로 오후 11시께 남한정부가 북한에 대해 공격을 시작하라는 명령을 내렸다는 첩보가 북한쪽에 오후 8시 무렵 입수되었다고 보고했다. 스티코프는 이 첩보가 공개문서로 돼 있어 의심스럽다고 평가했다. 6월 21일, 스티코프는 스탈린에게 김일성의 메시지를 전달했다. 이 메시지에는 조선민주주의인민공화국이 입수한 각종 첩보에 따르면 조선인민군 침공에 관한 정보가 대한민국에 알려졌으며 이와 관련해 대한민국이 전투준비태세를 강화하는 조처를 취하고 있다는 내용이 들어 있다. 김일성은 전에 구상했던 옹진반도에서의 전초전을 수행치 않고 6월 25일 전 전선에 걸쳐 전투행위를 시작하는 것이 목적에 부합한다고 말했다.
 6월 21일 밤에, 조선인민군은 2차에 걸쳐 북한에 대한 전투행위를 개시하라는 대한민국 육군의 명령을 라디오를 통해 포착했다고 주장하였다. 소련은 조선인민군 군함에 근무할 소련 수병 파병요청에 대해 이는 적군이 개입할 수 있는 구실이 되므로 수락할 수 없다고 조선민주주의인민공화국에 답신하였다. 6월 22일 조선민주주의인민공화국 주재 소련 대사관에 암호전문의 교신은 바람직하지 못하니 향후 일체의 암호전문을 타전하지 말라는 모스크바의 지시가 시달되었다. 이후 1950년말까지 평양과 소련 외무성간에는 전보 교신이 중단되었다.
특히 조선민주주의인민공화국은 주민들이 초가지붕을 고칠 여유도 주지 않음은 물론이고 당시 대한민국에 전혀 전무했던 T-34/85를 242대 확보해놓기까지 했으며 특히 일제시대에 닦아놓았던 도로의 폭을 2배 이상 넓혀 놓기까지 하는 등 철저하게 준비했다. 반면, 대한민국에서는 한국전쟁 하루 전날 병사들에게 휴가를 보내는 등 조선민주주의인민공화국과는 다른 모습을 보였다.
한편, 조선민주주의인민공화국에서는 의료부대인 조선인민군 949군부대는 6월 24일 오전 1시 38선 부근에 야전병원을 설치하고 의료요원들을 각 해당 부분에 배치하였다. 6월 25일 오전 12시까지 치료준비사업을 완료한 병원은 전투 준비 상태로 대기하였다. 25일 오후 2시부터 부대는 벌써 전상(戰傷) 환자 취급을 시작하였다.

### 대한민국의 상황

#### 대한민국 내부의 혼란
대한민국의 이승만 대통령은 귀국한 지 얼마 안 되는 입장으로, 대한민국 내의 정치적 혼란을 겪고 있었다. 박헌영과 같은 좌익 정당, 또 김구와 같은 국내파의 민족주의 독립운동가들, 그리고 이승만과 같은 해외파 독립운동가들은 서로를 불신하였고, 그 결과 대한민국은 여러 개의 정당이 난립되는 등 심각한 정치 사회적 문제에 직면하고 있었다. 김규식 등은 좌우파의 합작과 협력을 추진해왔고 양자를 중재해보기 위해 한 차례 평양을 방문하는 등 노력을 기울였다. 여기에 장덕수 암살 사건으로 이승만과 사이가 틀어진 김구가 동참하여 힘을 얻는 듯 했으나, 김일성이나 이승만이나 모두 강경한 태도를 조금도 굽히지 않았으므로 모두 실패로 돌아가고 말았다.
한편, 미국 군부는 한반도를 '전략적으로 포기할' 계획을 세우는 오판을 저질렀다. 미국 군부 수뇌부의 사고관에서 '만일 소련이 동북아시아에서 3차 대전을 일으킬 가능성'이란 의문은 대한민국의 가치를 평가하는데 가장 핵심적인 사고였다. 만일 미국이 육군전을 상정한다고 생각하면, 한반도 남쪽에 주한미군을 배치할 수 없었다. 한반도에서 3차 대전이 발발할 경우에 한반도에 투입될 소련 육군과 미국의 육군은 군사학적으로 근원적인 한계가 있었다. 소련과 한반도는 땅으로 연결되어 있지만, 미국 육군은 한반도에 투입되기 위해서는 태평양을 건너야 했다. 그런 상황에서 해군전과 공군전을 상정한다면 역시 한반도는 미국 입장에서 전혀 필요가 없었다고 생각했다. 어떠한 작전이라도 공군전과 해군전은 한반도를 우회해서 충분히 수행이 가능하였다. 그렇기 때문에 미 군부는 잠정적으로 한반도에서 주한미군을 철수시키고, 만일 소련이 대대적인 도발을 감행할 경우에는 대한민국과 중화민국을 포기하고 북태평양에 있는 알류샨 열도와 일본으로 이어져 내려오는 도서방위선을 구축해 소련과 3차 대전을 수행한다는 계획을 세웠다. 이것이 미 군부가 1946년 비밀리에 수립한 핀서 계획과 문라이즈 계획이다. 핀서 계획과 문라이즈 계획의 도서방위선 구상이 바로 주한미군의 전면 철수를 명시한 애치슨 라인의 원형이다. 결국, 대한민국 정부의 반대에도 불구하고 주한미군은 약 500명의 군사고문단만 남기고 마지막 남아 있던 부대가 1949년 6월 29일 철수하였다.
김일성에게 적극적인 군사력 지원을 제공한 소련과 달리, 위와 같이 미국은 이승만이 강력한 군사력을 보유하는 것을 원치 않았고, 그 결과 대한민국의 군사력은 조선민주주의인민공화국에 비하여 매우 취약한 상태에 직면하게 되었다. 그럼에도 이승만 대통령은 6.25 전쟁이 일어나기 전인 1949년 9월 30일 외신 기자 회견에서 "우리는 북한의 실지(失地)를 회복할 수 있으며 북한의 우리 동포들은 우리들이 소탕할 것을 희망하고 있다."고 말하는 등 '북진통일론'을 주장했다. 또한 채병덕 육군참모총장은 라디오 방송에서 "아침은 개성에서 점심은 평양에서 저녁은 신의주에서 먹겠다."며 호전적인 발언을 하였다. 또한, 이러한 북진통일론은 6.25 전쟁 당시 서울이 금방 함락될 정도로 군사력이 취약했던 것을 보면 분명히 실현가능성이 없는 공상일 뿐이었으나, 조선민주주의인민공화국은 전쟁의 빌미로 이용하려 했을 것이라는 주장이 있다.

#### 대한민국의 전쟁 대비
1949년 말, 육군본부 정보국은 1950년 춘계에 조선민주주의인민공화국이 38도선에서 전면적인 공격을 할 것이라는 종합정보보고서를 내놓았다. 이에 육군본부는 계획 수립을 서둘러 육군본부 작전명령 제38호(일명, 국군방어계획)을 확정(1950년 3월 25일)하고, 예하 부대에 이를 하달하여 시행토록 하였다. 이 국군방어계획은 신태영(申泰英) 육군총참모장의 지시로 육군본부 작전국장 강문봉(姜文奉) 대령이 중심이 되어 작성되었다. 전쟁 발발 1주일 전까지 강문봉이 작전국장에 있었다. 그는 매일 적정(敵情)판단보고서를 읽었는데 이 보고서에 조선인민군의 병력이동상황이 소상하게 기록되어 있었고 병력집결이 완료되면 남침할 것이라는 분석자료도 있었다. 이러한 정보를 신성모 국방장관과 채병덕 육군참모총장에게 보고했고 미 극동군사령부에도 제보, 무력증강의 필요성을 강조했다. 그러나 미국 측은 "공산군의 남침은 없다"고 단언하면서 한국군의 정보는 군사원조를 얻기 위한 것으로 경시하는 일이 빈번했다.
신성모는 대통령이 명령만 내리면 바로 전쟁준비를 마치고 북침을 하겠다고 망언을 했고 전쟁을 원하지 않았던 미군은 국군의 전차와 전투기 모두 압수하고 곡사포와 대전차포 90% 이상을 압수했다. 이 일로 인해 북한이 남침할 명분이 생겼고 1950년 6월 정보국에서 북한이 남침을 준비한다는 정보를 수없이 보냈지만 신성모는 북한은 절대 남침을 하지 않는다고 정보를 무시했고 1950년 6월 23일 정보국에서 북한이 남침한다는 정보를 보냈으나 신성모는 남침정보를 매번 무시하였고 채병덕에게 명령내려 전군 비상경계령을 모두 해체하였다. 채병덕은 국군 장병들을 휴가외출 보낼 것을 요구했고 신성모는 이를 허락하였다. 국군 병력 반 이상을 휴가외출을 보낸 이 일은 정보를 받은 북한에게는 큰 손실 없이 남침할 수 있는 유일한 기회였고 결국에는 한국전쟁이 일어난 원인이 되었다.
한편, 제헌국회의 임기가 끝날 무렵 대한민국 정부에서는, 정계는 물론이고 일반의 물의를 무릅쓰고 제2차 총선거 실시를 지연시키는 한편, 적자예산의 편성을 시도하였으나 당시 이를 반대하는 미국 국무장관 딘 애치슨의 각서 도달로 말미암아 정부에서는 종래의 주장을 변경하여 제2대 국회의원 선거를 실시하였다.(1950년 5월 30일) 선거의 결과 무소속 의원이 국회 의석의 과반수를 점하여 압도적인 우세를 보이고 몇몇 중간파 의원들이 두각을 나타냈으며, 정부측 여당의 진출은 미미했다. 조선민주주의인민공화국은 이에 대해, 1949년 6월에 제정되어 선거 직전인 1950년 4월에 시행규칙을 공포한 토지개혁법이 유상매수(有償買收) · 유상분배(有償分配)를 원칙으로 하고 있으므로 사실상 토지개혁의 의의가 희박하여, 국민이 노골적으로 정부에 반감을 표시한 결과라고 속단하고 이때에 남침을 감행하면 틀림없이 대한민국 국민의 지지를 얻을 것이라고 판단하였다. 1950년 6월 19일의 대한민국 제2대 국회가 의장단 선출을 시작으로 활동을 시작한 것은 전쟁 직전이었다.
한편, CIA는 6.25 전쟁 발발 엿새 전의 보고서에서 조선민주주의인민공화국의 남침가능성을 낮게 평가하고 있었다. 조선민주주의인민공화국이 소련의 위성국가로 독자적인 전쟁 수행능력이 전혀 없다는 것이 근거였다. 그러나 CIA의 예측과는 달리 6.25 전쟁이 발발하자 백악관은 그 책임을 물어 CIA를 전쟁 발발 후 며칠간 백악관 안보회의에서 배제했고 두 달 뒤에는 CIA의 수장을 교체했다. 반공주의자인 미국의 존 포스터 덜레스 국무장관 고문이 대한민국을 방문하여 38도선을 시찰(1950년 6월 20일)하는 등 미국의 북침에 대한 위협을 느낀 김일성이 먼저 남침을 결정했다는 주장도 있다.
1950년 6월 24일 육군본부 정보국(국장 장도영, 북한반장 김종필, 문관 박정희)이 조선민주주의인민공화국의 대규모 병력이 38선에 집결했다는 보고를 하였음에도 불구하고 군 수뇌부는 바로 그 날 비상경계를 해제하였다. 그 날은 주말이라 거의 절반에 해당하는 병력이 외출했다. 그 날 저녁 육군본부 장교 클럽 낙성 파티에는 전방부대 사단장들까지 초청되었었다.
그 외 전쟁 발발 2주 전 대부분의 지휘관을 교체하고, 1주 전 대부분의 전방 부대의 위치를 변경하고, 전방 부대의 중화기와 차량 중 60% 가량을 후방으로 보내는 등 개별적으로는 이해가 가나 종합적으로는 상식으로는 도저히 이해할 수 없는 행위가 집중적으로 일어나 이형근이 저서 《군번 1번의 외길인생》에서 6.25 초기의 10대 불가사의를 제기하며 군 지휘부(이승만, 채병덕 참모총장, 김백일 참모장, 신성모 국방부장관, 김경근 국방부차관) 안에 통적 분자가 있다고 주장하게 되는 원인이 되며, 일각에서는 이승만 남침 유도설의 근거가 되었다.(이형근은 군번 1번 문제로 일본 육사 선배인 채병덕과 개인적으로 사이가 매우 좋지 않은 상태이며, 이것은 국군 창설 첫날이자 최초의 파벌 싸움의 시초가 되었다)

### 6.25 전쟁 전의 여러 전투
6.25 전쟁이 발발하기 전에도 여러 번의 전투가 있었다. 6.25 전쟁이 일어나기 전까지 1949년 1월 18일부터 1950년 6월 24일까지 있었던 전투횟수는 총 874회였다.
- 1948년 4월 3일: 제주 4·3 사건
- 1948년 10월 19일: 여수·순천 사건
- 1949년 4월 20일: 소련의 비밀 해제 자료에 따르면 알렉산드르 바실렙스키는 스탈린에게 보낸 전보에서 한국군은 1949년 1월부터 4월 15일까지 모두 37번 38선을 넘어서 조선민주주의인민공화국을 침략하여 국경마찰을 일으켰다고 설명했다. 모든 사건은 한국군이 먼저 도발했다고 한다.[94]
- 1949년 9월 11일 호림부대(대한민국 군대, 38선을 넘어 북방 도시 마을 침입, 폭파 암살 수단으로 조선 민간인 살해)[95]
- 1949년 12월 24일: 문경 양민학살 사건.

조선민주주의인민공화국의 정당화하고자 하는 주장에 따르면, 대한민국 국군이 침입한 횟수는 432회에 이르고, 그 가운데에 71회는 비행기 침입, 42회는 함대습격도 포함되어 있었다. 물론 대한민국 공군은 지역의 정찰만을 위해 쓸 수 있는 L-4 연락기 및 L-5 연락기 외에, 전쟁 발발 직전 국민 성금으로 캐나다로부터 구입한 T-6 텍산 10대가 전부였다. 충돌은 황해도 옹진 반도에서 강원도의 양양까지 걸쳐져 있어 단순한 국부적 충돌이 벌어지고 있던 셈이었다. 그 가운데 옹진 반도, 개성, 의정부, 춘천 그리고 강릉부근에서 전투가 자주 벌어졌다. 이 지역들은 1950년 6월 25일에 새벽 3시 30분에 조선인민군이 공격을 시작한 지역으로 삼았던 곳이었다. 조선 인민군 제1사단은 개성 부근 도처에서 마치 한국군의 전력이라도 시탐하듯 빈번한 도발을 자행하다가 1950년 봄에 와서는 거의 매일같이 개성과 백천등 38선 연변도시에 박격포사격을 가하였다. 그러나 당시 대한민국은 전국을 통틀어 항공기는 고작 22대였으며 그것도 분계선이 아닌 호남지방에 있었다. 또한 함정은 36대 보유하였을 뿐만 아니라 조선인민군이 선제공격했다는 당시의 목격담도 끊이지 않았다.

### 군사력 비교
1950년 6월 당시 조선 인민군은 13만 5천여 명의 지상군을 확보하고 있었는데, 이때 대한민국의 병력은 정규군 6만 5천여 명, 해양경찰대 4천여 명, 경찰 4만 5천여 명 등이었다. 대한민국 육군은 8개 사단 1개 독립연대로 편성돼 있었다. 최전방인 38선 방어를 위해 서쪽에서부터 17연대(옹진반도)-1사단(청단∼적성)-7사단(적성∼적목리)-6사단(적목리∼진흑동)-8사단(진흑동∼동해안)을 포진해 놓았다. 후방인 서울에는 수도경비사령부를 두고, 대전에 2사단, 대구에 3사단, 광주에 5사단을 둬 공비 소탕작전을 벌이고 있었다. 이들 부대를 통합 지휘한 것은 육군총참모장 채병덕 소장이었다. 반면 조선 인민군은 민족보위성에 최용건 부원수를 앉히고(1948년), 지금의 한국 육군 야전군사령관에 해당하는 전선사령부를 만들어 김책(金策) 대장(4성장군)을 사령관에, 강건(姜健) 중장(2성장군)을 참모장에 임명했다. 그리고 전선사령부 밑에는 서부전선을 담당하는 1군단과 동부전선을 공격할 2군단을 창설했다. 1군단장에는 김웅(金雄) 중장을, 2군단장에 김광협(金光俠) 중장을 임명했다. 6월 12일부터 38선 배치를 위한 부대 이동은 시작되었으나 38선에서 떨어져 있던 부대들이 일제히 남하했다. 23일에 완료된 38선 배치 병력을 보면 10개 보병사단과 1개 전차여단 및 3개 경비여단 등으로서 조선 인민군의 총병력에 해당하는 것이었다. 1군단 휘하에는 6사단-1사단-4사단-3사단-105전차여단이, 2군단에는 2사단-12사단-5사단이 배속되었다(서쪽에서부터). 그리고 예비부대로 13사단은 1군단에, 15사단은 2군단에 배속하고, 10사단은 총예비대로 조선민주주의인민공화국 방어를 위해 평양 지역에 배치해두었다. 조선 인민군과 별도로 조선민주주의인민공화국은 내무성에 대한민국으로 월남을 막는 부대로 38경비대(한국의 전투경찰대와 흡사) 3개 여단을 편성했다. 이중 3경비여단은 국군 17연대가 포진한 옹진반도 바로 북쪽에 포진해 있었다
조선 인민군은 소련제 T-34/85형 탱크 242대, 야크 전투기와 IL폭격기 200여 대, 각종 중야포와 중박격포로 무장하고 있었다. 반면 대한민국 국군은 6.25 전쟁 직전까지 공군은 대공포화가 없는 지역의 정찰만을 위해 쓸 수 있는 L-4 연락기 및 L-5 연락기 외에, 전쟁 발발 직전 국민 성금으로 캐나다로부터 구입한 T-6 텍산 10대를 추가한 것이 전부였다. 육군은 탱크와 기갑 차량(장갑차)은 전무했으며, 유일한 독립 기갑연대의 장비는 제2차 세계 대전 당시에도 정찰용으로 쓰인 37mm 대전차포를 탑재한 M-8 그레이하운드 장갑차 1개 대대가 전부였다. 대전차 화력으로는 보병용의 2.36인치 바주카포와 포병 병과의 57mm 대전차포가 있었지만, 그것은 성능이 향상된 후기형T-34를 상대하기에는 힘든 무기였다.
또한 현대전의 핵심 지원 전력인 포병은 105mm 화포와 4.2인치 박격포만으로 무장하고 있었을뿐더러 그나마도 사단 당 1개 대대만 배치되어 있었고, 포탄도 부족했다. 실제로 백선엽 장군이 지휘한 개성 - 문산 - 파주 축선을 방어하던 국군 1 보병사단은 전투 하루 만에 포탄이 바닥나 버렸던 것이다. 전체적으로 대한민국 국군은 단지 15일간 전투 행위 수행이 가능한 보급품만 가지고 있었다.

## 원인

### 남침
6.25 전쟁은 김일성의 의지로 발발하였으며, 이오시프 스탈린과 중화인민공화국 마오쩌둥의 지원을 약속(김일성은 소련의 지원이 충분하므로, 중국 공산당의 지원은 받지 않겠다고 말했음) 받고 일으킨 남침이며, 이 설명은 대한민국과 미국의 기록, 공개된 구 소련의 비밀문서를 통해 증명되었다. 소련공산당의 니키타 흐루쇼프 전(前)서기장은 그의 회고록에서 6.25 전쟁은 김일성의 계획과 스탈린의 승인으로 시작되었다는 점을 밝혔다.
결국 구 소련 비밀문서의 공개에 따라 조선인민군의 남침은 김일성이 주도한 것으로 밝혀졌고, 중화인민공화국의 지원을 약속받은 것도 김일성이라는 것이 밝혀져 내란확전설, 이승만 주도설 등은 그 설득력을 잃고 있다.

전쟁기념관에서 전시 중인 러시아어로 된 남침작전 계획서

비교적 폐쇄적인 조선민주주의인민공화국의 공산주의 체제의 특성, 참전자 증언, 구 소련의 공개된 문서를 고려할 때, 조선민주주의인민공화국이 주장하는 이승만 북침설은 설득력이 없다. 중화인민공화국의 경우, 대한민국과의 수교 이전 조선민주주의인민공화국의 주장인 북침설을 공식적으로 동의하였으나, 최근의 경제개방과 대한민국과의 수교 이후에는 남침설을 정설로 인정하고 있다. 중화인민공화국은 1996년 7월에 6.25 전쟁의 기록을 대한민국의 북침에서 북한의 남침으로 수정하는 역사 교과서 개정을 하였다.
소련의 붕괴 이후 베일에 싸여 있던 6.25 전쟁 관련 비밀 문서가 공개된 이후, 6.25 전쟁의 원인은 남조선로동당 박헌영의 설득을 받은 조선민주주의인민공화국의 김일성이 대규모의 대한민국 침입을 계획하고 스탈린의 재가를 얻어 개시된 것으로 밝혀졌다. 이 과정에서 스탈린은 김일성의 재가를 무려 48번이나 거절하고 전방 위주의 게릴라전만 허용했지만 김일성의 강력한 의지를 꺾을 수 없어서 결국 스탈린은 남침을 승인하고 말았다. 미국의 사회학자 브루스 커밍스에 따르면, 당초 예상했던 것보다 스탈린이 훨씬 더 깊이 개입해 있었다고 한다. 영국 정보기관에서 나온 문건에 따르면, 스탈린은 김일성에게 '미국은 대한민국을 지켜 주지 않을 것'이라고 말한 바 있다.

### 과거의 한국전쟁 원인 가설
대한민국 중심 시각으로는 군병력과 경찰병력의 휴가일을 이용한 조선민주주의인민공화국의 무력 도발행위이자 남침으로 규정하고 있고, 공산주의 세력으로부터 자유민주주의 체제를 수호한 전쟁이라고도 주장해 왔다. 조선민주주의인민공화국이 중심이 된 인민해방전쟁이라는 평가와 함께 북침이라는 견해, 남침이라는 견해, 쌍방 책임론이 과거에 있었고, 자유민주주의 체제를 수호한 전쟁이라는 평가 등도 있다. 다음은 대한민국과 미국 등의 국가에서 과거에 제기되었던 6.25 전쟁 원인에 대한 여러 가설과 주장들이다.

#### 스탈린 주도설
6.25 전쟁이 김일성이 아니라 스탈린의 의지로 발발했다는 설이다. 그 이유로 북대서양조약기구의 압력을 극동으로 분산, 미일평화조약의 견제, 미국의 위신을 떨어트리고 아시아 지역의 공산화를 촉진하기 위한 무력 시위, 중국 공산당의 독자 노선에 대한 견제 등의 이유로 6.25 전쟁이 시작되었다고 주장하고 있다.
소련은 소련의 지배 아래 있던 부라야트 소비에트 사회주의 자치 공화국(현 부라야트 공화국)의 기갑부대 군사 1,500여 명을 파견했으며, 전쟁 초 서울에 나타난 조선인민군 탱크는 모두 이들이 조종했다는 설도 소련의 주도를 뒷받침하고 있다.
스탈린은 미국과의 갈등을 걱정하여 6.25 전쟁을 반대하는 입장으로 알려져 있었다. 김일성은 스탈린에게 50여 회 가량을 6.25 전쟁을 발발시켜달라는 재가를 요구하였고, 스탈린은 이를 거절하였지만, 결국은 이후에 전쟁을 승인하게 되었다.

#### 한미 공모설
이승만의 제1공화국의 북진 통일론이 대남 도발을 촉진시켰다는 설이다. 이승만은 여러 차례 무력 북진 통일을 부르짖었으며, 미국의 군사 원조를 공공연히 요청한 바 있다. 실제로 1950년대 초부터 남북은 경쟁적으로 군비를 증강시키기 시작했고, 미국이 국군을 강화시키면 이승만이 무력통일을 추구할 것이라고 판단, 조선민주주의인민공화국이 예방적 조치를 취했다는 주장이다. 하지만 한미공모설은 위 항목에 관련된 구 소련의 문서공개로, 제시된 적 있는 가설로만 남게 되었다. 그리고 2010년 6월, 56년만에 공개된 CIA 극비 문서에서 6.25 전쟁 발발 불과 엿새전인 6월 19일, 북한의 남침가능성이 낮게 평가한 보고서를 작성하였고 북한이 소련의 철저한 위성국가로 독자적인 전쟁 수행능력이 전혀 없다고 보고 있었다.

#### 내란 확전설
6.25 전쟁은 6월 25일에 시작된 것이 아니라, 그 이전의 기간을 포함해야 한다는 설이다. 1950년 이전부터 이미 정치적, 이념적 대립에 따른 국지적 무력 충돌이 수십 차례 계속되었으며 그것이 확대되어 6.25 전쟁이 되었다는 시각이다. 실제로 1950년 6월 25일 이전에 이미 수많은 국지전과 무력 충돌이 있었으며, 1950년 6월 25일에도 사람들은 기존의 국지전의 연장으로 인식하여 피난을 가지 않았다고 한다. 이러한 시각에 따르면, 전쟁 기간은 다음과 같이 구분한다.
1. 작은 전쟁( ~ 1950년 6월 25일): 38선 부근에서의 국지적 무력 충돌이 계속됨.
2. 제한 전쟁(1950년 6월 25일 ~ 1950년 7월 1일): 북한이 대규모 무력 동원을 통해 대한민국의 수도 서울을 전격 침탈하여 불법으로 통일 정부를 수립하려 함.
3. 전면 전쟁(1950년 7월 1일 ~ 1950년 10월): 일본에 주둔하고 있던 대대규모의 미군 스미스부대가 참전, 북한은 7월 1일부로 전시국가총동원령을 발령함.
4. 확대 전쟁(1950년 10월 ~ 1951년 6월): 인천상륙작전의 성공 후 UN연합군은 서울을 수복함. 이후 항복을 재차 권고했으나 대답이 없어, 국군이 최초로 38선을 넘어 북진 시작, 곧 유엔군도 진격 시작, 평양 수복, 압록강까지 진격했으나, 중국 인민해방군 참전으로 이어짐. 전쟁이 새로운 국면으로 접어듦.
5. 고착 전쟁(1951년 6월 ~ ): 중국 인민해방군의 2차례에 걸친 춘계공세를 막아내고 연합군의 막강한 화력에 공산 측이 정전협정을 받아들임.

조선민주주의인민공화국 위주이거나 그를 중심으로 평가하려는 시각에 의하면 인민군이 중심이 된 인민해방전쟁이라는 평가와 함께 북침이라는 주장, 미국 등 외국의 개입으로 실패한 해방전쟁이라는 주장도 있다.
기타 양시양비론적 성격으로 쌍방책임론을 제기하는 의견도 있다.

## 경과
김일성의 명령 하에, 대한민국이 공격해 왔으므로 부득이 반격한다는 허위 선전을 하면서, 소련에서 지원한 최신형 T-34/85를 앞세운 조선인민군이 1950년 6월 25일 오전 3시 30분, 38도선과 동해안 연선(沿線) 등 11개소에서 경계를 넘어 대한민국을 기습 남침하였다. 대한민국은 수적으로 열세인데다 장비도 부족했다. 오전 9시경에는 개성방어선을 격파하고 당일 오전에 동두천과 포천을 함락시켰다. 26일 오후에 의정부를, 27일 정오에는 이미 서울 도봉구의 창동방어선을 넘었다. 창동방어선이 뚫린 대한민국 국군은 미아리방어선을 구축하였으나 조선인민군의 전차에 의해 붕괴되었다. 28일 새벽에는 서울 시내가 점령되고, 오전 2시 30분에 폭파를 맡은 장교 세 사람에 의해 한강 대교가 폭파되었다. 미국 공군 항공기가 “당시 미 공군이 사용하던 항공기 투하용 ‘AN-M64’ 미제 폭탄”을 한강 대교와 한강 철교에 투하했다.
한반도에서 전쟁도 때마침 냉전으로 긴장되어 있는 전 세계에 미친 바, 파문은 참으로 전에 없던 것이었다. 전쟁이 발발하자 본국과 연락이 두절된 주미 한국대사 겸 UN 한국 대표 장면은 때를 놓치지 않고서 국난을 타개하는 중책을 짊어지고 비장한 결의로 6월 24일 당일(미국은 한국보다 하루 늦음) 우선 미 국무성과 철야 협의한 결과 한국문제를 익일 UN안보이사회에 긴급제소하여 25일과 27일의 결의로 조선 인민군을 침략자로 규정하고 즉시 38선 이북으로 철퇴할 것과 회원 국가는 이 침략자를 원조하지 말뿐 아니라 이를 격퇴시키는데 협력할 것을 결의하였다. 사태를 중시한 미국 대통령 해리 S. 트루먼은 27일 미해공군에 출동을 명령하고 다시 30일에는 미지상군의 한국 출동을 명령함과 동시에 한국 전 해안의 해상 봉쇄를 명하였다. 그 사이, 6월 28일 서울은 조선인민군에게 함락당하였으나 장면은 '미국의 소리(Voice of America)' 방송을 통해 유엔 결의 사항 등을 본국에 방송하였다. 이어 7월7일 더글러스 맥아더 원수를 총사령관으로 하는 유엔군이 조직되었고 8일에는 유엔 결의에 의한 유엔 깃발이 처음으로 전장에 나타나게 되었다. 7월 14일에는 대한민국 국군의 지휘권이 미군에게 넘어갔다. 윌리엄 F. 딘 소장이 행방불명이 된 것으로 유명한 대전 전투(7월 20일)를 비롯한 전쟁 초기에 있어서 미국 제24사단과 국군은, 압도적인 병력과 장비를 갖춘 조선 인민군의 작전에 대항하여 지연 작전으로써 후방의 한 · 미군의 증원 전개를 위한 귀중한 시간을 얻었던 것이다. 한편 대전을 넘어선 북한군은 진로를 세 방면(호남, 경북 왜관(낙동강), 영천 및 포항)으로 침공을 계속하였다. 조선 인민군은 호남 평야를 휩쓸고서 남해안 연안으로 침입하는 한편 경북 북부 전선과 동해안 전선과 호응하여 세 방면으로부터 부산-대구의 미군 보급선을 절단하여 한미 양군을 바다로 몰아넣으려는 작전을 강행하기에 이르렀다. 밀린 대한민국 정부는 대전과 대구를 거쳐 부산까지 이전하였다. 한 · 미 연합군은 낙동강을 최전선으로 동해안의 포항으로부터 북부의 왜관 남부 해안의 마산을 연락하는 워커 라인(부산 반월형 진지)를 구축하고 최후의 결전을 전개하였다.
조선 인민군은 8월 15일 대구를 침공하고자 대구 서남북방에 6만의 병력과 수십대의 전차를 집중하였으나 16일 미국 공군 B29의 전략적 대폭격으로 말미암아 완전 궤멸되었고 한편 이 사이에 연합군 병력은 한국군 5개 사단을 비롯하여 미군 4개사단, 영국군 2개 대대, 호주군 1개 대대 그 밖에 10개국에서 파견된 수만의 연합군으로써 증원되어 이렇게 북한군의 주력을 유도흡수한 연합군은 마침내 9월 15일 더글러스 맥아더의 총지휘하에 인천 상륙 작전을 감행하여 성공하였다. 9월 28일에 낙동강 방어선을 넘어 대대적인 반격을 개시했으며, 같은 날 서울 중앙청에서 이승만 대통령은 맥아더 원수를 동반하여 서울 수복식을 거행하였고 비로소 90여일간 죽음에 사로잡혔던 서울 시민은 다시 자유로운 몸이 되었다. 유엔 총회는 38선 돌파에 대한 기본적인 목표를 부여함으로써 본격적인 북진이 전개되어 10월 19일에는 조선 민주주의 인민 공화국의 수도인 평양까지 다다랐고, 26일에는 국경지대인 초산까지 이르렀다. 그러나, 중화인민공화국의 중국 인민 지원군 28만명이 전투에 개입하여(11월 28일) 전세가 요동치게 되었으며, 연합군은 장진호 지구의 혈전을 전사(戰史)에 남기고 철수 작전을 시작하여 서울 시민은 또다시 쓰라린 1·4 후퇴를 겪게 되었다. 그 와중에 거창 양민학살 사건, 국민 방위군 사건 등의 사건이 일어났다.

### 발발과 서전(緖戰)

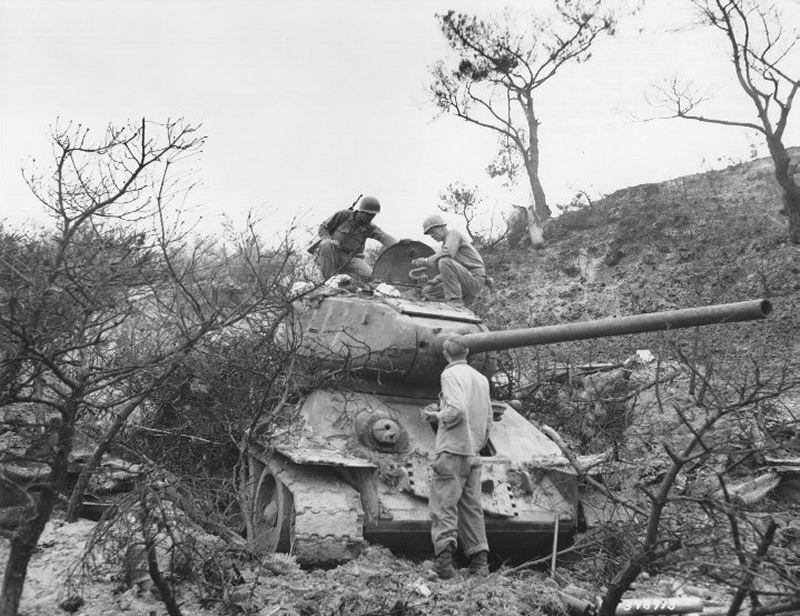
왜관(경상북도 칠곡군 왜관읍)에서 미군이 버려진 T-34/85를 살펴보고 있다. T-34/85는 공산 국가의 맹주격인 소련에서 대량으로 제작하여 여러 공산권에 뿌린 관계로 당시 북한 뿐만 아니라 공산계의 주력 전차였다

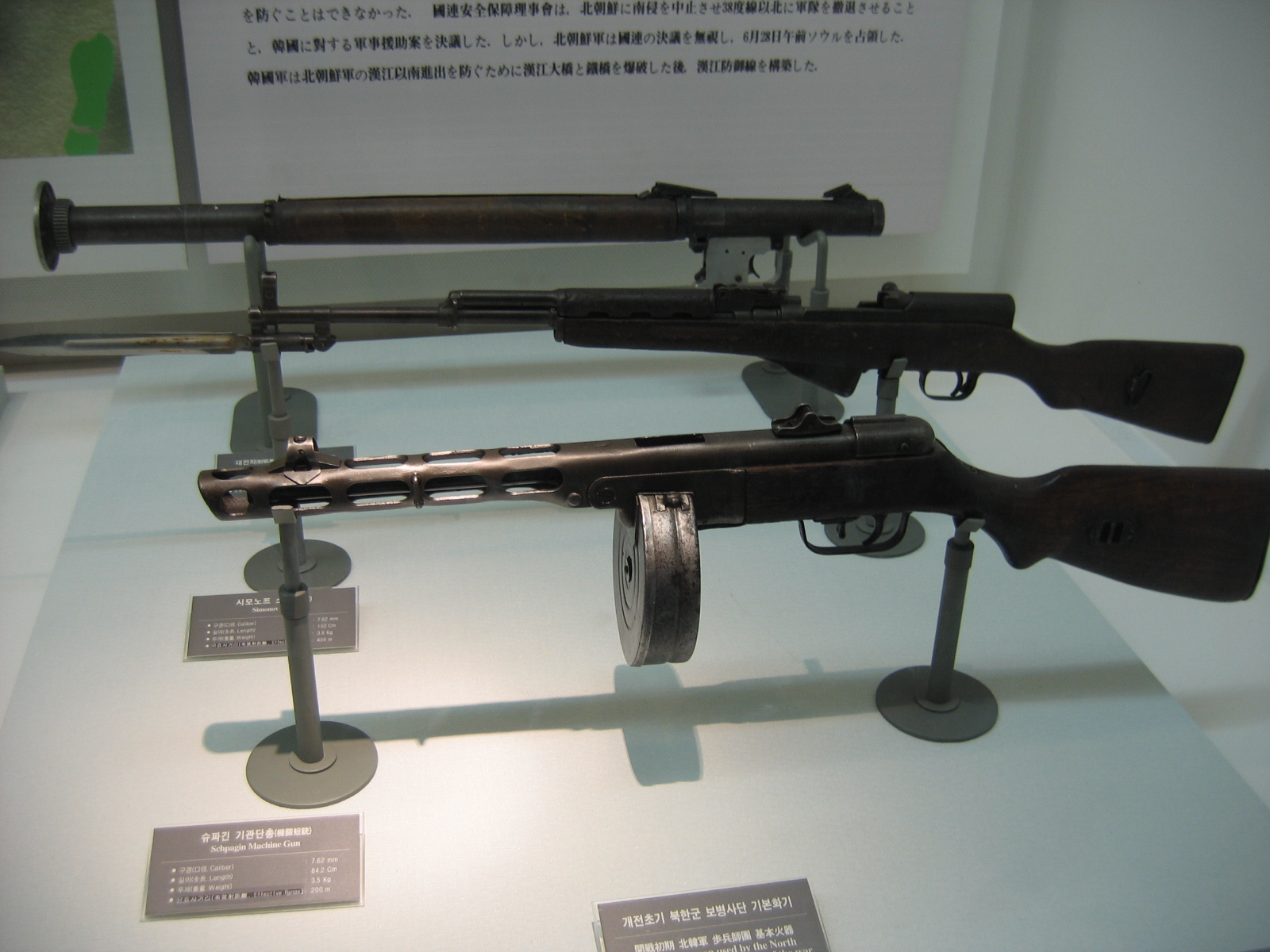
개전 초기 북한 보병의 기본 화기

조선 인민군은 "선제 타격 전략"으로 불리는 전쟁 개시 작전계획에 따라, 1950년 6월 25일 새벽 3시 30분에 T-34/85 242대의 전차를 앞세우고 38선을 넘어 옹진 · 개성 · 동두천 · 춘천 · 인악(仁岳) 등지의 육로와, 동해안을 돌아 삼척(三陟) · 임원진(臨院津) 등지에 상륙하여 일제히 공격해 왔다. 3경비여단과 6사단 소속의 14연대를 동원해 옹진반도에 배치된 한국군 17연대를 공격하였고, 6사단과 1사단은 한국군 제1사단을(개성 문산 지구), 북한군 4사단과 3사단은 한국군 제7사단을(의정부 지구), 북한군 2사단과 12사단은 한국군 6사단을(춘천 지구), 북한군 5사단은 12사이드카연대를 배속받아 한국군 8사단(강릉 지구)을 밀어붙였다. 단 한 대의 전차도 없는 무방비 상태에서 공격을 당한 한국군은 전반적으로 북한군에게 밀려 후퇴하였다. 한국군은 즉각 주말 외출 중인 장병들을 전원 귀대시키고 후방 사단들로부터 5개 연대를 일선에 급파하였으나 26일에 옹진반도의 한국군 17연대는 할 수 없이 철수했고, 치열한 공방전(攻防戰) 끝에 의정부가 적의 수중에 들어갔으며, 27일 저녁에는 서울 동북방 미아리 고지를 방어하는 한국군 제5사단 및 제7사단의 진중에 적이 침투하여 피차 적을 분간할 수 없는 육박전이 벌어졌다.이 혼란 중에 적 전차부대의 일부는 이미 서울 시내에 침입했으며, 정부는 대전으로 후퇴했다. 28일 새벽 3시 한강 인도교가 예정시간보다 앞서 폭파되고, 한강 이북의 한국군은 총퇴각을 감행해, 북한군 전투기가 상공을 나는 가운데 도하작전(渡河作戰)을 전개하여 전원 철수하니 28일에는 수도 서울이 적에게 완전 함락되었다. 육군본부는 수원으로 후퇴하고 도강한 한국군 부대들은 통합재편되어 한강 남안에 방어선을 구축했다.

#### 개성, 문산 전투
6.25 전쟁 발발일(1950년 6월 25일) 청단(靑丹), 연백(延白), 개성, 고랑포(高浪浦) 일대에서는 한국군 제1사단(사단장 백선엽)이 제203전차연대로 증강된 북한군 제1사단 및 제6사단과 맞서 싸웠다. 개전 직전, 한국군 제1사단 휘하에는 제11, 12, 13연대가 배속되어 있었다. 제12연대는 청단군에서 개성시까지 80km, , 제13연대는 제12연대 배치지역의 서쪽 끝인 예성강 유역부터 20km(즉, 대원리(大院里)-원당동(元堂洞) 구간)에 이르는 38선, 즉 국경을 경비하고 있었고 제11연대는 사단 예비로서 수색에 주둔하고 있었다. 북한군 제1사단과 제6사단이 포격과 그에 이어, 전차부대를 앞세워 38선을 넘어 전투를 개시하자 제 12연대는 초전(初戰)에 분산되어 개풍군 남단의 한강 최하류에서 강을 건너 김포 반도(金浦半島)와 문산리로 철수하였다. 제11연대는 수색에서 문산으로 나아가, 임진강 방어선에서 조선 인민군을 맞았다. 제13연대는 파주 파평산에서 북쪽을 향해 방어전을 펼쳤다. 다음날(6월 26일), 제1사단의 서쪽에 위치한 한국군 제 7사단이 후퇴함으로써 서쪽이 취약해지게 되고, 이 틈에 조선 인민군 제6사단의 일제공격에 밀려, 제11연대는 임진강 방어선에서 물러났다. 또한 제13연대도 파평산에서 저항하지 못하고 밀려났다. 이로써 1사단 지휘부는 봉일천에 주둔하게 된다. 제12연대를 좇아 조선 인민군 제6사단은 김포와 서울 양천구까지 진출하였다.(6월 28일)

#### 의정부 전투
6·25 발발 직전, 의정부 포천 지역의 38선은 제7사단(사단장 유재흥)의 예하 제1 · 9연대와 포병, 공병이 방어를 담당하고 있었다. 제1연대는 동두천 정면(서쪽), 제9연대는 포천 정면(동쪽)에 배치되었다. 한편 북한군은 철원-연천-의정부를 거쳐 서울을 조기 점령하려는 계획하여 제1군단의 2개 사단이 의정부 정면을 집중 공격할 준비를 해 두었다. 발발 당일, 영내에 대기하고 한국군 제9연대를 제3사단이 공격을 시작하였다. 경계임무 중이던 제9연대 제2대대는 북한군의 포격에 후퇴할 수 밖에 없었다. 제2대대장의 전황 보고를 받은 제9연대장(윤춘근)은 의정부읍내에 대기 중이던 제1 · 3대대로 하여금 포천 신북면 만세교 부근에서 진지를 구축하게 하고 방어전을 펼쳐 북한군은 잠시 주춤했으나, 제3사단 제7·9연대는 호국로를 따라 남침을 계속했다. 이에, 제1·3대대는 끝내 흩어지고 다음날 의정부 등에서 집결했다. 한편, 수도경비사령부 예하의 제3연대가 포천에 급파되어 소흘읍 송우리 부근에서 방어전을 펼쳤으나 이 역시 북한의 기계화부대에 밀려서 소흘읍 이동교리 축석령으로 후퇴를 거듭했다.(이상, 6월 25일) 이로써 의정부가 급박한 상황이 되었다.
체신부 보험국장 김의창(金義昌)은 포천 · 의정부의 전황을 국무회의에 보고한 바 있다.

#### 육군본부의 대응
당시 육군의 총지휘자는 채병덕 총참모장이었다. 개전 당일(6월 25일), 오후 2시에 열린 국무회의에서 채병덕은 “적의 전면공격은 아닌 것 같으며 이주하, 김삼룡을 탈취하기 위한 책략으로 보인다”고 답했다. 채 참모총장은 육사교도대 생도 1기(262명) 및 2기(227명)를 포천 전투에 투입하라고 명령하였다.(6월 25일 오후) 채병덕은 다음날(6월 26일) 오후의 국무회의에서는 서울 사수를 공언하였고 명령만 있으면 나흘 안에 평양을 점령할 수 있다고 호언장담하기도 했다.
한편, 육군본부 상황실의 당직하사관들은 뜬눈으로 밤을 새워 분주하게 상황을 접수하고 있었다. 아침 7시 이전에는 육군본부로 이어지는 군의 주요통신망이 재경유격대들에 의해 절단되었고 한국군의 통신망을 유언비어를 퍼뜨리는 등에 역이용하고 있었다.

#### 서울의 상황
이전부터 38선 부근에서의 소규모 충돌이 많았기 때문에 대한민국 국민들은 많이 놀라지 않았으나, 잠시 뒤 군용차가 거리를 질주하고 "3군 장병들은 빨리 원대로 복귀하라"는 마이크 소리가 요란해지면서 조금씩 동요하기 시작했지만 무슨 일인지 알 길은 없었다. 오전 7시가 넘어서야 방송은 조선인민군이 침공해 왔다는 소식만 간단히 전하고 "장병들은 누구를 막론하고 빨리 원대복귀하라"는 공지방송만 반복하고 있었다.
UP통신사의 서울주재 특파원 잭 제임스(Jack James)가 발송한 전문(電文) 기사 내용에 대하여 UP통신사의 도널드 곤잘레스(Donald Gonzales)는 미국 국무부 동아시아태평양담당국 섭외관 브래들리 코너스(W. Bradley Connors)에게 확인을 요청하였다.(오전 11시 4분) 주한 미국 대사 존 무초도 11시에 워싱턴D.C.에 전화를 걸어 “북한군이 한국에 대한 전면 공격을 개시했다”고 보고했고, 북한의 공격 상황을 국무부에 전달했다. 워싱턴 당국은 이 공식보고를 6월 24일 21시 26분에 접수하였다. 전쟁이 발발하고 7시간 26분 후였다. 국무부 동아시아태평양담당국 차관보 딘 러스크는 동국(同局) 섭외관 브래들리 코너스로부터 전쟁 발발 사실을 보고받고, 주한 미국 대사 존 무초에게 잭 제임스가 타전한 기사(전쟁 발발)의 사실 여부를 확인하라는 지시를 내렸다. 한편, 전쟁 발발에 관한 주일 연합군 최고사령부 사령관 맥아더의 최초의 보고는 워싱턴 시간으로 1950년 6월 25일 5시, 침공이 개시된지 1시간 30분 뒤에 육군성본부에 도착했다. 그러나 맥아더는 주한 미군 군사 고문단의 요청에 따라 개전당일부터 합참의 지시도 받지 않고 한국군 지원조치를 취하기 시작했다. 1950년 6월 26일 밤 10시 반경 이승만은 도쿄에 있는 미국 극동군 사령관 맥아더에게 전화를 걸어 도움을 요청하였다. 이승만은 라디오 연설로 서울시민은 정부를 믿고 동요하지 말라는 방송을 통해, 서울 시민들이 서울 안에 그대로 머무르도록 독려한 반면 그 자신은 방송 진행 중에 각료들과 함께 특별열차로 대전으로 피신하였다. 6월 27일 새벽 2시에 이승만은 대전행 특별 열차를 타고 대전으로 내려갔다. 6월 27일 새벽 4시에 열린 비상 국무회의에서 정부의 수원 천도가 정식으로 의결되었다. 이승만은 대전에서 사흘을 머무른 뒤, 7월 1일 새벽에 열차편으로 대전을 떠나 이리에 도착하였다. 7월 2일에는 다시 목포에 도착하였고, 배편으로 부산으로 옮긴 뒤 7월 9일 대구로 옮겨갔다. 6월 27일 아침 6시에 서울중앙방송은 수원 천도 소식을 전했으나, 이를 취소하라는 압력으로 취소 방송이 있었다. 서울 시민들이 전혀 모르고 있던 상황에서 조선인민군이 미아리고개까지 쳐들어 오자 그 때서야 서울 시민들은 대피하기 시작했다.

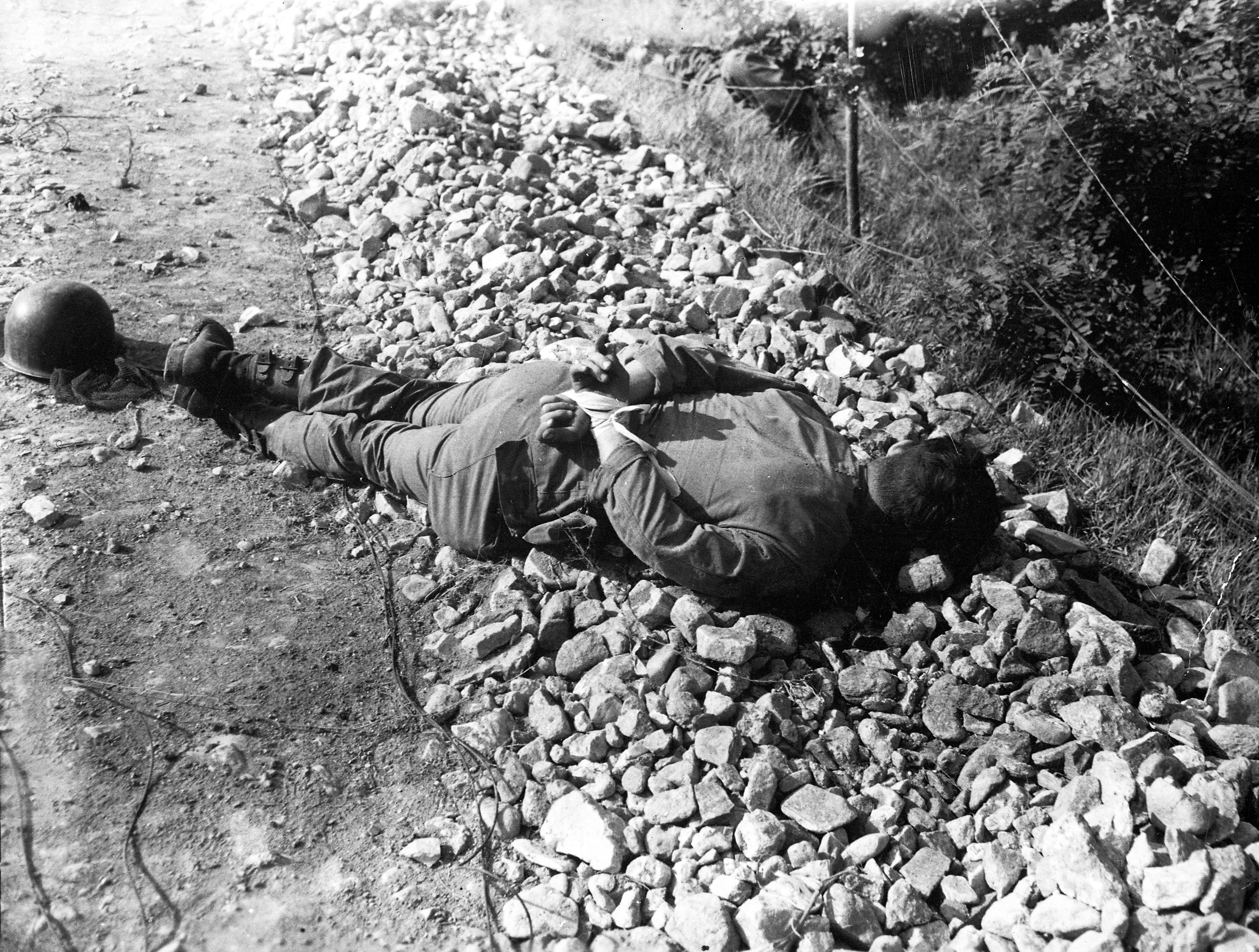
처형된 미군

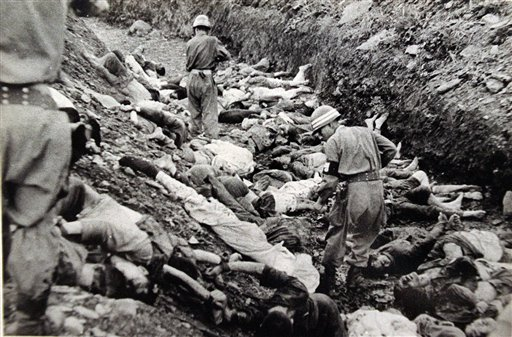
보도연맹 사건

6월 27일 저녁에 서울 근교까지 밀어닥친 조선인민군들과 육박전을 감행했으나, 워낙 전세가 불리하여 대한민국은 정부를 대전으로 옮겼다. 6월 27일 보도연맹원에 대한 처형이 집행됐다. 학살은 주로 국군(육,해,공군)과 서북청년회(단)등의 극우 폭력단체에 의해 자행되었으며, 미국 문서에서 미군정 미군 장교의 참관과 허가 최종 지시로 밝혀져있다.

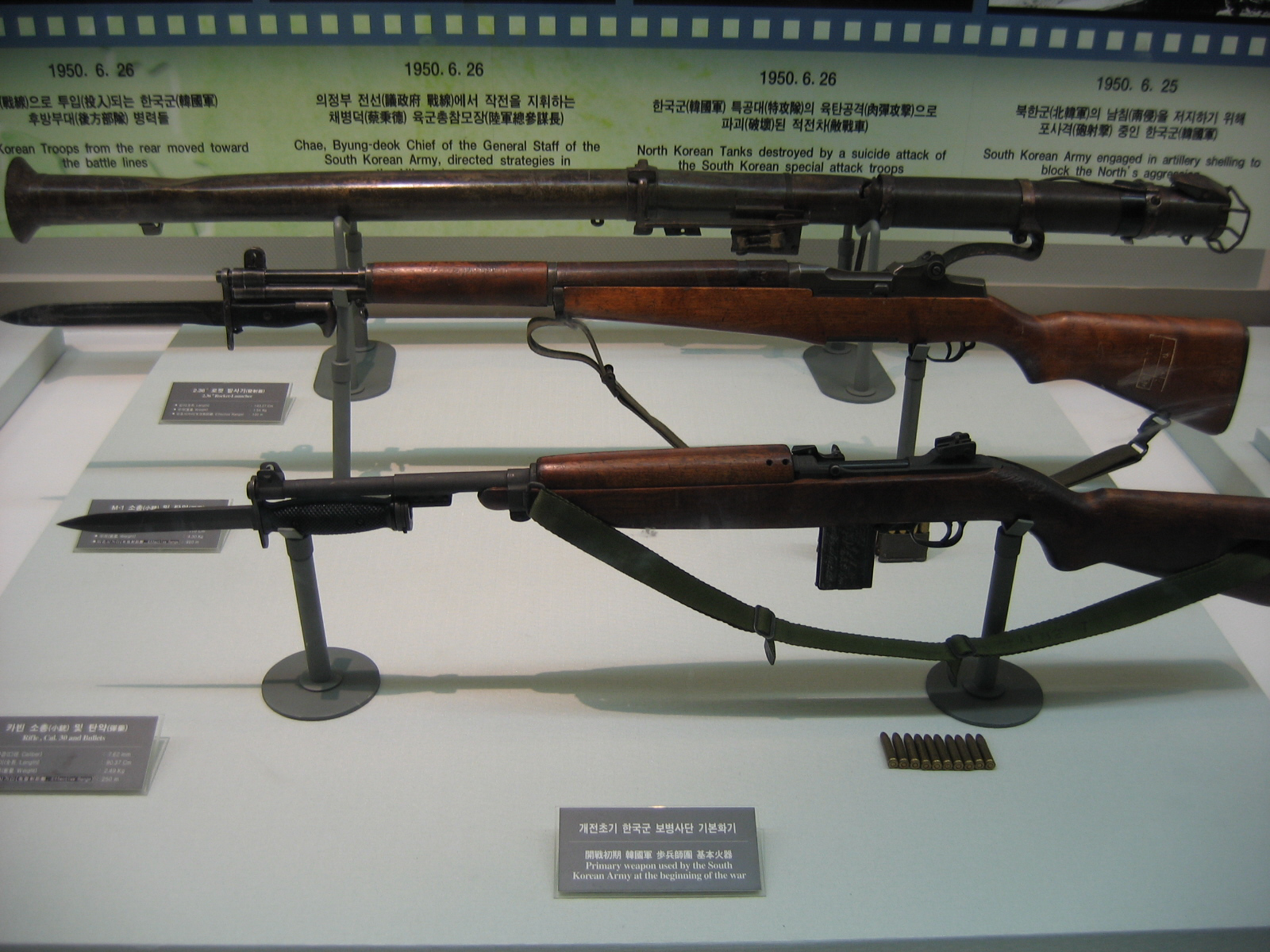
한국전쟁 초기, 대한민국 국군 보병의 기본 화기

대한민국 정부는 한강을 넘어서 진격할 것을 우려해 6월 28일 새벽 2시 30분경 아무런 예고도 없이 한강에 단 하나뿐인 다리였던 한강철교를 폭파하였다. 이 폭파로 50대 이상의 차량이 물에 빠지고 최소한 500명이 폭사하였다. 한강 철교의 폭파로 국민들은 오도가도 못하게 되었다. 지금까지도 정부의 이 같은 실책은 비판을 받고 있다. 당시의 전황으로 볼 때 6~8시간의 여유가 있었음에도 불구하고 조기 폭파로 인명 살상은 물론 병력과 물자 수송에 막대한 타격을 입혔다는 비판이 대두되자, 이승만 정권은 나중에(8월 28일) 당시 폭파 책임을 맡았던 공병감인 대령 최창식을 '적전비행죄'로 체포해 9월 21일 사형을 집행했다. 최창식은 12년 만에 재심을 거쳐 1962년 무죄 판정을 받아 사후 복권되었다. 한강 철교의 폭파는 신성모국방장관이 지시했지만, 총리 이범석이 건의하였다는 주장도 있다. 한강 철교의 폭파로 국민들은 오도가도 못하게 되었고 조선인민군은 서울을 넘어 부산, 포항과 경상도 동해안, 대구, 울산, 경주, 영천과 그 이남을 제외한 모든 지역을 점령하게 되었다.
서울시민 144만6천여 명 가운데 서울이 인민군에게 점령당하기 전에 서울을 빠져나간 사람은 40만명이었다. 그 가운데 80%가 월남동포였고 나머지 20%인 8만명이 정부고관, 우익정객, 군인과 경찰의 가족, 자유주의자들로 추정된다.
한때 이승만은 일본 야마구치현에 망명정부를 설치하는 방안도 세우고 있었다. 정권 관리들은 한반도와 지리적으로 가까운 야마구치현에 망명정부 수립의사를 일본에 전달했으며, 일본 정부는 야마구치현 지사 다나카에게 6만여명을 수용할 시설 및 식량을 준비하라고 지시했다고 했다. 당시 다나카 지사는 현의 소학교를 망명정부 시설로 확보하는 방안과 일본 정부에 대해 특별 식량배급요청 여부를 검토하기도 했다. 1950년 6월 27일 이승만은 대통령과 내각으로 구성된 망명정부를 일본에 수립하는 방안을 주한 미국 대사 존 무초에게 문의해왔고 이는 그대로 미 국무성에 보고되었다.
조선 인민군이 중앙청을 점령하고 인공기를 게양하고 인민군 전선 사령부로 사용하고 계속 남침하고, 이승만 대통령은 대전에서 사흘을 머무른 뒤, 7월 1일 새벽에 열차편으로 대전을 떠나 이리에 도착하였다. 7월 2일에는 다시 목포에 도착하였고, 배편으로 부산으로 옮긴 뒤 7월 9일 대구로 옮겨갔다.

#### 조선인민군의 서울 점령
인민군의 탱크가 서울 중심부에서 목격되었다. 그러나, 6월28일까지 3일동안 한강을 도하하지 않고 서울에 머물렀는데, 남로당 책임자인 박헌영이 전쟁 발발시 20만 명의 남로당원의 일제 봉기로 대한민국 자체가 조기 붕괴시키겠다고 하였고 실제로 남로당원의 대규모봉기를 기다렸지만 일어나지 않았다. 은 의정부에서 조선인민군에 패퇴하고 남은 병력이 지금의 동작대교에서 광나루까지 방어진을 구축하고 조선인민군의 도하를 저지하는 임무를 맡았다.

### 지연작전
정부는 25일 인민군이 남침을 개시한 즉시로 주미 한국대사 장면에게 긴급 훈령을 내려 미국 국무성에 사태의 절박성을 알렸고, 미국은 이날 오후 2시 유엔 안전보장이사회를 열어 한국 문제에 대한 대책을 건의, 인민군의 즉각 철퇴 촉구를 결의케 했다. 27일 재개된 유엔 안전보장이사회는 다시 ‘공산군의 무력 침략을 배제하는 데 필요한 원조를 한국에 보낼 것을 모든 유엔가입국에 권고하자’는 미국 대표의 제안을 7대 1로 가결했다. 이에 미국은 28일 트루먼 대통령의 명령으로 맥아더 전투사령부를 한국에 설치하고 해군과 공군을 우선 한국 전선에 파견했다. 뒤이어 29일에 영국과 네덜란드의 해군이 출동하고 30일까지 총 32개국이 한국을 원조하기로 결의했다. 7월 7일 유엔 안전보장이사회는 영국과 프랑스의 공동 제안에 의해 ‘한국 출전 유엔군의 총사령부 설치 및 유엔기(旗) 사용’을 7대 0, 보류3(인도 · 이집트 · 유고)으로 가결, 그 관할권(管轄權)을 미국에 위임하는 동시에 미국으로 하여금 유엔군 총사령부 보고를 유엔에 제출케 하였다. 이때까지 소련은 그해 1월 13일 이래 중국 대표권 문제로 유엔 안전보장이사회에 참석을 거부하면서 다만 국외자의 입장에 서서 유엔군의 한국 파견 문제를 비난해 왔으나 자유를 사랑하는 세계 다수 국가의 ‘고귀한 집단적 양심의 표현(프랑스 대표 발언)’ 앞에 여지없이 패배당하고 할 수 없이 27일자로 유엔에 재참석할 것을 통고해 오기에 이르렀다. 유엔의 이와 같은 결의는 세계 역사상 국제정의(國際正義)에 입각한 최초의 유엔군을 탄생시킨 것으로서 국제평화의 수호를 위한 획기적인 거사였다. 7월 7일의 유엔 결의에 따라 미국은 마침내 일본 도쿄에 유엔군총사령부를 설치하고 맥아더 장군을 총사령관에 임명, 7월 14일 유엔기가 맥아더 장군에게 전달되고, 이 날 이승만 대통령은 한국군을 유엔군 총사령관 지휘 하에 편입시키겠다는 공식서한을 발송하자 맥아더 장군은 이를 즉히 응낙하여, 공산 침략군에 대항하여 전투태세는 완전 통일, 정비되었다.
한편 한국군은 6월 30일자로 삼군 총참모장 채병덕(蔡秉德)소장을 예비군 사령관으로 전임시키고, 새로 정일권(丁一權) 준장이 총참모장이 되어 한강 이남 방어선을 재정비했으나 경부선 가도를 따라 전차사단을 앞세우고 돌진하는 적 주력부대에게 수원을 빼앗기고 육군본부가 다시 남하했다. 7월 5일에는 유엔 결의에 따라 우선적으로 급파된 미 제24사단 21연대의 제1대대가 1개 포병대와 함께 오산(烏山) 남방에서 최초로 공산군을 맞아 싸웠으나 33대의 전차를 앞세우고 들어오는 적의 대부대에 완전 포위되어 많은 전사자를 내고 포위망을 탈출, 후퇴했다. 유엔군이 치른 최초의 전투가 이렇게 무참한 패배로 돌아가자 미 제24사단 전병력은 다시 금강 남안에 방어선을 구축했으나 7월 15일 밤 적은 금강을 건너 진격해 왔으며 20일 아침에는 대전 시내에 돌입, 3개 사단의 병력으로 집중공격을 가해 왔다. 여기서 미 제24사단장 딘 소장은 몸소 적 전차에 수류탄을 던지며 용전하다가 행방불명이 되었다.
7월 4일경, 주 조선민주주의인민공화국 소련 대사 스티코프가 김일성, 박헌영과 면담했다. 여기서, 김일성은 미군 상륙작전이 예상되므로 이에 대비하기 위해 무기와 탄약보급을 늘릴 필요가 있고 바실리예프 수석군사고문을 단장을 한 장교단을 전선사령부와 함께 서울에 상주하도록 허가를 요청하였다.

#### UN의 남침 비난

1950년부터 1953년간의 한국전쟁의 경과

대한민국 정부는 전쟁이 일어나자 주미 한국대사 장면과 서기관 한표욱에게 긴급 훈령을 내려 미국 국무부에 사태의 긴급성을 알렸고, 6월 26일 주미한국대사 장면은 백악관으로 미국 대통령 트루먼을 방문, 미군의 한국 파병을 요청하였다. 미국은 유엔 안보리를 열어 한국 문제를 건의했다. 이에 따라 유엔 안전보장이사회는 현지시각 6월 25일 14시에 소집되었고, 미국의 제안을 받아들여 "조선인민군의 즉각적인 전투 행위 중지와 38도선 이북으로의 철수"를 요청하는 결의안을 9대 0으로 가결하였다.

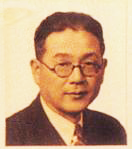
장면, 주미한국대사
그는 미국과 UN에 대한민국을 도와줄 것을 호소하여 미군의 개입을 성사시킨다.

같은 날 주미한국대사 장면은 미국 상, 하원의원들을 찾아다니며 한국에 파병해줄 것을 호소하였고, 결국 미국을 비롯하여 영국, 프랑스, 콜롬비아, 터키 등 16개의 회원국이 유엔군을 조직하여 한국전에 참전하기에 이르렀다.
 
유엔 승인을 받은 대한민국은 현재 북한 괴뢰군의 불법 공격을 받고, 이에 대항하여 고전 분투하고 있다.
북괴군의 대규모 침공은 우리 대한 민국 정부를 전복시키고, 북한 괴뢰 정권 치하에 몰락시키려는 야망에서 임이 분명하다.
이런 불법 공격은 인도와 민심을 거스르는 죄악일 뿐 아니라, 국제 평화와 안전에 대한 명백한 위협이니 만큼
귀 안보 이사회에서 침략자들로 하여금 일체 공격을 즉각 중지케 하고, 38선 이북으로 철퇴하도록 강력히 조처해 줄 것을 호소한다.

미국을 비롯한 국제 연합은 대한민국 영토에서 북한군을 철수하라는 결의를 북한 측에 통고했으나, 이에 응하지 않아 6월 27일 유엔 안전보장이사회는 북한에 대해 대한민국 땅에서의 즉각 철수를 권고하였다. "회원국들에게 군사 공격을 격퇴하고, 그 지역의 국제 평화와 안전을 회복하는데 필요한 원조를 대한민국에 제공할 것"을 7대 1(기권2)로 결의했으며, 이 날 해리 S. 트루먼은 더글러스 맥아더에게 "대한민국에 대한 해군 및 공군의 지원을 즉각 개시하라"고 명령했다. 맥아더는 6월 29일 하네다에서 비행기를 타고 수원으로 와서 한강방어선지역을 시찰하고 워싱턴에 지상군 투입을 요청하였다.

#### 세계교회협의회의 남침 비난
세계교회협의회(WCC)는 1950년 6월 25일 북한이 남침하여 한국전쟁을 일으키자, 이를 침략전쟁으로 규정하여, 북한이 한반도 남쪽에서 물러날 것을 요구했다.

#### UN의 참전 결의

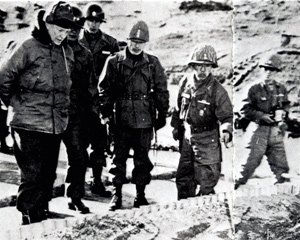
6.25 전쟁 중, 정일권(왼쪽에서 세 번째), 백선엽(오른쪽에서 세 번째 맨뒷줄), 아이젠하워 장군(맨 오른쪽))

7월 1일 영국과 프랑스는 “유엔군사령부의 설치와 유엔 회원국들의 무력 원조를 미국 정부의 단일 지휘 아래 둔다”는 공동결의안을 유엔 안보리에 제출했다. 이 결의안은 7월 7일 7대1(기권3)로 가결되었다. 이에 따라 미국을 비롯하여 오스트레일리아 · 벨기에 · 캐나다 · 콜롬비아 · 프랑스 · 그리스 왕국 · 에티오피아 제국 · 룩셈부르크 · 네덜란드 · 뉴질랜드 · 필리핀 · 태국 · 터키 · 영국 · 남아프리카 연방 등 16개국 군대로 유엔군이 편성되었다. 프랑스에서는 프랑스군의 전설로 불리는 명장 몽클라르 장군이 한국전쟁에 참전하기 위해 자신의 계급을 스스로 중장에서 중령으로 강등시키고 대대장의 직함으로 프랑스 대대를 이끌고 미군에 배속되어 참전하였으며 튀르키예군의 영웅 타흐신 야즈즈 준장 역시 튀르키예 여단을 이끌고 참전했다. 콜롬비아에서는 게릴라가 능한 용병들도 포함된 콜롬비아 대대가, 에티오피아는 하일레 셀라시에 1세 황제의 특명에 의해 아프리카의 원주민, 정규군, 황제를 섬기던 근위대로 구성된 칵뉴 대대가, 그리고 뉴질랜드는 마오리족이 포함된 부대(이들은 바로 주한 영연방군의 일부가 되었다.)가 대한민국을 도와주기 위해 참전했다.

#### 미국의 참전
미국은 제2차 세계 대전 참전 시에 의회가 선전포고를 결의한 것과는 달리, 6.25 전쟁에 있어서는 해리 S. 트루먼 대통령의 해외파병권에 의하여 참전을 결정했다.
트루먼이 미 극동군사령관 더글러스 맥아더에게 지상군 투입과 38선 이북의 군사 목표를 폭격할 수 있는 권한을 부여함(6월 30일)에 따라, 맥아더는 주일 미 제8군 사령관 월턴 워커 중장에게 “제24사단을 한국으로 이동시키라.”라는 명령을 하달(6월 30일)하였다. 이에 따라 미국 육군 주일 미 제8군제24사단 21연대 제1대대가 부산에 상륙했다.(7월 1일) 이 부대는 대대장인 찰스 B. 스미스 중령의 이름을 따서 스미스 부대로 알려졌다. 스미스 부대는 오산 북쪽 죽미령에서 조선인민군과 첫 교전을 하여 큰 피해를 입었다. (7월 5일, 오산 전투) 스미스 부대의 무참한 패배로 미국 지상군의 전선 투입이라는 위세만으로 조선인민군의 남침이 중단되기를 바랐던 더글러스 맥아더나 윌리엄 F. 딘의 한가닥 기대는 산산조각 나고 말았다. 나중에 더글러스 맥아더의 뒤를 이어 유엔군을 지휘하게 되는 매슈 리지웨이는 그의 회고록에서 맥아더는 침공군의 세력을 잘못 판단했으며 인민군 10개 정예사단 앞에 1개 대대를 투입한 것은 맥아더의 지나친 오만이라고 지적했다. 그러나 맥아더는 스미스 부대의 참패를 성공이라고 자평했다. 미 지상군 참전에 예기치 않던 인민군이 미군 참전을 직접 목격하고 소련 전법에 따라 일단 전선을 재정비하면서 미군은 10일을 벌었다는 것이다. 이에 앞서 제24사단의 제2진인 34연대가 대전으로 진출하였다(7월 4일 저녁). 오산 전투와 같은 날(7월 5일_, 평택 부근에서도 제34연대의 일부가 교전으로 총격제일성을 신호로 한 이래로 국도를 선혈로 물들이는 치열한 각축전이 시작되었다. 그리하여 제21연대와 더불어 천안-전의-조치원을 연하는 선을 중심으로 일진일퇴케 된 결과, 7월 12일에 마침내 금강 남안쪽으로 물러서게 되었다.(평택-안성 전투)
스미스 부대의 패전 이후, 미군은 윌리엄 F. 딘 소장이 이끄는 육군 24사단을 대전에 투입했다. 딘 소장은 대전에서 적의 선봉을 꺾고, 한강까지 북상하여 방어선을 구축하겠다고 장담했으나, 미 육군 24사단도 T-34에 대적할 화기가 없었다. 대전을 공격하는 조선인민군은 군인들의 숫자도 많았고, 사기가 높아 T-34를 앞세워 미 육군 24사단을 공격했다. 계속된 인민군의 공격에 상당한 손실을 내던 대전의 미 육군 24사단은 마침내 7월 20일 패주하고 말았다. 사방에서는 압도적인 숫자의 조선인민군이 밀려왔고, 지휘계통이 무너진 가운데 미 육군 24사단은 무질서하게 후퇴했다. 제24사단장인 윌리엄 F. 딘 소장은 함께 후퇴하던 부상병에게 먹일 물을 구하던 중 낭떠러지에서 실족하여 길을 잃었다가 인민군에 의해 포로로 붙잡혔다. 한편, 대한민국은 대전을 빼앗기고 난 다음에 대구를 거쳐 부산을 임시수도로 정했다.

#### 대한민국 정부의 대응
한때 이승만은 일본 야마구치현에 망명정부를 설치하는 방안도 세우고 있었다. 정권 관리들은 한반도와 지리적으로 가까운 야마구치현에 망명정부 수립의사를 일본에 전달했으며, 일본 정부는 야마구치현 지사 다나카에게 6만여명을 수용할 시설 및 식량을 준비하라고 지시했다고 한다. 당시 다나카 지사는 현의 소학교를 망명정부 시설로 확보하는 방안과 일본 정부에 대해 특별 식량배급요청 여부를 검토하기도 했다. 1950년 6월27일 이승만은 대통령과 내각으로 구성된 망명정부를 일본에 수립하는 방안을 주한 미국 대사에게 문의해 왔고, 이는 그대로 미 국무성에 보고되었다.
한편, 미국은 방어선이 무너질 때 대한민국 정부와 군인 60만 명을 이동시켜 서사모아 제도 근처의 사바이섬이나 우폴루섬에 새로이 '신한국'을 창설한다는 계획을 수립하고 있었다고 한다.
전쟁발발 15일밖에 지나지 않은 시점인 7월 10일, 장면은 "38선은 의미를 상실했으며 전한국의 해방과 통일은 필수적"이라고 주장하였다. 7월 13일, 이승만은 미국 CBS와의 인터뷰에서 "조선인민군의 행동은 38선을 제거시켜 주었고, 38선에 의한 분단이 지속되는 한 한반도에서 평화와 질서는 결코 유지될 수 없다.", "침략자를 격퇴하는 데 있어 한국군은 결코 38선에서 멈추지 않을 것이다"고 주장하였다. 이승만의 이 언명은 미국을 크게 놀라게 하여 딘 애치슨으로 하여금 주한 미국대사 존 무초에게 그러한 언명을 모든 것을 다해 어떻게든 막으라는 전문을 화급히 치도록 했다. 미국은 38선에서 정지할 것이며, 조선인민군을 그렇게 하였듯이, 대한민국 국군을 그곳에서 막을 것이라는 미군의 성명도 발표되었다. 그러나 무초에 따르면, 그는 노 정객 이승만의 입을 막을 수 없었다. 그에 따르면, 한국민들은 전전부터 공산주의자들에 의한 국부의 몰락 이후 깊은 절망에 빠져들어 우리는 어떻게 공산주의자들을 저지할 것인가 걱정하고 있었다. 장면과 이승만의 언명 속에서 대한민국의 리더십이 6월 25일의 침략을, 일방적으로 밀리고 있을 시점부터 이미 통일의 호기로 여기고 있었음을 알 수 있다.

### 낙동강 방어선

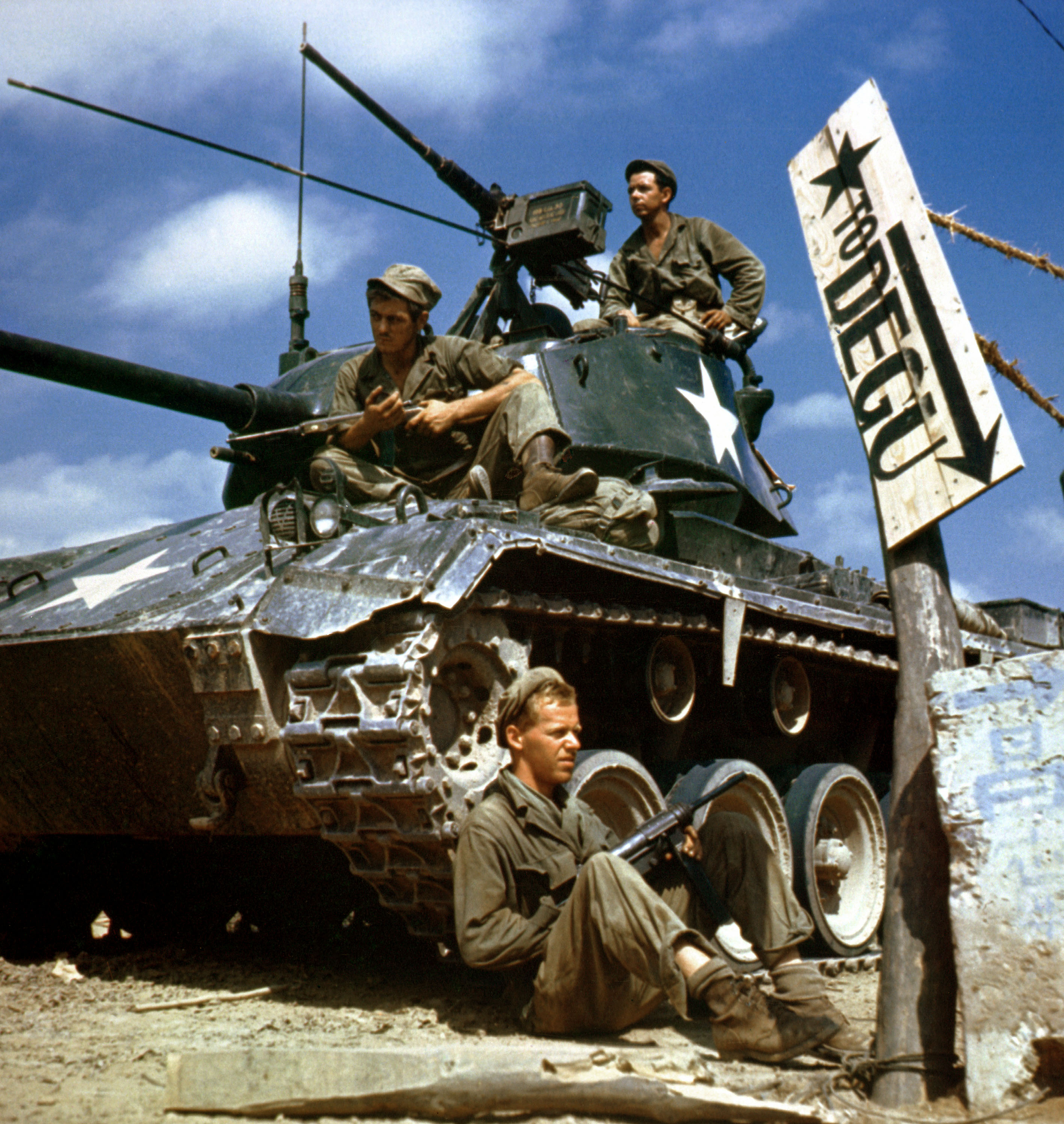
낙동강 전선에서 미 육군 24사단 소속 M24 채피 전차와 전차병들 (1950년 8월 17일)

대전을 점령하고 다시 진로를 3분하여 일부는 서쪽으로 호남(湖南) 일대를 휩쓸고 마산으로 닿고, 일부는 경부선을 따라 대구로 향했으며, 또 일부는 동으로 포항에 육박했다. 유엔군은 총사령부하에 한국군까지 포함시켜 작전 계통을 통일하고 부대를 대폭 증강하여 낙동강 전선을 마지막 방어선으로 삼아 반격을 개시할 태세를 완료한 때였다.
8월 7일 유엔군은 마산지구에 미 제 25사단 · 34사단 기타 제5전투단 · 제3해병여단 등을 투입하여 부산을 목표로 육박하는 인민군에게 강력한 반격을 가하여 3일 동안에 60리를 진격, 한국군의 채병덕 소장이 전사한 하동지구를 탈환했다. 이것은 6월 25일 이후 유엔군이 가한 최초의 본격적 반격이었다.
8월 13일에는 동부전선 포항에 돌입한 북한군을 한국군 수도사단과 제3사단이 대항하여 북한군의 주공격 지점으로서 낙동강 도하작전을 위해 10여 일을 두고 4개 사단의 병력을 투입, 인해전술(人海戰術)로 몰려들었다. 이에 유엔군은 8월 16일 하루 사이에 B29 99대를 출동시켜 인민군의 집결지인 왜관(倭館)에다 도합 850톤에 달하는 수천개의 폭탄을 투하했으니 이것은 제2차 세계대전 후 최대의 폭격기록이다. 그러나  굽히지 않고 18일에는 대구 북방 13마일 지점까지 육박했다.
이 날 정부는 대구에서 부산으로 후퇴하고 대구 시민에게는 소개령(疏開令)을 내렸다. 최후의 결전을 각오한 한국군 제1사단은 영국군 보병 제27여단의 지원을 받아가며 북방으로 4Km를 반격, 뒤이어 이 날 미 제 24사단과 해병사단의 응원 출동이 있어 23일까지는 대구 북방의 전세를 완전히 역전시켜 낙동강 이남 지역을 확보했다. 이 후 대구를 피하여 동·서로 부대를 이동하더니, 최후의 결전인 제2차 협공(挾攻)작전을 기도했다. 서남지역 진주(晋州) 방면에 4개 보병사단(4·6·7·9)과 1개 전차연대(105사단 16연대)가 집결하고, 동부전선 포항 북방에 역시 4개 보병사단(5·8·12·15)과 1개 전차연대(105)가 집결하여 9월 3일 12시를 기하여 동시에 유엔군을 공격해 왔다. 그러나 이미 사기가 극도로 저하되고 전투력이 기진하였으며, 훈련도 되지 않은 신병들을 보충 병력으로 편성한 상태였다.
서남지역에서는 마산의 미 제2사단·25사단이 계속되는 야습공격을 막아서 격퇴시켰으며, 동부전선에는 한국군 제2군단이 9월 10일 최강을 자랑하던 제15사단과 1개 포병연대를 영천(永川)지구에 몰아 포위하고 4,800여 명의 사살, 수 많은 차량과 전차 무기 등을 빼앗아 완전 섬멸한 후 단번에 15km를 북진하여 적의 기세를 최종적으로 꺾어놓고 말았다.
당시 미8군 사령관이던 워커(Walker) 중장은 12일 담화를 발표하여 ‘한국 전선 최대의 위기는 지나갔다’고 말하였다. 이로써 남침 공세는 결정적으로 꺾이고 유엔군의 북진이 있을 뿐이었다.

#### 대구 후퇴와 다부동 전투

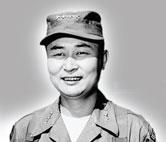
다부동 전투의 주요 지휘관이었던 육군소장 백선엽이 전투로 낙동강의 임시 방어선을 구축하고 UN군 등의 증원 파병때까지 여유 시간을 획득했다.

8월까지 대구에 내려왔다. 그러나 낙동강 전선에서 국군과 미군의 강렬한 저항으로 교착상태에 빠졌고 치열한 교전이 계속되었다. 이때 대한민국 국군 제1사단장 백선엽은 다부동에서 인민군의 침공을 격퇴하고 8월 3일 유엔군은 마산-왜관-영덕을 잇는 낙동강 방어선을 쳤다.

#### UN에서의 설득 작업
소비에트 연방과 중화인민공화국 측은 6.25 전쟁이 대한민국의 선제 공격으로 발발했다고 주장했다. 8월 1일, 안보 이사회의 8월 의장국이었던 소련 측 대표 말리크는 이사회에 출석했다. 의장석에 앉은 소련 측 대표 말리크는 그 동안의 한국 사태에 대한 안보리의 모든 결의가 무효임을 선언하였다. 그는 “안보 이사회의 상임 이사국인 소련과, 또 상임 이사국으로서 당연히 참석해야 할 중공 대표가 없는 동안에 통과된 결의안은 하나도 인정할 수 없다” 고 주장하였다.
대한민국 측 대표 단장 장면은 8월 유엔 안보리 회의에서도 옵서버 자격으로 자리 잡고 앉으려고 대기하고 있었다. 그러나 말리크는 끝내 장면의 착석을 거부했다. 또한 말리크는 “6‧25 동란은 인민군의 남침에서 시작된 것이 아니고, 반대로 한국군의 북침”이라며 “미국이 한국군을 배후에서 조종했다”고 주장하였다. 소련 측 대표의 이런 역선전을 미리 예상한 장면은 미국 측 대표 오스턴과 짜고 한국 전선에서 노획한 소련제 소총 한 정을 증거물로 제시하고 반박하였다. 말리크는 “이번 싸움은 한국 사람끼리의 싸움이지 소련은 전혀 관련이 없다”며 “소련군은 이미 1947년에 완전히 철수했고, 이번 동란에 소련에서는 총 한 자루 보내 준 일이 없다”고 단언했다. 미국 측 대표 오스틴은 장면이 한국 전선에서 가져온 ‘1950년 소련제’라는 철인이 찍힌 소총을 증거물로 제시하였고, 소련 측이 제시한 대한민국의 북침 주장과 소련의 불개입 주장은 논파당하였다.
장면 대표는 9월에 열린 UN 안보리 이사회에도 참석하는데, 9월 안보리 의장국은 영국이었다. 9월 1일, 글랜드윈 접 영국 측 대표가 안보 이사회의 사회를 맡자 장면은 착석과 발언권을 달라고 미리 요구했다. 의장은 “당사국인 대한민국을 대표하는 장 대사에게 착석을 허한다”고 선언하 여 장면 대표는 무난히 착석하였다. 의장으로부터 발언권을 얻은 장면 대표는 “그 동안 갖은 모욕을 당하면서도 나는 할 말을 못하고 참아 왔다”고 말문을 열어 소련을 공박하였다. 소련 대표 말리크는 “규칙 발언!”이라며 그의 발언을 제지하려 들었다. 이어 말리크는 그에게 “도대체 저 자가 누군데 무슨 자격으로 저 자리에 감히 앉아서 발언을 하는 것이냐?”며 “저 자는 이승만 도당의 괴뢰”라고 마구 욕설을 퍼부었다. 장면은 말리크의 욕설에 대해 취소하라고 항변하였다.
대한민국에는 이승만 도당이라는 것은 없고 나는 헌법에 의해 합법적으로 당선된 대통령의 임명을 받아 대한민국 정부를 대표해 이 자리에 의장의 초청으로 착석했노라.

그는 약 40여 분간 공산권의 “대한민국의 북침” 주장과 “한국민들끼리의 내란”이라는 주장을 반박하는 연설을 했고, 이는 국제사회에 생방송으로 중계되었다.

### UN군의 총반격
유엔군이 육전(陸戰)에서 전과(戰果)를 올리기까지는 공군의 지원폭격(支援爆擊)이 크게 주효하였으니 유엔 공군은 이미 개전(開戰) 20일 만에 제공권(制空權)을 장악, B29, B26 등 중폭격기는 적 후방의 교통로를 파괴하는 한편 평양·진남포·함흥·성진·청진·나남 등지의 군수품 공장을 완전히 파괴했다. 세이버 제트기·F51 전투기·영국기·호주기(濠洲機) 등이 전선을 주 공격목표로 삼고 각 방면으로 공습작전을 전개하였다.
한편 해군도 개전 직후부터 제해권을 장악하였으나 지상작전이 후퇴를 거듭하므로 큰 활약을 못 하고 있던 중, 낙동강 전선에서 육군의 반격이 개시되자 전격적 북상을 기도하는 맥아더 유엔군 총사령관의 명령에 의해 9월 13일 인천 상륙작전이 개시되었다. 이 작전의 해군 사령관은 미 해군 소장 도일(Doyle)로서, 동원된 군함은 한국 15척, 미국 226척, 영국 12척, 캐나다 3척, 오스트레일리아 2척, 뉴질랜드 2척, 프랑스 1척, 도합 261척이었다.
9월 13일부터 2일 간에 걸쳐 맹렬한 함포 사격을 가한 후 15일 새벽 마침내 유엔군과 국군 해병대가 맥아더 장군 지휘로 인천에 상륙, 서울을 향해 진격했다. 김일성은 유엔군의 인천상륙이 있자 소위 민족보위상(民族保衛相)인 최용건(崔鏞健)을 서울 방위사령관으로 임명하고 약 2만의 병력으로 최후 저항을 시도했으나 20일에 유엔군 수색대는 이미 한강을 건너 서울에 침투했고, 23일에는 한국군해병대와 미 제1해병사단이 서울 서북방의 안산(鞍山)을 점령하고 다음 날 마포로 도하(渡河)하여 시내로 돌입했으며, 25일에는 관악산 방면으로부터 한국군 제17연대와 미 제7사단이 한강을 도하하여 남방으로부터 시내로 돌입, 협공으로 맹격을 가했다. 북한군은 결사적 항거로 시가전을 기도하였으나 병력의 대부분이 섬멸되어 서울에서 퇴각하니, 9월 28일 역사적인 서울 탈환이 이루어져 중앙청 첨탑에 다시 태극기가 올랐다.
이 서울 탈환작전은 남한지역 전투의 최종적 결판이 되었으니, 서울을 완전 탈환한 유엔군은 다시 수원 방면으로 남하하여 적의 배후를 찔렀으며, 중부와 동부전선에서도 무제한 북진공세를 취하니 30일에 벌써 국군 제30사단은 동해안을 전격적으로 북상하여 38선 접경 인악리(仁岳里)에 이르렀다. 이에 38선 이남의 공산군은 사실상 퇴로(退路) 마저 끊긴 채 완전히 마비상태에 빠졌다. 9월 30일 유엔군 총사령관 맥아더 장군은 북한 공산군 총사령관 김일성에게 항복 권고문을 보냈으나 김일성은 이를 거부하고 다만 남한지역에 있는 공산군의 전면 퇴각만을 명령했다. 따라서 같은 날 유엔군 사령부는 휘하 전장병에게 38선을 돌파하여 북진할 것을 명령했고, 북한군 부대들은 태백산맥(太白山脈)을 유일의 퇴로로 이용하여 후퇴했으며 나머지 일부는 지리산 · 대덕산·회문산 일대에 포위된 채 유격전을 기도하게 되었다.
10월 1일 오전 11시 45분 국군 제3사단은 이종찬(李鍾贊) 대령 지휘하에 최초로 38선을 넘어 북진을 개시했으며 뒤이어 수도사단이 인제(麟蹄)를 거쳐 북상하여 10월 10일 3사단과 함께 원산(元山)시내와 명사십리(明沙十里) 비행장을 완전 점령했다. 중부전선에서는 국군 제7사단과 8사단이 화천(華川)·김화(金化)를 거쳐 북상, 18일에는 서부전선으로 북상한 미 제1군단과 만나 평양 남방 근교에 육박하고 19일 한국군 제1사단을 선두로 하여 평양을 완전 점령했다. 당시 평양을 지키고 있던 적군의 최인(崔仁) 중장은 신병으로 보충된 약 2만의 병력으로 방어태세를 취했으나 대패하여 청천강(淸川江) 이북으로 도주했다.
한편 서부전선에서는 10월 20일에 청천강 이남 숙천(肅川) 일대에 미 제11공정사단(空挺師團)의 약 4천명이 낙하산을 타고 내려 적의 후방을 공격하였으며, 국군 제6사단이 미 제24사단과 영국 여단의 서해안 진격과 보조를 같이하여 덕천(德川)·희천(熙川) 등지를 거쳐 서북 국경의 중앙지점인 초산(楚山)으로 진격, 26일 오후 5시 50분 6사단 제7연대 수색대가 압록강에 이르렀다. 11월 21일에는 중부로 진격한 국군 제7사단의 일부가 중부국경 혜산진(惠山鎭)에 도달했고, 동부전선의 수도사단과 3사단은 원산에서 다시 북진하여 10월 17일에 함흥, 22일에 북청(北靑), 28일에 성진(城津)을 점령했으며, 여기서 제3사단은 길주(吉州)를 거쳐 백두산(白頭山)을 향해 합수(合水)로 진격하고 11월 25일 수도사단은 함경북도 도청 소재지 청진(淸津)에 돌입했다. 이로써 국토의 전역이 거의 수복되고 통일이 목전에 다달았다.

#### 인천 상륙 작전

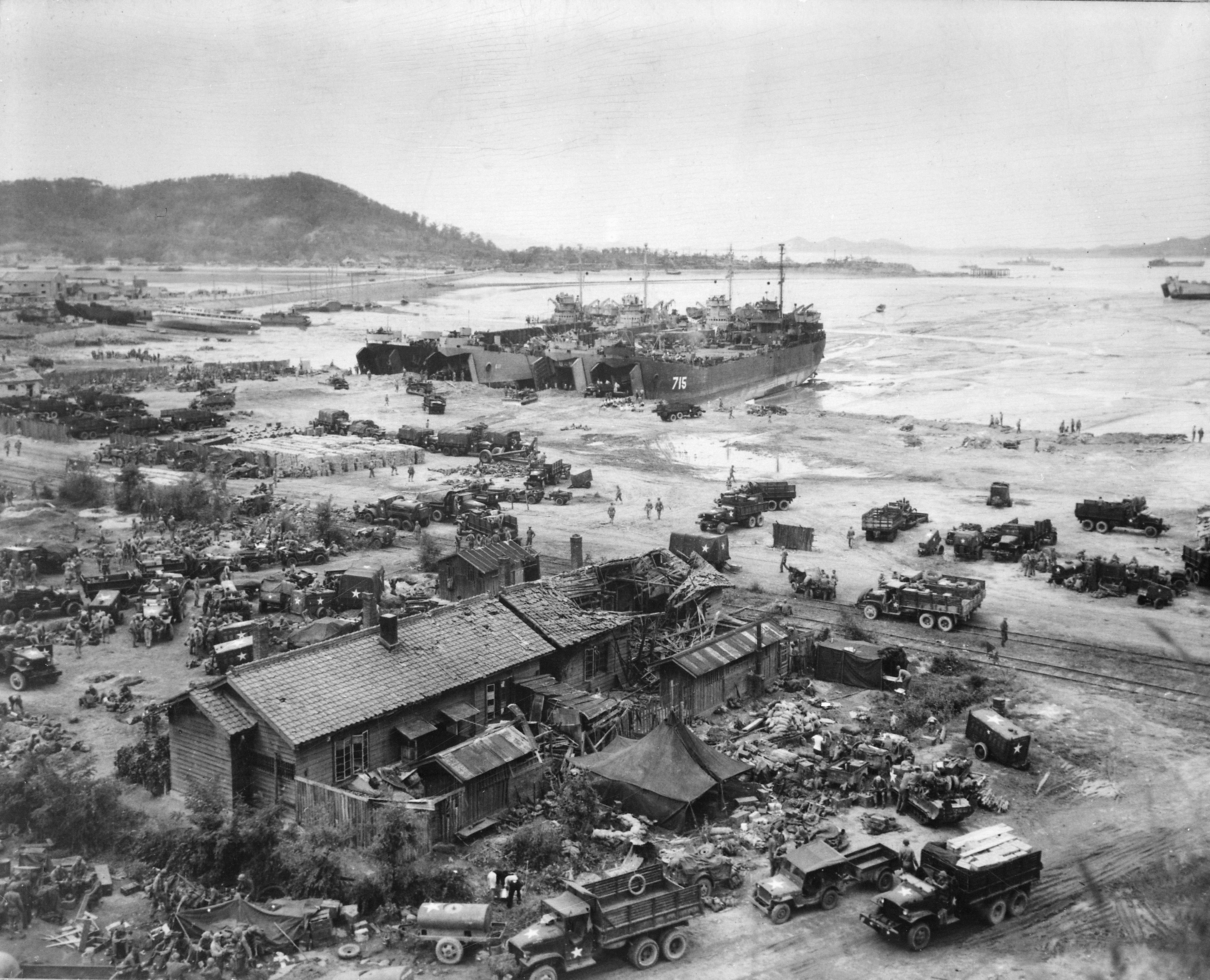
인천에 상륙하는 유엔군

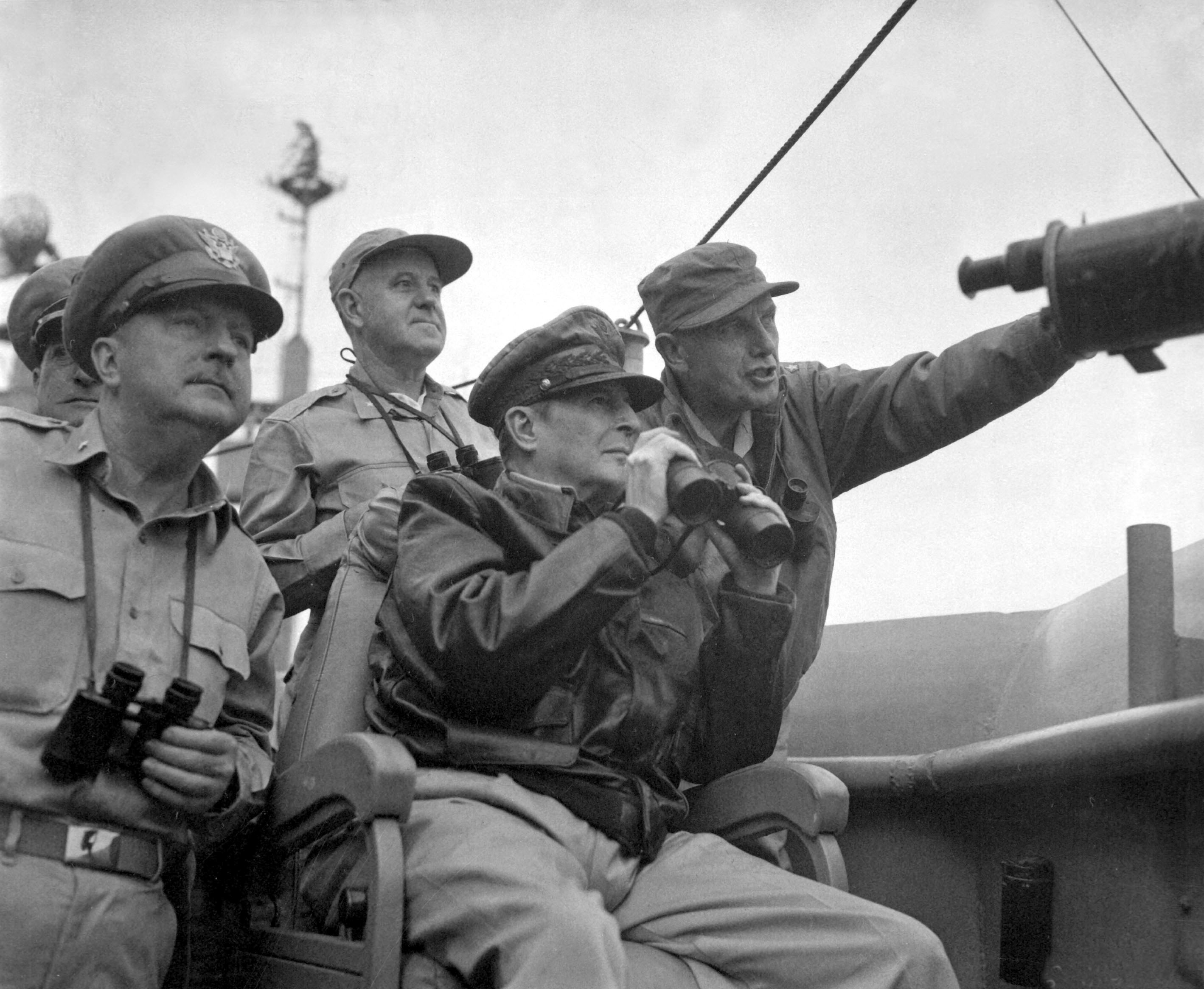
UN 장군 더글러스 맥아더, 인천에서 상륙작전을 관찰하다.

작전의 제1단계는 월미도의 점령으로 시작되었다. 1950년 9월 15일 새벽 5시 시작된 공격 준비 사격에 이어 미 제5해병연대 3대대가 전차 9대를 앞세우고 월미도 전면에 상륙하였다. 월미도는 2시간 만에 완전히 미군에 의해 장악되었다. 미군은 부상 7명의 경미한 피해를 입었으며, 인민군은 108명이 전사하고 106명이 포로로 잡혔다.
이어 제2단계로 국군 제17연대, 미군 제7사단, 미국 1 해병사단이 주도한 인천반도 공격이 이어졌다. 인민군 제18사단과 인천 경비병력의 틈새를 비집고 들어간 미군 제1해병사단과 국군 해병 제1연대는 인민군의 주력이 규합할 시간을 성공적으로 빼앗아버리며 인천 장악에 성공하였다.

#### 서울 수복
그 후 서울을 빼앗긴 지 3개월 만인 9월 28일에 서울을 되찾았다. 한국군은 이어서, 달아나는 인민군을 뒤쫓아 38선을 돌파하여 10월 10일에는 원산을, 10월 19일에는 평양을 점령했다. 이어, 10월 26일에는 서부는 청천강 북부와 압록강의 초산에 이르렀고, 중부는 장진호까지 진격했으며, 동부는 압록강의 혜산진까지 진격했다. 또한 11월에는 두만강 일대까지 진격하였다. 한편, 김일성은 정부와 인민군을 미리 10월 9일에 북쪽으로 거의 모두 철수시킨 다음에 10월 12일부터 평양에서 철수했다.

#### 북한, 중공의 반격 준비
한편, 조선민주주의인민공화국에서는 9월 30일경, 스티코프를 면담한 자리에서 김일성은 전황이 불리하기 때문에 소련의 원조를 요청하는 다음과 같은 내용의 편지를 보낼 의향임을 밝혔다.: “적군이 38선을 넘어 이북을 침공할 때에는 소련군의 출동이 절대 필요하다. 만일 그것이 불가능할 때에는 중국과 기타 공산주의국가들이 국제의용군을 조직해 출동하도록 원조해 주기 바란다.”
10월 1일, 스탈린은 베이징주재 소련대사 로신에게 전문을 보내 다음 내용을 마오쩌둥이나 저우언라이에게 지급 전달하도록 지시하였다.: “중국의용군을 보낼 수 있다면 빨리 5~6개 사단이라도 38선에 진출시켜야 할 것임.” 10 월 3일, 마오는 이렇게 회답했다.: “처음에 우리는 적군이 38선을 넘을 시점에 중국 의용군 수개사단을 투입할 생각이었으나 지금은 당분간 지켜보는 것이 좋겠다고 생각된다. 북한은 유격전쟁으로 이행하면 될 것이다. 필요하다면 귀하의 휴양지에 저우언라이와 린뱌오를 보내도록 하겠다.”
이에 대한 주중 소련대사 로신의 견해는 이러했다: “마오의 이 회답은 조선문제에 관한 중국의 태도가 바뀌었음을 보여주고 있음. 태도 변경의 원인은 아직 불명하다.” 김일성은 주북한 소련 대사 스티코프를 통해, 스탈린에게 북한이 어려움에 봉착하였음을 이유로 원조와 도움을 요청하였다. 김일성은 미군이 한반도 전체를 점령하여 극동에서의 전략기지를 만들 의향인 것 같다고 밝혔다. 11월 20일, 스탈린은 스티코프에게 비행사 양성에 관한 김일성의 요청을 받아들일 것임을 통보토록 지시하였다. 그리고, 11월 28일, 소련 각료회의는 소련 민간대학에 유학중인 북한 학생 2백명을 12월 5일까지 만주로 보내기로 결정하였다.
추가로 대한민국과 미국 등이 38선을 넘어 북진하는 동안 소련은 조선민주주의인민공화국에게 북한땅을 버리고 중화인민공화국의 만주 지역에 조선민주주의인민공화국 망명 정부를 세우기를 결심했었다. 그래서 10월 12일에 김일성이 소련의 도움을 받았으나 스탈린은 이를 거절하고 당장 김일성에게 북한 땅에서 철수하기를 명령했다. 그 중에서 조선민주주의인민공화국의 노약자와 환자 등은 소련으로 가라고 지시했었다.  하지만, 이는 중화인민공화국의 개입을 선택하자 이를 아는 소련의 스탈린은 10월 13일에 바로 조선민주주의인민공화국을 망명하는 목적을 취소되었다.

### 중공군 침략과 재반격 작전
북한 공산군이 거의 섬멸 상태에 이르자 10월 19일 비밀리에 중공군은 압록강을 도강하여 4개군 약 50만의 병력으로 고원지대를 타고 몰려 내려왔다. 11월 24일 맥아더 장군이 직접 지휘에 나서 총공격을 시도했으나 실패로 돌아가고 29일까지 서부전선의 유엔군은 청천강 이남으로 후퇴하고 12월 1일부터는 동부전선에서도 철퇴를 개시했다. 12월 4일 맥아더 장군은 ‘중공군 백만이 북한에 투입되었으며, 새로운 전쟁이 시작되었다’고 발표했다. 이날 유엔군은 평양에서 완전 철수했고, 12월 23일 워커 중장이 일선 시찰 중 자동차 사고로 사망, 후임으로 릿지웨이 중장이 미 제8군 사령관에 취임했다.
12월 14일부터 24일 사이에는 동부전선의 아군 12만과 피난민 10만이 흥남에 모여 해상으로 철수했다. 이 흥남부두 철수작전을 방해하려고 몰려들다가 유엔군의 공습과 포격에 섬멸된 중공군 병력은 3개 사단에 달했다. 중공군의 유일한 전략은 인해전술(人海戰術)이었다. 중공군이 일선을 담당하는 동안 북한 공산군도 5개 군단의 병력을 정비하여 다시 일선에 나타나 12월 말일까지 38선에 집결한 병력은 중공군 약 17만, 북한 공산군 약 6만 총 23만으로, 이날 밤 자정을 기해 일제히 38선을 넘어섰다.
1월 3일 영국군이 의정부에서 격전 끝에 철수했고, 1월 4일 서울이 두 번째로 적의 수중에 넘어갔다. 1월 7일에는 수원이 함락되고, 중공군과 북한군은 계속 남진했으나 유엔군도 이때는 이미 병력과 장비를 정비하여 반격할 태세를 갖추었다. 반면에 중공군과 북한군은 식량부족과 동상(凍傷)에 시달려 제10사단의 일부만이 태백산맥을 타고 경북 보현산(普賢山)까지 내려가고 다른 부대들은 진격이 부진했다. 1월 9일 유엔군은 비로소 재반격을 개시했으니 당시의 전선을 그려 보면 서쪽으로부터 오산(烏山)-장호원(長湖院)-제천(堤川)-영월(寧越)-삼척(三陟)을 연결하는 선이 된다. 이날 미 제2사단은 프랑스군과 네덜란드군을 포함한 병력으로 중공군에 대항하여 원주에서 열전 끝에 적을 격퇴시켰으며, 1월 15일 미 육군 참모총장 코린즈 장군이 내한, ‘중공군을 과대평가할 게 없다’라는 성명을 발표하자 당일로 유엔군은 오산을 탈환했고, 1월 28일 중부전선의 횡성(橫城)이 탈환되었다.
아군의 반격이 개시된 이후 2월 2일에 전사한 북한공산군 전선사령관 김책(金策)을 비롯해 10여 만의 전사자를 낸 적군은 할 수 없이 2월 7일부터 전면 퇴각을 개시했다. 그러나 이번의 반격 북진은 9·28 수복 때처럼 용이한 것은 아니었다. 적은 전 전선에 견고한 참호를 구축하고 있었으므로 일일이 일진일퇴를 거듭한 끝에 겨우 진격이 가능했다. 이리하여 아군은 3월 2일에 비로소 한강을 넘어섰고, 14일에 국군 제1사단이 다시 서울에 진주할 수 있었다. 3월 24일 맥아더 장군은 38선 월경을 개시했고 동부전선은 4월 5일에 소양강을 건너 38선 이북의 수개 고지를 점령했다.
만주를 폭격하여 중공군의 기동을 분쇄하고 한반도의 완전 통일을 주장한 맥아더 장군이 4월 11일 유엔군 총사령관직을 퇴임하고 릿지웨이 장군이 신임 사령관으로 부임했다. 이때 적은 소위 춘계대공세를 취하여 4월 23일 김화 남방의 아군 방위선을 집중적으로 돌파하여 28일에 춘천, 30일에 서울 북방 우이동까지 육박하였으나 결국 격퇴되고, 5월 16일 제2차 공세로 인제 지구에 남침하였으나 동원병력 11만 중 5만여 명의 살상자를 내고 6일 만에 격퇴되었다. 아군은 서부전선에서 6월 3일 연천(連川)지구로 진격하고, 중부전선에서는 6월 6일에 처음으로 평강(平康)에 대치하여 철(鐵)의 삼각지대(三角紙地帶)를 이루는 철원과 김화를 점령했고, 동부는 5월 30일에 고성(高城)까지 올라가 있었다.

#### 중화인민공화국의 참전과 1.4 후퇴

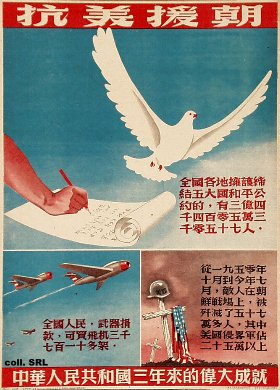
중국 인민해방군이 한국에서 이룬 "승리"를 보여주는 중화인민공화국의 포스터

대한민국 국군 및 UN군에 의한 무력 통일을 눈 앞에 두었을 때 북한의 김일성은 불안하여 중화인민공화국의 마오쩌둥을 만났다. 그리고 중화인민공화국의 마오쩌둥은 미국이 북한을 이기면 머지않아 바로 중화인민공화국도 공격할 것이고, 미국이 중화인민공화국을 공격하기 시작하면, 타이완에서도 중화민국 주도의 중국 통일을 위해, 쳐들어올 거라는 추측으로 인해 결국, 마오쩌둥은 한반도에서 미국과 싸워서 중화인민공화국, 조선민주주의인민공화국 등의 공산주의 혁명 정신을 지켜야 되는 목표를 삼았었다.
그래서 중화인민공화국의 중국인민지원군이 사단급의 병력으로 전쟁에 개입하여 반격해 왔고 1950년 10월 16일 중국인민지원군 선발대가 그리고 10월 19일에는 본대가 압록강을 건너 출병하였다.
당시 중화인민공화국은 내전이 갓 끝난 상황으로, 대부분의 인민이 극심한 빈곤에 시달리던 시기였으므로 참전자가 매우 많았으며 소련이 중국에 적은 양이나마 무기를 보내줬고, 소련군이 몰고 있는 전투기들도 중공 마크를 달고 공격하기도 하였다. 대부분의 기록에 의하면, 병력의 대부분은 보병이었다.중국 인민해방군은 미군의 압도적인 화력에 노출되지 않기 위해 주로 야간 이동을 하고, 요란한 악기 소리를 동원해 어둠을 틈 타 기습하는 등 지형지물을 정교하게 이용한 공격을 감행했다.
이러한 예상치 못한 반격에 한국군과 유엔군은 38도선 이북에서의 대대적인 철수를 계획하였다. 이후 대한민국은 12월 4일에 평양철수를 하고 이어 북한은 12월 6일에 수도 평양을 되찾았다. 한편, 12월 9일부터는 UN군이 원산을 철수하였고, 12월 14일부터 24일 사이에 동부 전선의 한국군 12만 명과 피난민 10만 명이 흥남 부두에서 해상으로 철수했고, 1월 4일에는 서울을 다시 내주었다. 1월 7일에는 수원이 함락되었다. 한국군 국민방위군 9만명이 간부의 횡령에 의해서 아사했다.
중국 인민해방군은 계속 남진했으나, 한국군은 이미 병력과 장비를 정비하여 반격 태세를 갖추었다. 유엔군과 한국군은 북쪽 땅인 원산 등 기타 지역에 폭격을 가했다. 1월 12일 일본군의 참전설이 나오자 이승만은 이에 대해 강력히 반대하였다. 2월 이승만은 38선은 조선인민군의 남침으로 이미 없어진 것이므로 북진 정지는 부당하다고 선언하였으며 2월 15일 한반도 통일을 전쟁 목표로 분명히 밝히고 미국에도 통보하였다. 중국 인민해방군은 10여만 명의 전사자를 내면서 퇴각하였고, 3월 2일에 한국군이 한강을 넘어서 14일에는 서울을 되찾았다.
3월 24일 이승만은 한국-만주 국경까지 진격하기 전에 휴전은 안 된다고 담화문을 발표하였다. 한편, 동부(강원도 쪽)에서 중국 인민해방군과 조선인민군이 강릉까지 밀고 내려오자, 유엔군은 이 전선을 지원 방어하였고, 좀 지나자, 유엔군은 전공격을 퍼붓기 시작했다. 결국, 중국 인민해방군, 조선 인민군이 뒤로 크게 밀려, 유엔군은 38선을 넘었고 유엔군은 방어선을 쳤다. 바로 이것이 지금의 휴전선이다. 하지만 38선 부근에서 일진일퇴를 거듭하며 전쟁은 오랫동안 계속되었고 소련이 전쟁에 부분적으로 참전하였다. 이제부터 한국전쟁은 국제전으로 바뀌기 시작하였다.

#### 소련군의 참전
공식적으로는 한국전에 소련군은 참전하지 않은 것으로 알려져 있으나, 실제로는 7만여명이 참전한 것으로 밝혀졌고, 주력은 공군이었다. 참전 사실을 숨기기 위해 소련 공군기는 중공기처럼 도색을 바꾸고, 조종사들의 교신에도 러시아어 아닌 중국어를 쓰도록 강요받았다. 격추된 비행기 잔해가 미군 손에 들어가 참전 사실이 밝혀지는 것을 피하기 위해 작전 구역도 상당히 제한되었다. 소련 공군기들은 미국 공군기와 여러 차례 공중전을 벌였기 때문에 미국도 소련의 참전 사실을 잘 알고 있었지만, 대외적으로는 이를 비밀에 부쳤다. 소련의 참전 사실이 알려지면 미국내에서 확전의 여론이 대두될 것을 우려한 아이젠하워 대통령의 지시에 따라 비밀에 부쳤다 한다.
소련은 공군 외에도 군사 고문단 850 여명을 한국전에 파견했는데, 이들은 참전 사실을 숨기기 위해 민간 복장을 하였으며, 이중 200 여명이 전사했다고 당시 고문단의 일원이었던 게오르기 플로트니코프(Георгий Кузьмич Плотников, 1924~?) 예비역 대령이 증언하였다.

#### 에티오피아의 참전
에티오피아는 하일레 셀라시에 1세 황제의 주도 하에 황제의 친위대를 포함하여 6,037명이 대한민국에 파견되어 123명이 전사하고 536명이 부상당했다. 황제는 한국에서 전쟁이 일어났다는 뉴스가 전해지자 1950년 8월부터 파병 준비에 들어갔다. 당시 소련을 중심으로 각국에 사회주의자들이 사회주의 국가를 세우기 위해 기존 정부를 대상으로 직접적 간접적 행동을 취하고 있었고 에티오피아도 예외는 아니였다. 따라서 에티오피아는 공산주의에 대항하는 전쟁에 참여하여 미국과 서유럽, 일본을 중심축으로 하는 대공산주의 진영에 참여하고 싶어 했다. 셀라시에 황제에게 출국 신고를 마친 칵뉴 부대는 마침내 다음 날 오전 9시 아디스아바바 역에서 홍해의 지부티 항구를 향해 출발했다. 수많은 시민과 정부 고관들이 나와 부대원들을 환송했다. 에티오피아 참전용사들은 1951년 4월 13일 아디스아바바 궁정에서 출국 신고식을 한 뒤 한국으로 떠났다. 지부티 항구에는 미군 수송선 제너럴 매크리아 호가 대기하고 있었다. 4월 16일 밤 칵뉴 부대원이 모두 승선하자 미군의 수송선은 닻을 올렸다.

### 제한전선의 격동
공산측은 결국 전세가 유리하지 않음을 알아차리고 6월 23일 소련의 유엔 대사 마리크(Marik)로 하여금 한국전쟁의 정전을 제의해 오고 미국은 이에 호응함으로써 7월 8일 개성에서 정전회담 예비회담이 개최되고 10월 25일 회담장소를 판문점(板門店)으로 옮겨 회담을 진행했다. 11월 28일에는 당시 전선을 임시 휴전선으로 채택하게 되어 한때 전투가 소강상태에 들어갔으나 치열한 선전전을 수반하면서 여전히 전투는 계속되었다.한편 국군은 후방에서 9·28수복 때 지리산 일대의 산악으로 집결한 패잔(敗殘) 공비(共匪) 소탕작전을 개시했다. 국군 수도관과 제7사단 및 전투경찰대 5개 연대는 이해 12월 2일부터 이듬해 3월 13일까지 4차에 걸친 공격을 가해 사살 7,147명, 포로 6,883명, 귀순 172명의 전과를 올려 일단 전면적 소탕을 끝냈다. 이외에도 1952년 여름에는 거제도(巨濟島) 포로수용소에서 수차에 걸쳐 폭동이 일어난 5월 7일에는 포로대표와 담판을 하려던 수용소 소장 돗드 준장(准將)이 포로들에게 납치되는 등 소란이 일어났으나 6월 말경에는 완전히 질서를 회복했다
1951년 7월 휴전회담이 개시된 후부터 한국전쟁은 세계 전사상 처음보는 소위 제한공격(制限攻擊)이라는 전법을 채택하게 되었으니, 당사국인 한국의 반대에도 불구하고, 공산군과 유엔군은 함께 휴전의 성립을 희망하여 서로 관망하는 태도를 취하고 있었기 때문이다. 그러나 이 전투는 다만 진격을 감행하지 않을 뿐이지 거의 고정된 전선에서의 근거리 고지 쟁탈전은 치열하였으니, 한 능선(稜線)·한 고지에서 퇴각과 탈환을 20여 회 이상 거듭하는 게 보통이었다.
1952년 8월부터 공산군은 후방의 병력과 장비를 보강하여 8월 5일 국군 수도사단이 지키는 김화 등 북방의 수도고지에 공격하여 왔다. 전례없이 포격을 강화한 적은 1일 평균 2만 발을 발사하여 인해전술로 육박해 8월 10일까지 6일 만에 7번이나 고지의 주인이 갈리었다. 이러한 싸움을 9월 28일까지 계속하여 아군은 고지를 확보하니 29일에는 개전 이래 최대의 포격으로 4만 8천 발을 수도사단 지구에 퍼붓고 다시 방향을 돌려 백마고지(白馬高地)에 공격해 왔다. 백마고지는 북한강 동쪽에 위치한 독립고지로서 철의 삼각지대 안의 교통로를 제압하는 전략상의 주요 고지다.
이 지대는 국군 제3사단·9사단 및 미 제2사단 등이 방어하고 있었는데, 10월 29일까지 1개월 사이에 25회 이상 고지의 주인이 바뀐 끝에 아군은 한걸음 진격하여 철마(鐵馬)고지까지 점령했으며, 이 동안의 접전은 주로 백병전이었다. 한편 수도고지와 백마고지 사이에 있는 저격능선(狙擊稜線)에서도 10월 초부터 맹렬한 적의 공격을 받았는데, 이 능선은 철의 삼각지대 동측 요충으로 적의 주요 진지인 오성산(伍聖山)에 대치하는 지점이다. 이 지대는 국군 제2사단이 당하고 있었는데 4일 간 전투에 17회나 능선의 주인이 바뀌었으나 12월 21일 저격능선의 암석봉(岩石峰)에 공격해 오는 적을 네 번이나 격퇴시키자 평온상태로 들어갔다.
이리하여 1953년 1월로 들어가 적은 산발적으로 소극적인 공격을 해 왔다. 그러나 이 해 3월 5일 스탈린이 사망한 후 4월 6일, 5개월 만에 휴전회담이 재개되고 11일에는 상이포로 교환협정이 조인되니 벌써 휴전 경계선의 결정을 토의하게 되었다. 휴전협정이 결정적으로 성립될 단계에 이르자 적군은 5월 초순부터 전전선(全戰線)에 걸쳐 공세를 취해 왔다. 그리하여 5월 12일 중동부 전선에 약 4만 5천의 병력을 투입하고 12시간 동안에 11만 8천 발의 포격을 가해 약 3km 후퇴했으며, 동부전선 단장(斷腸)능선, 서부전선 연천(蓮川)지방도 심한 공격을 받았다.
7월 16일부터 아군은 총공격을 개시, 휴전을 앞두고 전략상의 요지들을 확보하려던 적의 공격을 격퇴시키고, 20일까지는 앞서 잃었던 지역의 대부분을 탈환했다. 드디어 1953년 7월 27일 오전 10시, 정전협정이 정식 조인됨으로써, 3년 1개월에 걸쳐 참담했던 한국전쟁은 종전이 아닌 휴전협정만이 조인되었고, 한반도에는 '제2의 38선'인 휴전선이 설정되어 민족분단의 비운을 또다시 맞이하게 되었다.

### 대량살상무기
1952년 2월 중국의 마오쩌뚱은 소련의 스탈린에게 전문을 보내 미국이 항공기와 야포를 이용, 8차례에 걸쳐 세균무기를 사용했다고 주장했다.
1952년 2월 22일, 북한 외무성은 미국이 한국에서 세균전을 펼치고 있다는 성명을 발표했다. 1952년 1월 28일부터 미군 비행기가 세균에 감염된 곤충을 대량으로 한반도 상공에 살포하고 있다면서 유엔 측에 강력하게 항의했다.
1952년 3월, 중국의 주은래 총리는 미군 비행기가 중국의 화북지역 및 동북부에서 세균전을 수행하고 있다고 발표하며 미국을 비난했다.
당시 중국군은 북한군측에서 발병한 전염병과 관련해, 미군 조종사 전쟁포로들에게서 세균무기를 사용했다는 진술을 받아냈지만, 이들은 석방되어 미국으로 돌아온 다음에는 진술을 번복했다.
영국의 생화학자인 조지프 니덤을 단장으로 하는 국제과학자협회 공식조사단이 이와 관련한 조사를 하여, 1952년 니덤 보고서를 작성했다. 미군 비행기가 투하한 생물무기 폭탄 사진 등 200여가지 증거자료가 첨부된 670 페이지 보고서로, 2015년 6월 최초로 원문이 공개되었다.
2010년 3월 17일 알자지라 방송은 미국 국립문서보관소에서 입수한 미국 합동참모본부 명령서를 공개했다. 1951년 9월 21일에 작성된 이 문서에는 "작전 상황에서 특정 병원체의 효과를 알아보기 위해 대규모 현장 실험을 시작할 것"을 지시했다.
맥아더 장군은 중국 만주지역에 핵공격을 가함으로써 중국 지원을 차단하고 전세를 역전시키려고 했다. 핵무기 26발을 1차로 북한과 만주에 투하하자고 주장했다. 당시 트루먼 대통령도 한국전쟁에서의 핵무기 사용을 주장했다.

### 휴전협정
이승만은 1951년 6월 9일 휴전의 결사반대를 선언하였고 6월 27일 소련의 휴전안을 거부하였다. 1951년 7월에 휴전 회담이 개시된 후 세계 전쟁 사상 처음 보는 제한 전쟁(휴전이 되면 각기 점령 지역에서 국경이 정해지는 조건으로 싸우는 전쟁)이 벌어졌다. 1951년 9월 20일 이승만은 휴전 수락의 전제조건으로 중국 인민지원군 철수, 조선민주주의인민공화국 무장해제, 유엔 감시 하 총선거를 요청하였다. 군사분계선 문제는 이미 1952년 1월 27일에 타결되었으며, 1952년 5월에 이르러선 포로 교환 문제를 제외하곤 거의 대부분 의제에 합의하였다.
6.25 전쟁 중 2년 동안 이렇다 한 성과를 올리지 못하고 중화인민공화국의 개입으로 전선이 고착화하자, 중화인민공화국을 부담스러워한 미국은 현상유지 차원에서 휴전협정을 추진하였다. 소련이 부분적으로 참전하자, 세계 여러나라들은 6.25 전쟁이 머지않아 냉전체제와 한국의 통일을 위한 제3차 세계대전이 일어날 거라는 가능성이 커질 거라고 생각했다. 그래서 유엔군과 중국 인민해방군은 얼른 이 한국전쟁을 중단하고, 휴전을 하기로 했었다. 미국은 소비에트 연방 및 중화인민공화국 측과 휴전을 논의한다. 1952년 3월 이승만은 분단 상태에서의 휴전은 한국에 대한 “사형선고”나 다름없다고 주장하며, “민족국가로 생존하기 위해 단독으로라도 계속해 싸워 나갈 것”이라고 강조했다.
철저한 반공주의를 지향하였던 이승만은 북진을 고집하며 휴전에 협조하지 않았다. 유엔군과 한국군이 반격하였고 인민군을 압록강까지 북쪽으로 물리쳤을 때, 이승만은 한국을 분단시킬 여러 번의 휴전 제안에 동의하기를 거절하였고 이 때문에 연합국들로부터 인기를 잃게 되었다. 이승만은 유엔의 도움으로 통일된 한국의 지도자가 되기를 희망하였기에, 조선민주주의인민공화국 정부를 완전히 제거하는 데 방해가 되는 어떤 협정에도 반대하였다. 또한 그는 중화인민공화국에 대응하여 좀 더 강력한 방법이 사용되어야 한다고 주장하였고 미국이 폭격을 하는데 망설이는 것에 대해 화를 내곤 하였다.
그리고 또한, 1953년 3월 5일 스탈린의 사망으로 휴전 회담은 새로운 국면을 맞게 되어, 1953년 3월 19일 소련 내각은 '6.25 전쟁을 정치적으로 마감한다.'는 결정을 중화인민공화국과 북한에 통보하면서 부상포로의 우선 교환에 동의하도록 지시(또는 요청)했다.
1953년 5월 30일 이승만은 아이젠하워에게 보낸 친서에서 다시 한미상호방위조약을 요구하였다. 이승만은 휴전협정을 방해할 목적으로 수감된 포로 중 반공포로를 대규모로 석방했다.(1953년 6월 18일) 전격적인 반공포로 석방에 격분한 미국은 이승만을 제거할 작전을 계획한다.
주로 개성과 금강산에 이르는 곳에서 전투가 계속되다가 조선민주주의인민공화국이 소련을 통해 휴전을 제의하였고, 유엔군 측의 승인으로 휴전이 성립되었다. 1953년 7월 27일 오전 10시에 판문점에서 휴전협정이 조인됨으로써 3년 1개월 만에 6.25 전쟁은 휴전으로 매듭이 지어졌으며, 현재까지 계속해서 효력이 이어지고 있다. 휴전협정 이후 이승만 대통령은 다시 서울에 올라와서, 휴전협정 4조 60항은 협정 체결 후 3개월 안에 한반도 문제의 평화적 해결을 위한 고위급 관계국 정치회의를 개최할 것을 쌍방 정부에 건의했다. 직후인 1953년 8월 28일 제7차 유엔 총회는 유엔 총회 결의 제711호를 통해 휴전협정을 인준하고, 협정 4조60항이 건의한 대로 한반도 통일을 위한 정치회의가 개최되는 것을 환영한다고 선언했다.

## 결과
대한민국을 비롯한 세계 대부분이 북한이 한반도 전체를 공산화하기 위한 차원에서 38도선 전역에 걸쳐서 대한민국에 대한 무력 침공을 감행하였다는 남침(남으로 침략함)설을 정설로 보는 가운데, 3년 1개월에 걸친 6.25 전쟁은 한반도 전체를 폐허화했고, 참전한 외국의 병력에까지 극심한 해를 입었으며, 이때 사용된 폭탄의 수는 불분명하지만 1차 세계대전에 맞먹는다고도 하고 그렇지 않다고도 한다.
한국전쟁은 그밖에도 약 20만 명의 전쟁 미망인과 10여만 명이 넘는 전쟁 고아를 만들었으며 1천여만 명이 넘는 이산가족을 만들었다. 그리고, 45%에 이르는 공업 시설이 파괴되어 경제적, 사회적 암흑기를 초래했다. 이번 6.25 전쟁은 미국과 소련을 비롯해 UN과 의료진 그리고 중공군까지 참전하면서 제3차 세계 대전에 가까운 전쟁이었다.
소련의 통계에 따르면, 북한의 11.1%에 해당되는 113만 명의 인구가 전쟁을 통하여 사망하였고, 양측을 합하여 250만 명이 사망하였다. 80%의 산업시설과 공공시설과 교통시설이 파괴되었고, 정부 건물의 4분의 3이 파괴되거나 손상되었으며, 가옥의 절반이 파괴되거나 손상되었다.
한국전쟁은 핵무기를 제외한 당대 최신의 살상무기가 총동원된 새로운 전쟁이었다. 전쟁 중 미극동군은 폭탄 46만 톤, 네이팜탄 3만 2,357톤, 로켓탄 31만 3,600발, 연막 로켓탄 5만 5,797발, 기관총 1억 6,685만 3,100발을 쏟아 부었다. 한반도 전역이 갈기갈기 찢겼고, 그 안에 사는 생명체들이 무수히 살상되었다.
3년 동안 계속된 이 전쟁으로 수많은 사람들이 숨지거나 다치고, 대부분의 산업 시설들이 파괴되는 등 양국 모두가 큰 피해를 입었으며, 대한민국과 북한 간의 적대적 감정이 팽배하게 되어 한반도 분단이 더욱 완고해지면서, 현재까지도 휴전선에 의한 분단대치 상태를 유지하고 있다.
그런데 사실 한국전쟁 중에서 서울 함락의 활약은 대표적으로 조선민주주의인민공화국이 아니라 중화인민공화국이 했다는 설도 많았다. 그런데 마오쩌둥의 입장은 국민당을 진짜 통일을 위하는 목적이 아직 남았기 때문에 한국전쟁에는 관심없으나 김일성은 이미 소련의 무기를 넘겨받았기 때문에 최소 15일만에 적화통일하겠다는 그럴싸한 말에 마오쩌둥은 비로소 김일성에게 모두 조선의용군이라고 불리는 3개 사단 병력인데  약 6만 명을 조직 통째로 조선민주주의인민공화국에 지원해주었다. 사실상 중화인민공화국이 무기와 지휘체계는 그대로 였기 때문에 사실상 일으킨 것이다. 전투 경험이 많은 이 3개 사단이 주력이 되어 한국의 주 방어선을 뚫고 사흘 만에 서울을 점령했다. 즉, 6.25전쟁에서 3일만에 서울이 함락한 원인은 조선민주주의인민공화국이 아니라 중화인민공화국에서 조선의용군 3개 사단이 대표적인 활약으로 함락되었다고 한다. 단, 이들이 조선민주주의인민공화국 인민옷만 갈아입었을 뿐이었다.
그러다가 대한민국과 국제연합이 북진의 북진을 거듭하자 마오쩌둥은 한술 더 떠서 본격적으로 인해전술이라고 불리는 중화인민공화국 군대를 정면으로 공격했다. 사실상 한국전쟁의 대표적인 활약은 중화인민공화국이었다.
그런데 여기서 가장 중요한 요점은 한국전쟁에는 미국이 대한민국을 버리지 않았는데 비해 중화민국의 장개석과 남베트남은 미국이 버렸었다. 이유는 간단하다. 중화민국과 남베트남은 공산주의에 대해 싸울 의지가 없었기 때문에 미국이 철수한 것이다.

### 휴전협정 이후의 충돌
휴전협정 이후 크고작은 국지 도발 및 무력 충돌이 여러 번 있었다. 1968년에는 북한에서 김신조를 앞세워 청와대 침투를 시도한 1·21 사태가 있었으며, 이 과정에서 많은 경찰과 민간인을 포함해 인명피해가 있었다.
2013년 10월 24일 평화문제연구소 창립 30주년 기념 국제학술회의에서 청샤오허(成曉河) 중국인민대학 교수에 의해 김일성은 1965년 제2차 6.25 전쟁을 계획했지만 중국 공산당이 거부했다는 중화인민공화국 외교부의 기밀해제 문서(No.106-01480-07)가 공개되었다.
1990년 이후에는 서해 북방한계선 부근에서 수차례의 해상 무력충돌이 일어났다. 1999년에는 연평도 부근에서 제1연평해전이 있었으며, 2002년 한일 월드컵 기간 사이에 비슷한 지점에서 제2연평해전이 발발하였다.
2007년 남북 정상 회담은 '종전'을 선언하는 문제를 추진하기 위해 서로 협력해 나가기로 하였으나, 이명박 정부 이후 상황이 급변하여 북한의 핵실험 등으로 인한 지속적인 갈등으로 남북관계가 경색되었다.
2008년에는 금강산에서 대한민국의 관광객 1명이 피살되는 사건이 일어나 금강산 관광이 중단되었으며, 2009년에는 대청해전이 발발하였다. 2010년에는 천안함 피격 사건과 연평도 포격이 발생하였다.
2013년 3월 5일 북한의 3차 핵실험에 따른 UN의 대북 제재 추진과 한미 합동 군사훈련 키 리졸브에 반발해 북한은 인민군 최고사령부 대변인 성명을 통해 키 리졸브 훈련이 개시되면 휴전협정을 백지화할 것이라고 선언했으며 11일 훈련이 개시되자 정전협정의 백지화를 선언했다.
그리고 2006년, 2009년, 2013년, 2016년에 잇따라 조선민주주의인민공화국의 4차례의 핵실험을 강행하였고, 2015년에는 서부 전선 포격사건이 일어났다. 또한 2016년에는 4차 핵실험인 최초의 수소탄 핵 실험까지 강행하면서 남북관계가 더욱 경색되었다. 1년 뒤인 2017년, 6차 핵실험을 진행하고, 미사일을 발사하여 상황을 더욱 악화시켰다.

### 전후 국가별 실태

#### 대한민국
미국의 통계에 따르면, 60만 명이 전쟁 중에 사망하였고, 전체 참전국의 사망자를 모두 합하면 200만 명에 달한다고 한다. 한국의 사망자는 백여만 명이 넘으며 그중 85%는 민간인이다. 그러나 민간인 숫자가 하도 많아서 군인들에 비하면 확률적으론 안전하긴 했다. 이 전쟁에 의해 민간인은 물론 군인들도 막대한 피해를 입어서 사상을 당할 확률이 90%에 달했다. 편견과 달리 민간인이 사상을 당할 확률은 군인들처럼 높지 않아서 전후에도 정상인 민간인들이 대다수였다. 전라도인들은 여러 원인으로 인하여 가장 많이 학살을 당했다. 전북대학교 강준만 교수에 의하면 전라도인에 대한 혐오와 차별은 6.25 이후로도 지속되었다.
6.25 전쟁으로 인해 한반도 전체가 폐허가 되었으며, 특히 일본이 만들어 놓은 북한 지역의 대규모 공업지역은 융단폭격을 당해 완전히 소실되었다. 한강의 다리는 모조리 끊어졌으며 수많은 전쟁고아가 양산되었다.
6.25 전쟁을 인해 1000만명이상의 이산가족이 발생하였다.
전쟁을 통해, 대한민국은 미군의 주둔과 미국의 경제지원으로 군사적으로는 전후 공산세력에 의한 남침을 막고 경제적으로는 성장기반을 마련했다고 보나, 전쟁 이전부터 있었던 반공주의가 국가의 이념으로 굳어지게 되어, 이승만의 정권 유지에 활용하였다는 시각도 있다.
한편 대한민국 정부에서는 서울특별시 용산구의 전쟁기념관을 비롯해 전국 16곳에 참전 기념비, 참전 기념관, 공원을 조성하여 각국 군의 참전과 순국을 기리고 있다.

#### 조선민주주의인민공화국
1953년 7월 27일 이후에 김일성은 6.25 전쟁의 책임을 박헌영, 김무정 등 자신의 정적들에게 전부 전쟁에서 진것을 뒤집어 씌우면서 숙청하여 자신의 정적을 효과적으로 제거할 수 있게 됨으로써 '1인 독재'의 기반을 닦았다. 그리고 전쟁 기간 동안 점령지에 있는 대한민국 국민을 대규모로 학살을 자행했으며, 이는 RG 153의 미군 전쟁범죄조사국(The War Crimes Branch) 문서들에서 드러났다.
공산주의적인 산업화 즉, 통제경제에 따른 산업화를 더욱 급속하게 추진할 수 있는 계기를 얻었으나 급진적인 단기정책들의 효과는 미비하여 조선민주주의인민공화국의 경제적인 상황이 1970년대 이후로 대한민국과의 비교에서 매우 악화되었다.
일제강점기 당시 일본이 만들어 놓은 대규모 공업단지가 폭격으로 인해 완전히 소실되었으며 6.25 전쟁 직전까지 대한민국보다 공업이 발전한 선진국이였던 조선민주주의인민공화국은 이러한 피해 이후 군사력 증강과 체제유지를 집중해서  되어 1970년대 중반에는 경제가 역전되어 1990년대 후진국이 되었다.
북한은 전후 복구를 위해 소비에트 연방으로부터 10억 루블을 지원받았으며, 중화인민공화국으로부터 8억 위안을 지원받아서 경제성장이 8%였다.

#### 미국
미국은 6.25 전쟁에 가장 많은 군사를 지원하였고, 윌리엄 F. 딘 장군을 비롯한 상당수의 미군들이 전쟁포로로 잡혔다. 또한 이 과정에서 총살된 미군의 숫자도 많았다고 한다. 약 54,000명의 사망자가 발생하였으며, 이는 베트남 전쟁 때보다는 약간 적은 수이지만 훨씬 짧은 시기에 발생하였다.

#### 중화인민공화국
중화인민공화국은 국경선을 확장하면서 공산주의 진영을 지키고 미국이 주도한 국제연합군에 패하지는 않았기 때문에 신생국가였음에도 불구하고 국제적으로 위상을 제고시켰다.
그리고 국제법상, 대한민국을 침략한 북한을 지원함으로써, 국제적으로 외면과 지탄을 받았고, 이는 한동안 같은 사상을 공유하는 소련과 관계가 가까워지는 경향을 낳았다. 또한 이 전쟁 이후 중국의 경제는 피폐해져서 중국 공산당은 대약진 운동을 시작하게 되었으나 더 악화되었으며 개혁개방 이후 경제발전했다

#### UN군
UN군에는 미국 이외에 영국, 캐나다, 터키, 그리스 등이 소속되어 1만명 이상을 파병하였다. 터키군은 1만 4936명을 파병하였고, 724명이 전사하였다.

### 전후 제기된 문제

#### 전쟁범죄

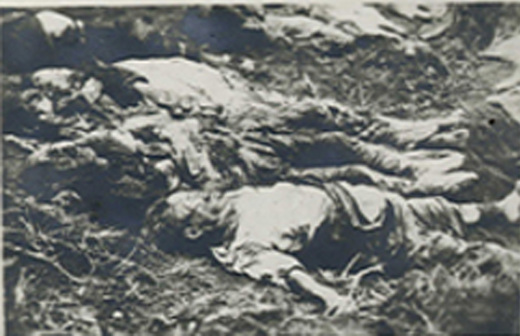
거창 양민학살 사건

- 조선인민군: 소위 인민재판 등의 조직적인 전시 민간인 학살, 서울대학교 부속병원 학살 사건, 함흥 학살 사건, 영광군 학살 사건, 303고지 학살, 대전교도소 학살 사건(상호간)
- 한국군: 한강 인도교 폭파, 거창 민간인 학살사건, 보도연맹 학살, 산청·함양 양민학살 사건, 국민방위군 사건, 대전교도소 학살 사건(상호간)

#### 전쟁 중의 납북자, 포로 송환 문제
중복인원을 제외하고 납북사실이 확인된 납북자 수는 96,013명.으로 현재에도 생존하고 있는 납북자가 일부 있을 것으로 대한민국 정부는 추정하고 있으나, 조선민주주의인민공화국은 부인하고 있다.
또한 휴전 후 조선민주주의인민공화국은 모든 유엔군 포로들을 송환했다고 주장하나 아직도 미송환 국군 포로가 존재하고 있으며 미군을 비롯한 유엔군 포로들도 전부 돌아오지 않은 것으로 추정된다.

### 미국의 한국 원조
미국은 1945년 8월 15일 한국이 일본으로부터 해방한 직후부터 1970년 5월까지 20년 동안 물자와 외화부족 문제를 무상으로 지원해 주었으며, 특히 1950대말까지는 유일한 외자도입 창구로 한국 경제부흥에 미국의 한국 원조 정책이 가장 큰 기여를 해주었다. 미국의 한국 무상원조는 약 44억 달러, 유상원조는 약 4억 달러에 달하여 한국 경제의 투자재원 마련, 국제수지 적자보전 및 경제성장에서 매우 중요한 역할을 했고 미국의 원조는 그 당시 가난했던 한국 정부 예산에 큰 도움이 되었다.

## 전투 목록
아래 목록은 국방부 군사편찬연구소의 목록을 기준으로 한 것이므로 중국, 북한과 이름이 다를 수 있으며, 미국을 비롯한 참전 16개국의 모든 전투 활동이 다 망라되지는 않은 상태이다(2006년 4월 3일 기준).

### 1950년
| - 개성-문산 전투 : 6월 25일 ~ 6월 26일 - 고랑포 전투 : 6월 25일 ~ 6월 26일 - 동두천 전투 : 6월 26일 - 포천 전투 : 6월 26일 - 춘천 및 홍천 전투 : 6월 25일 ~ 6월 30일 - 강릉 전투 : 6월 25일 ~ 6월 27일 - 주문진항 해전 : 7월 2일 - 옹진 반도 전투 : 6월 25일 ~ 6월 26일 - 김포 반도 전투 : 6월 25일 ~ 6월 28일 - 옥계 전투 : 6월 25일 - 대한해협 해전 : 6월 25일 ~ 6월 26일 - 의정부 전투 : 6월 25일 ~ 6월 26일 - 내촌-태릉 전투 : 6월 26일 ~ 6월 28일 - 봉일천 전투 : 6월 26일 ~ 6월 27일 - 창동 전투 : 6월 27일 ~ 6월 28일 - 미아리 전투 : 6월 27일 ~ 6월 28일 - 행주도하 작전 : 6월 27일 ~ 6월 28일 - 한강 전투 : 6월 28일 ~ 7월 3일 - 오류동 전투 : 6월 29일 ~ 7월 3일 - 신사동-과천 전투 : 6월 28일 ~ 7월 3일 - 울진-평해 전투 : 6월 29일 ~ 7월 1일 - 시흥-안양-수원 전투 : 7월 3일 ~ 7월 4일 - 오산 전투 : 7월 5일 - 평택-안성 전투 : 7월 5일 ~ 7월 12일 - 무극리 전투 : 7월 4일 ~ 7월 10일 - 동락리 전투 : 7월 5일 ~ 7월 10일 - 진천 전투 : 7월 5일 ~ 7월 10일 - 충주-수안보 전투 : 7월 7일 ~ 7월 9일 - 천안 전투 : 7월 7일 ~ 7월 9일 - 단양 전투 : 7월 8일 ~ 7월 12일 - 전의 전투 : 7월 9일 ~ 7월 11일 - 구암산 전투 : 7월 10일 ~ 7월 15일 - 포항 상륙 작전 : 7월 10일 ~ 7월 19일 - 청주 전투 : 7월 14일 ~ 7월 16일 - 대평리-공주 전투 : 7월 13일 ~ 7월 16일 - 이화령-문경 전투 : 7월 13일 ~ 7월 17일 - 점촌 전투 : 7월 13일 ~ 7월 17일 - 장항-군산-이리 전투 : 7월 16일 ~ 7월 19일 - 대전 전투 : 7월 17일 ~ 7월 20일 - 화령장 전투 : 7월 17일 ~ 7월 25일 - 영강 전투 : 7월 17일 ~ 7월 30일 - 원산 정류소 폭격 작전 : 7월 18일 - 정읍-장성-광주 전투 : 7월 20일 ~ 7월 23일 - 전주-임실-남원 전투 : 7월 20일 ~ 7월 24일 - 영덕-포항 전투 : 7월 20일 ~ 7월 22일 - 영덕-강구 전투 : 7월 22일 ~ 8월 9일 - 상주 전투 : 7월 22일 ~ 7월 31일 - 거창 전투 : 7월 24일 ~ 7월 27일 - 하동 전투 : 7월 25일 ~ 7월 31일 - 진주 전투 : 7월 25일 ~ 7월 31일 - 함창 전투 : 7월 26일 ~ 7월 29일 - 함창-안의 전투 : 7월 26일 ~ 7월 28일 - 청송 전투 : 7월 28일 ~ 8월 5일 - 김천 전투 : 7월 29일 ~ 7월 31일 - 안동 전투 : 7월 30일 ~ 8월 1일 - 낙동강 방어선 전투 - 부산시 부근 전투 : 7월 말 - 합천-권빈리 전투 : 7월 31일 ~ 8월 3일 - 의성 전투 : 8월 1일 ~ 8월 13일 - 의성 용기동 전투 : 8월 1일 ~ 8월 13일 - 진동리 전투 : 8월 3일 ~ 8월 4일 - 낙정-해평 전투 : 8월 3일 ~ 8월 12일 - 다부동 전투 : 8월 3일 ~ 9월 22일 - 마산 정찰 전투 : 8월 3일 ~ 8월 13일 - 킨 특수임무부대 반격 작전 : 8월 6일 ~ 8월 12일 - 창녕-영산 전투 : 8월 6일 ~ 8월 18일 - 안강-기계 전투 : 8월 9일 ~ 8월 18일 - 장사동-독석동 철수 작전 : 8월 10일 ~ 8월 17일 - 포항 전투 : 8월 11일 - 보현산 전투 : 8월 13일 ~ 9월 4일 - 왜관 전면 융단폭격작전 : 8월 14일 ~ 8월 17일 - 군의-의흥 전투 : 8월 13일 ~ 8월 29일 - 수암산-유학산 전투 : 8월 13일 ~ 8월 30일 - 포남 328고지 전투 : 8월 14일 ~ 8월 30일 - 포항 탈환 전투 : 8월 15일 ~ 8월 30일 - 덕적도-영흥도 확보 작전 : 8월 15일 ~ 8월 24일 - 통영 전투 : 8월 17일 ~ 8월 19일 - 통영 원문고개 방어 전투 : 8월 19일 ~ 9월 11일 - 비학산 전투 : 8월 18일 ~ 8월 25일 - 경주 전투 : 8월 27일 ~ 9월 15일 - 신녕 전투 : 8월 30일 ~ 9월 15일 - 신녕 조림산 전투 : 8월 30일 ~ 9월 4일 - 가산 전투 : 8월 31일 ~ 9월 4일 - 창녕 전투 : 8월 31일 ~ 9월 9일 - 마산 서측방 전투 : 8월 31일 ~ 9월 6일 - 영산 전투 : 9월 1일 ~ 9월 6일 - 영천 전투 : 9월 2일 ~ 9월 12일 - 팔공산 전투 : 9월 5일 ~ 9월 15일 - 호명리 전투 : 9월 5일 ~ 9월 9일 - 형산강 방어 전투 : 9월 5일 ~ 9월 13일 - 곤제봉 전투 : 9월 6일 ~ 9월 13일 - 홍계동 전투 : 9월 6일 ~ 9월 13일 - 장사동 상륙 작전 : 9월 14일 - 포항 반격 전투 : 9월 14일 ~ 9월 22일 - 안강-기계 반격 전투 : 9월 13일 ~ 9월 23일 | - 인천 상륙 작전 : 9월 15일 ~ 9월 16일 - 신녕-조림산 반격 전투 : 9월 15일 ~ 9월 22일 - 가산, 팔공산-청주 진격 전투 : 9월 16일 ~ 10월 5일 - 경인가도 진격 전투 : 9월 16일 ~ 9월 17일 - 포항-흥해 전투 : 9월 17일 ~ 9월 22일 - 안강-38선 진격 전투 : 9월 16일 ~ 9월 30일 - 청송-논산 진격 전투 : 9월 16일 ~ 9월 29일 - 마산-군산 진격 전투 : 9월 16일 ~ 9월 30일 - 왜관 탈환 전투 : 9월 18일 ~ 9월 20일 - 왜관-대전 진격 전투 : 9월 18일 ~ 9월 28일 - 구산동-의성 진격 전투 : 9월 20일 ~ 9월 24일 - 경주-서울 진격 전투 : 9월 21일 ~ 10월 7일 - 울진-38선 진격 전투 : 9월 21일 ~ 9월 29일 - 서울 수복 전투 : 9월 18일 ~ 9월 28일 - 282고지 전투 - 신리-김포 전투 : 9월 18일 ~ 9월 21일 - 영등포 전투 : 9월 19일 ~ 9월 22일 - 행주 한강 도하 작전 : 9월 19일 ~ 9월 21일 - 연희고지 전투 : 9월 20일 ~ 9월 24일 - 104고지 전투 : 9월 21일 ~ 9월 22일 - 서빙고 도하 작전 : 9월 25일 ~ 9월 26일 - 서울 시가 전투 : 9월 25일 ~ 9월 28일 - 안동-영주-단양 진격 전투 : 9월 22일 ~ 9월 29일 - 청하-울진 진격 전투 : 9월 22일 ~ 9월 27일 - 다부동-개성 진격 전투 : 9월 23일 ~ 10월 17일 - 북한강 전투 : 9월 29일 ~ 10월 7일 - 의정부 탈환 전투 : 9월 29일 ~ 10월 3일 - 양평-연천 진격 전투 : 9월 30일 ~ 10월 10일 - 원주-횡성-춘천 진격 전투 : 9월 30일 ~ 10월 6일 - 38선 돌파 작전 : 10월 1일 ~ 10월 15일 - 양양-간성 진격 전투 : 10월 1일 ~ 10월 3일 - 양구-신고산-안변 진격 전투 : 10월 1일 ~ 10월 9일 - 고성-고저 진격 전투 : 10월 4일 ~ 10월 7일 - 원산 전투 : 10월 8일 ~ 10월 15일 - 금천-사리원-황주 진격 전투: 10월 9일 ~ 10월 17일 - 철원-곡산 진격 전투 : 10월 9일 ~ 10월 18일 - 영흥만 소해작전 : 10월 10일 ~ 10월 25일 - 원산 상륙 작전 : 10월 10일 ~ 10월 14일 - 구화-시변-율리 진격 전투 : 10월 11일 ~ 10월 17일 - 금천 전투 : 10월 12일 ~ 10월 14일 - 신고산-원산-양덕 진격 전투 : 10월 14일 ~ 10월 19일 - 영흥-함흥-성진 진격 전투 : 10월 16일 ~ 10월 30일 - 원산 평정 전투 : 10월 16일 ~ 10월 26일 - 원산-장진호 진격 전투 : 10월 16일 ~ 11월 30일 - 평양 전투 : 10월 18일 ~ 10월 20일 - 목포 전투 : 10월 19일 ~ 11월 26일 - 숙천 및 순천 공수작전 : 10월 20일 ~ 10월 22일 - 성천-개천-희천 진격 전투 : 10월 20일 ~ 10월 22일 - 평양-영변-운산 진격 전투 : 10월 22일 ~ 10월 25일 - 초산 전투 : 10월 23일 ~ 10월 26일 - 덕천-구장동 진격 전투 : 10월 24일 ~ 10월 25일 - 중공군 1차 대공세 : 10월 25일 - 온정리 전투 : 10월 25일 ~ 10월 28일 - 운산-영변 전투 : 10월 25일 ~ 11월 1일 - 함흥 전투 : 10월 27일 ~ 11월 5일 - 이원-혜산진 진격 전투 : 10월 27일 ~ 11월 22일 - 간성-고성 전투 : 10월 27일 ~ 11월 26일 - 태천-구성 진격 전투 : 10월 28일 ~ 11월 1일 - 곽산-정차동 진격 전투 : 10월 29일 ~ 11월 1일 - 길주-청진-부령 진격 전투 : 11월 1일 ~ 11월 30일 - 개천-비호산 전투 : 11월 2일 ~ 11월 4일 - 진남포항 소해 작전 : 11월 2일 ~ 11월 7일 - 제1차 청천강 전투 : 11월 3일 ~ 11월 5일 - 박천-태천-용산동 전투(en:Battle of Pakchon, ja:粛川・順川の戦い, zh:博川戰役) : 11월 4일 ~ 11월 6일 - 마전리-동양리 전투 : 11월 10일 ~ 12월 2일 - 합수 전투 : 11월 17일 ~ 11월 26일 - 제1차 덕천 전투 : 11월 22일 ~ 11월 26일 - 중공군 2차 대공세 : 11월 25일 - 영원 전투 : 11월 25일 ~ 11월 27일 - 제2차 덕천 전투 : 11월 25일 ~ 11월 27일 - 제2차 청천강 전투 : 11월 24일 ~ 11월 30일 - 와원 전투 : 11월 27일 ~ 11월 30일 - 무산-혜산진 전투 : 11월 27일 ~ 11월 30일 - 군우리 전투 : 11월 29일 ~ 12월 1일 - 장진호 전투 : 11월 27일 ~ 12월 11일 - UN군의 동해안 철수 작전 : 12월 초 - UN군의 서해안 철수 작전 : 12월 초 - 평양-38선 철수 작전 : 12월 1일 ~ 12월 4일 - 혜산진, 길주-흥남 철수 작전 : 12월 1일 ~ 12월 6일 - 원산-함흥 전투 : 12월 3일 ~ 12월 15일 - 합수, 청진-흥남 철수 작전 : 12월 7일 ~ 12월 16일 - 흥남 철수 작전 : 12월 14일 ~ 12월 24일 - 양양-서림 전투 : 12월 21일 ~ 12월 31일 - 홍천 전투 : 12월 21일 ~ 12월 31일 - 현리 전투 : 12월 24일 ~ 12월 31일 - 중공군 3차 대공세 : 12월 31일 - 제2차 동두천 전투 : 12월 11일 ~ 1951년 1월 3일 - 서울 철수 전투 : 12월 31일 ~ 1951년 1월 4일 |

### 1951년
| - 고양 전투 : 1월 2일 ~ 1월 3일 - 황해도 피난민 구출 작전 : 1월 5일 ~ 1월 31일 - 원주 전투 : 1월 6일 ~ 1월 12일 - 적성리 전투 : 1월 12일 ~ 1월 15일 - 남대리 전투 : 1월 14일 ~ 1월 19일 - 영월 전투 : 1월 19일 ~ 1월 24일 - 중공군 4차 대공세 : 1월 25일 - 금량장 전투 (tr:Kumyangjang-ni Muharebesi) : 1월 25일 ~ 1월 27일 - 인천 기습 상륙 작전 : 1월 25일 ~ 1월 27일 - 이천 381고지 전투 : 1월 29일 ~ 1월 30일 - 모락산 전투 : 1월 30일 ~ 2월 4일 - 쌍터널 부근 전투 : 1월 31일 ~ 2월 2일 - 수리산 전투 : 1월 23일 ~ 1월 31일 - 제2차 인천 상륙 작전 : 2월 1일 ~ 2월 10일 - 횡성 전투 : 2월 5일 ~ 2월 13일 - 지평리 전투 : 2월 13일 ~ 2월 16일 - 해군의 옹진 전투 : 2월 20일 ~ 2월 22일 - 전략도서 확보 작전 : 2월 13일 ~ 1952년 2월 12일 - 원산항 봉쇄 작전 : 2월 14일 ~ 1953년 7월 27일 - 중공군 1차 춘계공세 : 4월 22일 - 사창리 전투 : 4월 22일 ~ 4월 24일 - 장승천 전투 : 4월 22일 ~ 4월 23일 - 율통 다리 전투 - 임진강 전투 : 4월 22일 ~ 4월 25일 - 금굴산 전투 : 4월 22일 ~ 4월 25일 - 글로스터 고지 전투 (235고지 전투) - 적성 전투 : 4월 22일 ~ 4월 25일 - 가평 전투 : 4월 23일 ~ 4월 25일 | - 중공군 2차 춘계공세 : 1951년 5월 16일 - 현리 전투 : 5월 16일 ~ 5월 22일 - 벙커 고지 전투 : 5월 16일 ~ 5월 19일 - 용문산 전투 : 5월 18일 ~ 5월 21일 - 대관령 전투 : 5월 22일 ~ 5월 25일 - 인제 전투 : 5월 30일 ~ 5월 31일 - 자일리 전투 : 5월 30일 - 도솔산 전투 : 6월 4일 ~ 6월 19일 - 대우산 전투 : 7월 15일 ~ 7월 31일 - 향로봉 전투 : 8월 18일 ~ 8월 24일 - 피의 능선 전투 : 8월 18일 ~ 9월 7일 - 스트랭글 작전 : 8월 18일 ~ 1952년 5월 30일 - 펀치볼 전투 : 8월 31일 ~ 9월 20일 - 가칠봉 전투 : 9월 4일 ~ 10월 12일 - 단장의 능선 전투 : 9월 13일 ~ 10월 13일 - 적근산 삼현 전투 : 9월 21일 ~ 9월 22일 - 백석산 전투 : 9월 24일 ~ 10월 1일 - 마량산 전투 : 10월 3일 ~ 10월 8일 - 연천 313고지 전투 : 10월 3일 ~ 10월 5일 - 학당리 전투 : 10월 11일 ~ 10월 13일 - 월비산 전투 : 10월 12일 ~ 10월 15일 - 949고지 전투 : 11월 17일 ~ 11월 18일 - 크리스마스 고지 전투 : 12월 25일 ~ 1952년 2월 13일 |

### 1952년
| - 별고지 전투 : 2월 18일 - 사튜레이트(차단) 작전 : 3월 3일 ~ 6월 30일 - 사천강 전투 : 4월 1일 ~ 11월 1일 - 이리고지 전투 : 5월 18일 ~ 6월 21일 - 김화 400고지 전투 : 6월 21일 - 수력발전소 폭격 작전 : 6월 23일 ~ 6월 27일 - 불모고지 전투 : 6월 26일 ~ 8월 1일 - 수도고지 전투 : 7월 7일 ~ 10월 14일 - 지형능선 전투 : 7월 7일 ~ 10월 14일 - 154고지 전투 : 7월 8일 ~ 7월 9일 - 351고지 전투 : 7월 10일 ~ 11월 10일 - 평양대공습 작전 : 7월 11일 ~ 8월 29일 | - 고양대 전투 : 9월 6일 ~ 12월 13일 - 854, 812고지 전투 : 9월 21일 ~ 1953년 6월 17일 - 피의고지 및 독수리고지(748, 572고지) 전투 : 9월 28일 ~ 10월 2일 - 노리 고지 전투 : 9월 29일 ~ 9월 30일 - 백마고지 전투 : 10월 6일 ~ 10월 14일 - 화살머리고지 전투 : 10월 6일 ~ 10월 10일 - 크리스마스 고지 전투 : 10월 6일 ~ 10월 7일 - 1090고지 전투 : 10월 13일 ~ 10월 14일 - 체로키 스트라이크 작전 : 10월 9일 ~ 1953년 7월 27일 - 저격능선 전투 : 10월 14일 ~ 11월 24일 - 삼각고지 전투 : 10월 21일 ~ 10월 25일 - 고왕산 전투 : 10월 23일 |

### 후방 전투
- 지리산 공비 토벌전 (백야전사령부)
- 거제도포로수용소 폭동사건
- 빨치산 또는 공비
- 남부군
- 반공유격대
- 전투경찰대 (6.25 전쟁) : 공비토벌 목적으로 조직된 경찰 산하 준군사조직.
- 청년방위대
- 국민방위군
- 에버레디 계획

## 갤러리
- Korean War Historical Images Morning Calm Weekly Newspaper Installation Management Command, U.S. Army
- Signal Corps Photographs of American Military Activity Part 2 (2차 세계대전 전후) 보관됨 2018-02-13 - 웨이백 머신 국사편찬위원회 전자사료관

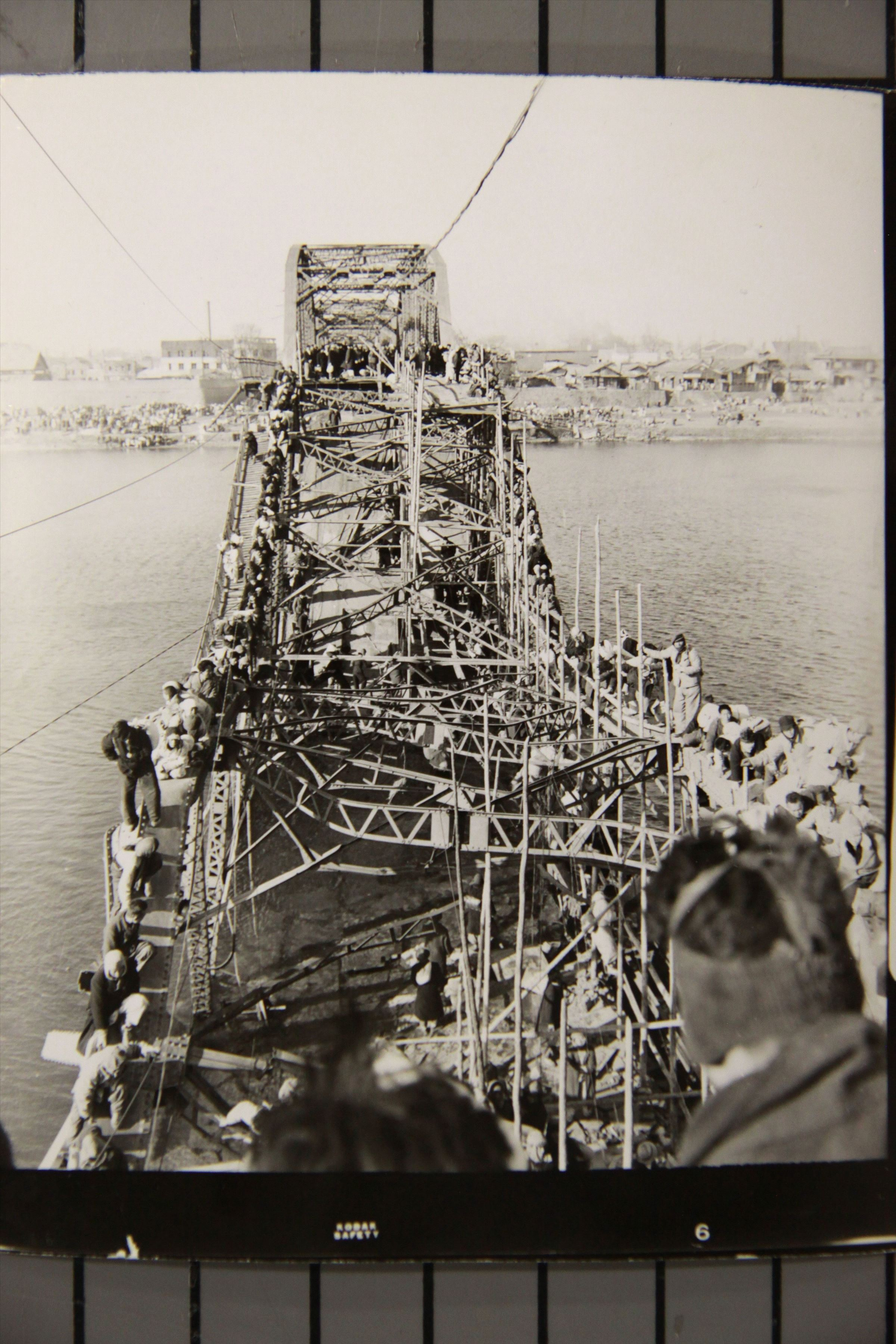
중공군 개입으로 평양에서 철수하는 UN군을 따라 남하하기 위해 대동강 철교에 매달린 피난민들: 1950년 12월 3일 D. Helms 중사 촬영.
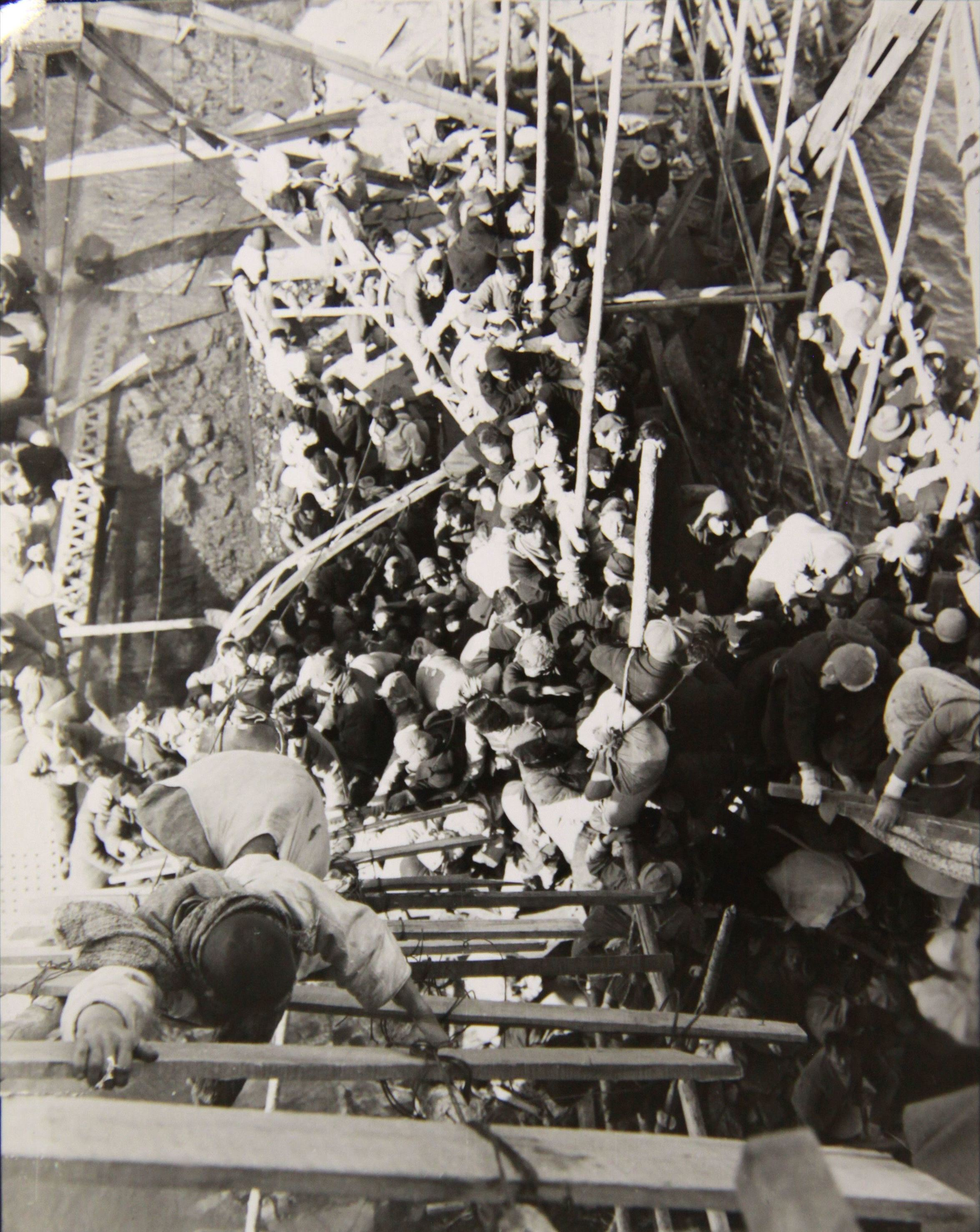
남하하기 위해 끊어진 대동강 철교를 오르는 피난민들. 1950년 12월 3일 D. Helms 중사 촬영.
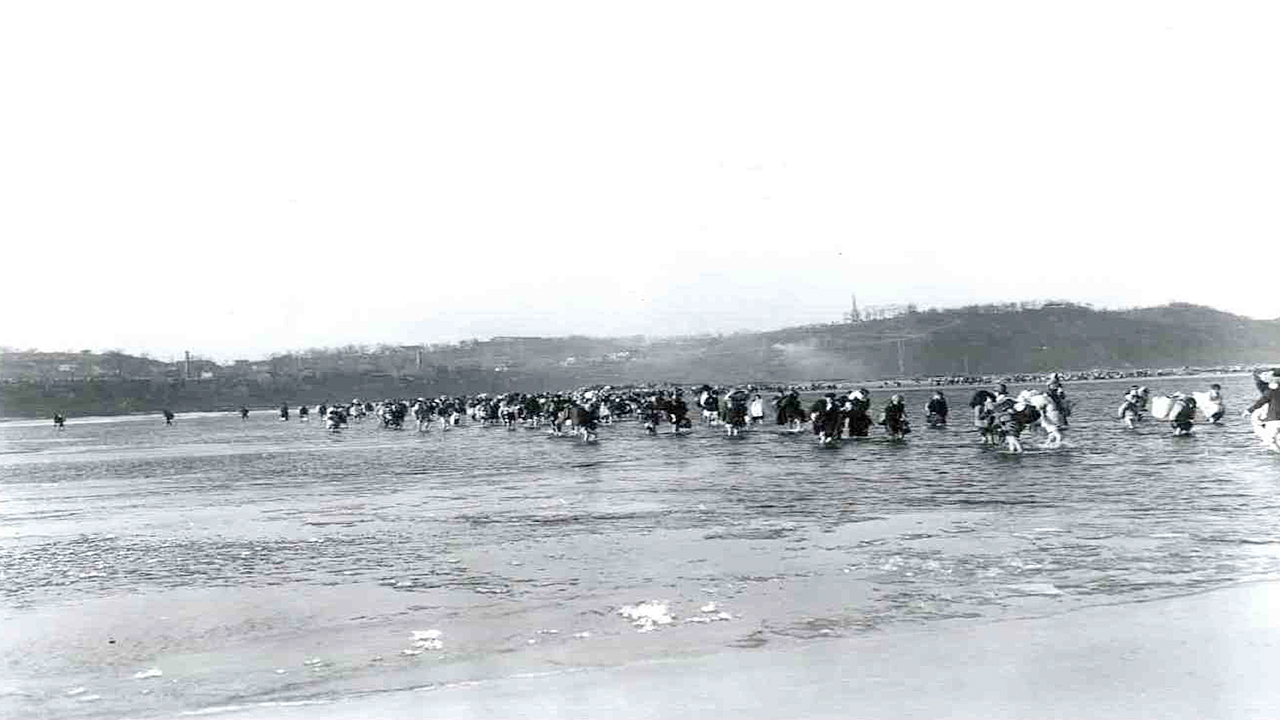
6.25 전쟁 당시 대동강을 건너 남하하는 피난민들. 1950년 12월 3일의 사진. 강물은 얼어붙기 직전이고, 얼음조각이 떠다녔다.
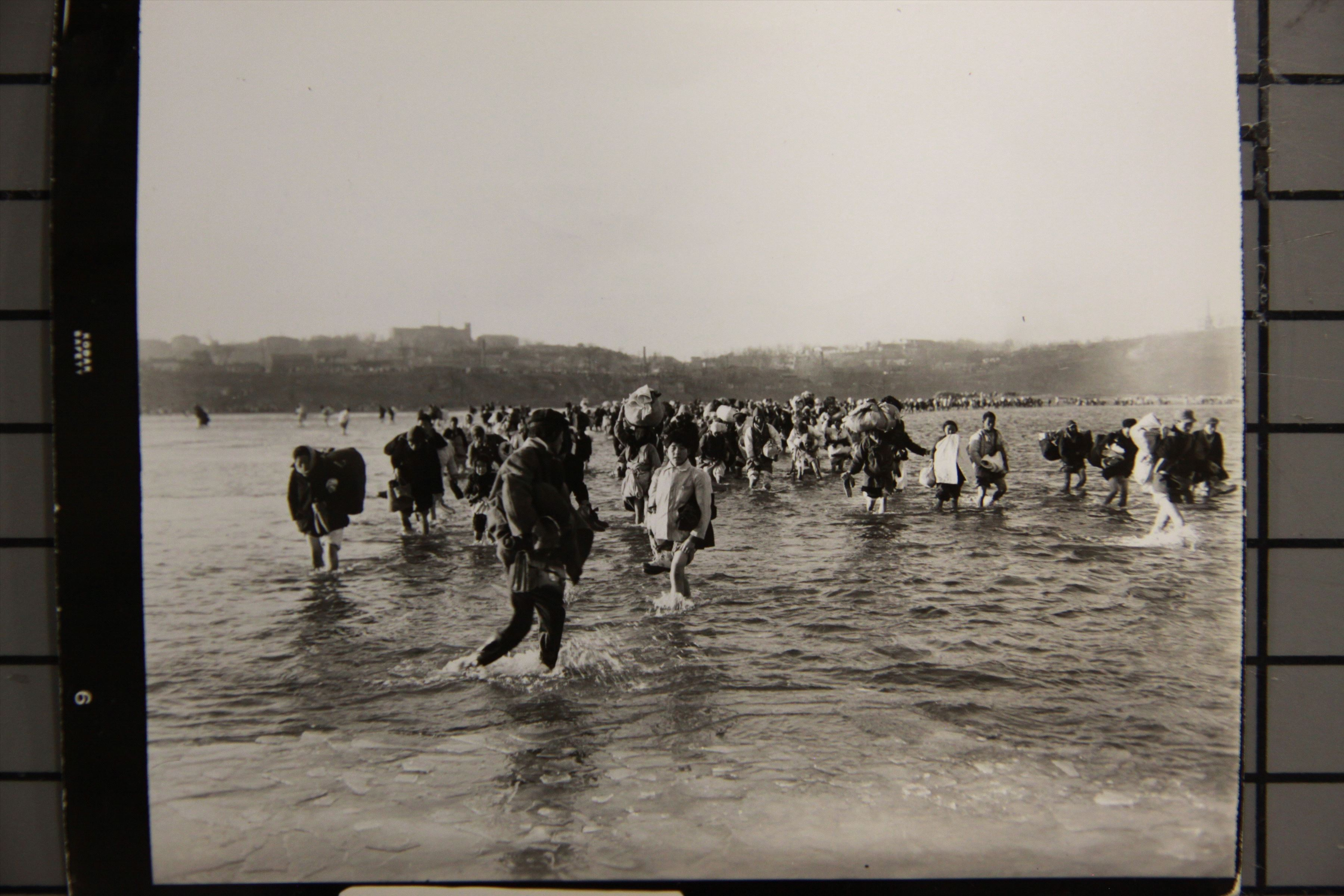
중공군의 남하를 피해 얼음같이 찬 대동강을 맨발로 건너는 피난민들. 이들은 고향인 평양을 떠나 자유를 찾아 남쪽으로 내려가고 있다. 1950년 12월 3일 D. Helms 중사 촬영.
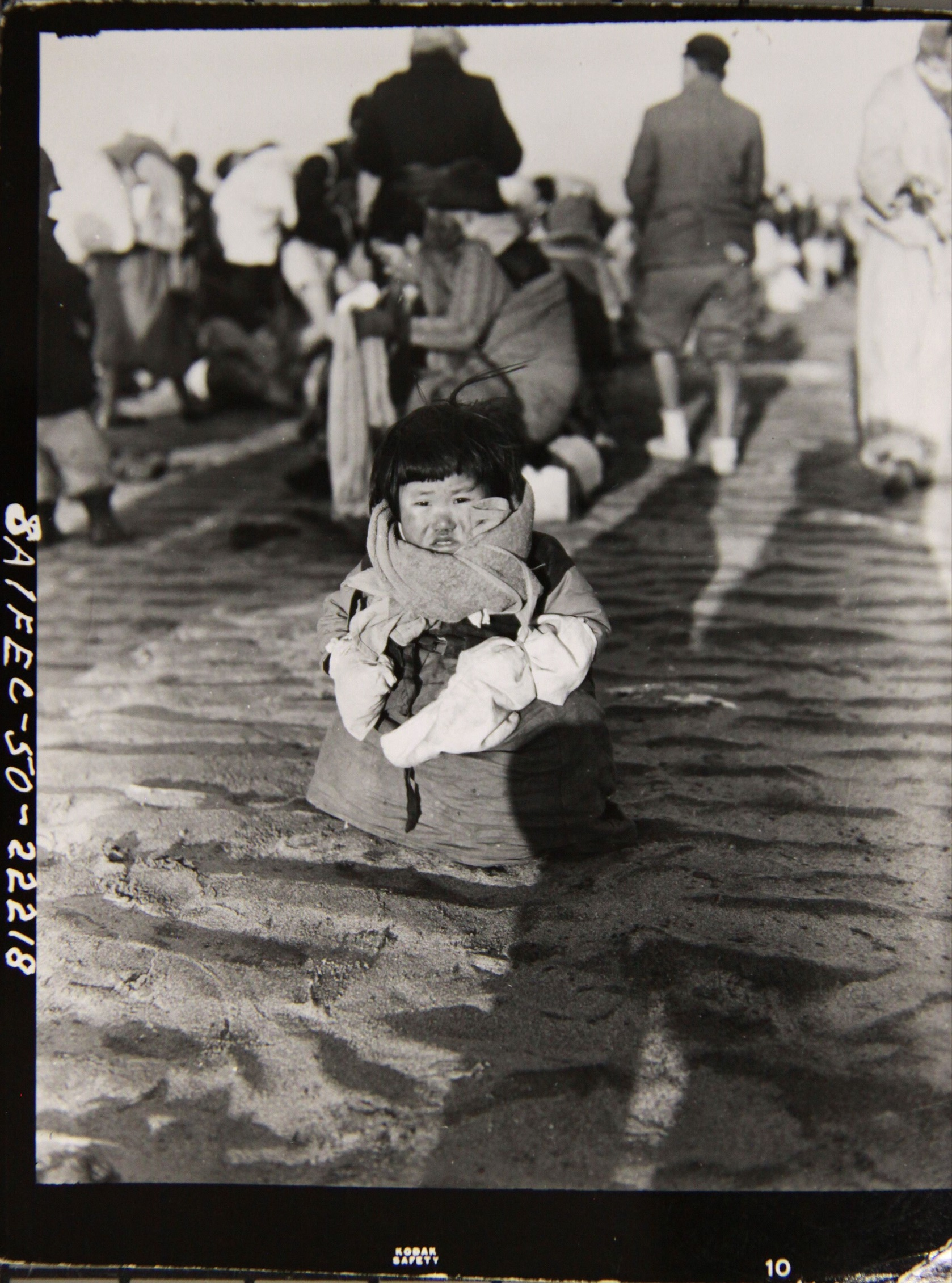
중공군의 남하를 피해 대동강을 건너 피난하는 피난민 행렬 가운데 가족을 찾고 있는 한국인 아동: 1950년 12월 3일 D. Helms 중사 촬영.
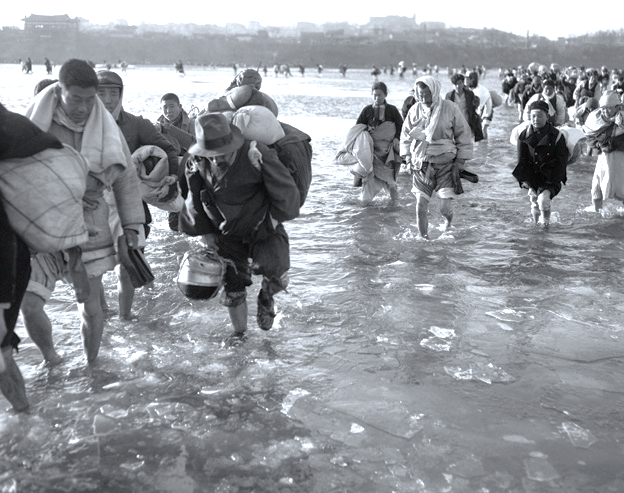
중공군의 개입으로 신발을 벗어들고 얼음 조각이 떠 다니는 대동강을 건너 남하하는 피난민들: 1950년 12월 13일
1950년 12월 19일 흥남 철수 당시 상륙함에 오르기 위해 늘어선 피난민들. 일부는 소달구지로 끌고온 하찮은 물품들을 어선에 싣고 있다.
1950년 12월 19일 흥남 철수를 위해 물에 뜨는 것은 무엇이 타려는 북한주민. 남한 상륙함의 갑판과 여러 어선에 가득찬 피난민 들.
1951년 1월 8일 강릉 외곽에서 폭설을 뚫고 남쪽을 향해 끝없이 이어지는 피난 행렬
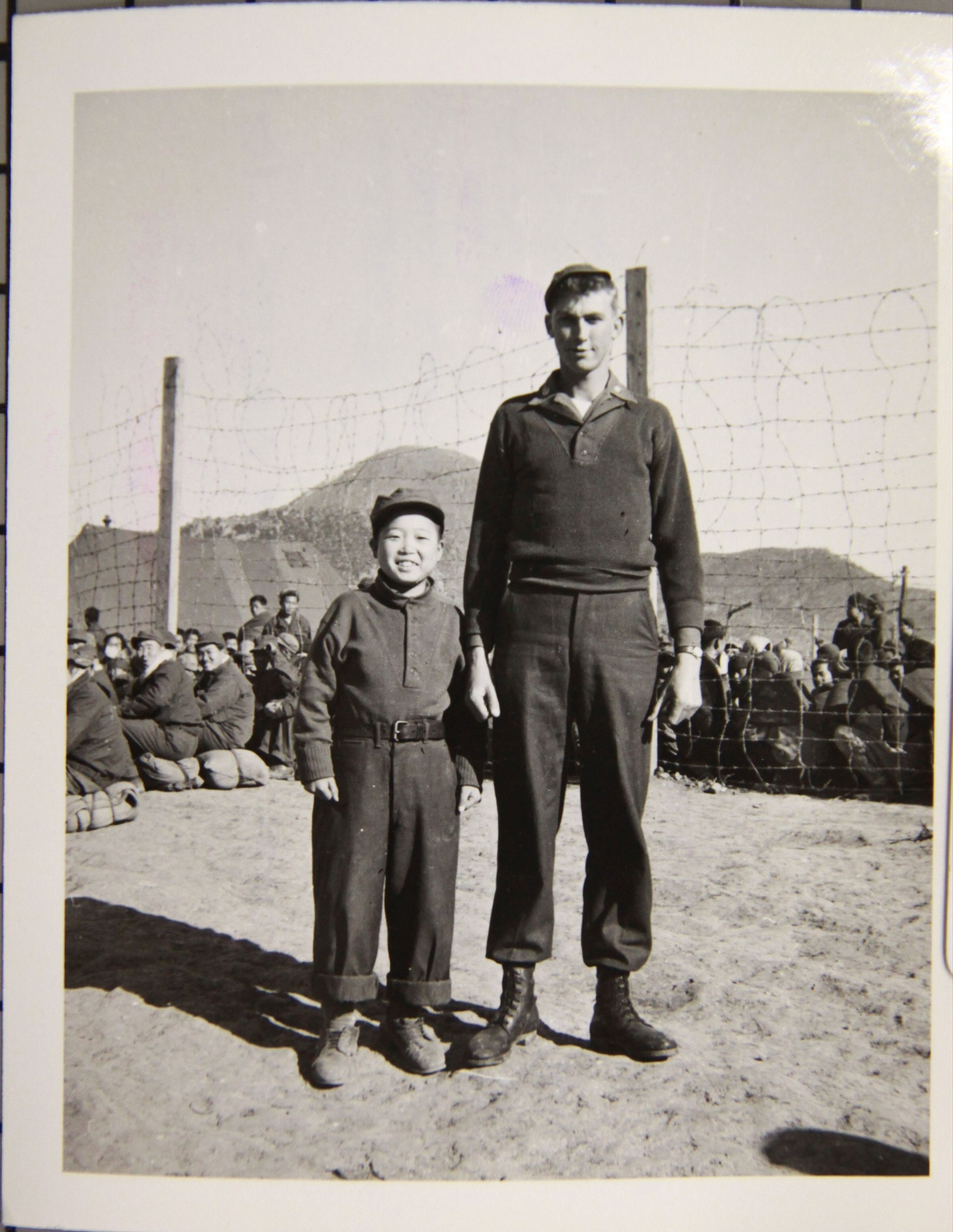
서울에서 생포된 12살의 인민군 송종태 이등병과 미군 Desert B Knight 일병. 송 이병은 "Bugs Bunny"를 닮았다고 해서 "Bugs"라는 별명이 붙었다: 1951년 1월 14일 Angus J Walker 소령 촬영

## 6.25 전쟁을 소재로 한 작품

### 대한민국
| - 1961년 《5인의 해병》 - 1965년 《인천상륙작전》 - 2003년 《태극기 휘날리며》 - 2005년 《웰컴 투 동막골》 - 2010년 《포화 속으로》 - 2011년 《고지전》 - 2014년 《국제시장》 - 2015년 《서부전선》 - 2016년 《인천상륙작전》 - 2019년 《장사리: 잊혀진 영웅들》 | - 1975년 《전우》 - 1983년 《전우》 - 1991년 《여명의 눈동자》 - 1999년 《왕초》 - 2002년 《야인시대》 - 2006년 《서울 1945》 - 2010년 《전우》 - 2010년 《로드 넘버원》 | - 2015년 《6월 25일》한국전쟁2030 |

### 해외
| - 1957년 《전송가》 - 1970년 《매시》 - 1981년 《오, 인천》 - 2017년 《아일라》 - 2022년 《디보션》 | - 1972년 《매시》 |

## 관련 서적
- 한성훈. 《가면권력》. 후마니타스. 2014년. ISBN 978-89-6437-212-8